# Musée d'archéologie méditerranéenne
Le musée d’archéologie méditerranéenne, qui se trouve au premier étage de la Vieille Charité à Marseille, regroupe deux départements : les antiquités égyptiennes et les antiquités classiques. L’archéologie régionale qui occupait une autre salle a été transférée au Musée d'histoire de Marseille au Centre Bourse. Au deuxième étage de la Vieille Charité se trouve le Musée des Arts africains, océaniens et amérindiens.

## Antiquités égyptiennes
La majeure partie de cette collection est constituée d’objets réunis par le docteur Clot-Bey (1793-1868) qui, à la demande du vice-roi d’Égypte Méhémet Ali, séjourna longtemps dans ce pays et y créa l’école de médecine. Ce fonds acquis par la ville de Marseille pour un prix dérisoire, fut complété par des dons et des acquisitions diverses.
Cinq salles se succèdent en enfilade présentant les statues, sarcophages et objets divers de manière thématique, la dernière salle représentant une chambre funéraire. Le contenu de chaque vitrine et de chaque salle est renouvelé périodiquement.
Les collections de l'Égypte antique offrent de beaux exemples de l'art de l'Égypte antique, elles documentent également la religion de l'Égypte antique. Le dispositif au service des visiteurs permet, également, d'aborder toute l'histoire de l'Égypte antique ainsi que son gouvernement et son économie.

### Présentation des salles
Les collections sont représentatives des périodes relativement récentes : depuis la XVIIIe dynastie (de 1550 à 1292 avant l'ère commune) jusqu'à l'époque ptolémaïque (dynastie lagide hellénistique), de 323 à 31 avant l'ère commune. Mais elles comptent aussi quelques réalisations plus anciennes et même des tout débuts de l'occupation de la vallée du Nil, la culture de Nagada (vers 3900-3150 avant notre ère, en Haute-Égypte, au Sud). Aussi les conservateurs ont choisi de présenter la vie culturelle (la vie quotidienne, le gouvernement et la religion de l'Égypte antique) plutôt que son histoire.
La scénographie évoque le temple de la vallée de la pyramide de Khéphren.

### Première salle: histoire de la collection égyptienne
La première salle présente l'histoire de la collection égyptienne. Un choix d'objets et de sculptures sont aussi de bons témoins de divers aspects caractéristiques de la culture de l'Égypte antique et de l'art de l'Égypte antique : la statuette en bois d'un homme debout du Moyen Empire (1994-1781 avant l'ère commune) ; une statue de Ramsès VI en granit noir de la XXe dynastie (XIIe et XIe siècle avant l'ère commune) et un fragment de statue de la déesse Sekhmet, divinité à tête de lionne, probablement en provenance du temple de Mout (Karnak) ou d’un temple jubilaire d’Amenhotep III qui avait multiplié les images de cette déesse ; un masque funéraire en plâtre à la chevelure peinte en noir qui indique la poursuite des anciennes traditions sous les envahisseurs grecs de l'époque ptolémaïque. De grands tableaux permettent de se représenter l'espace géographique et la chronologie des époques et des dynasties.

Première salle
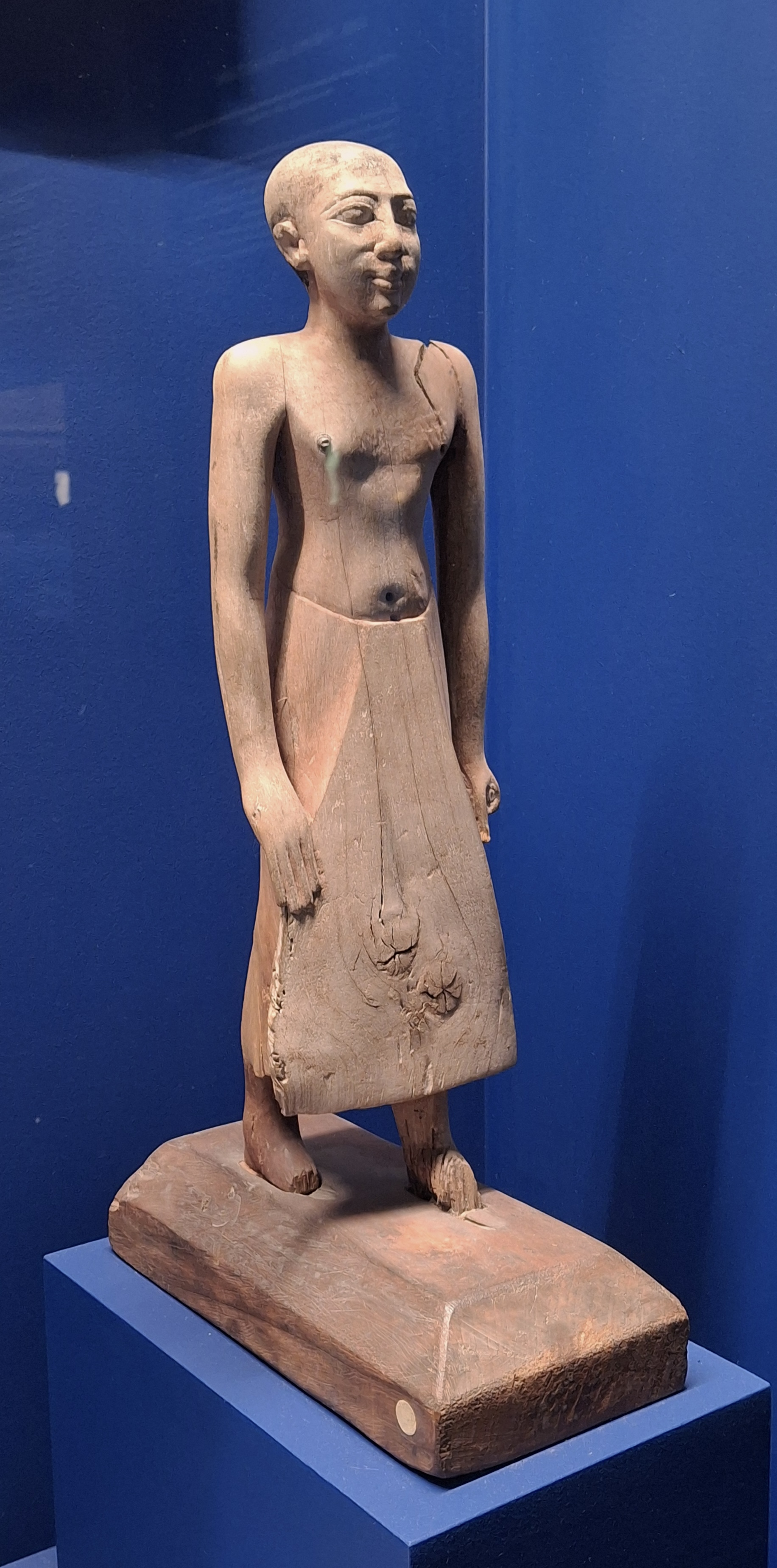
Statuette d'homme debout. Bois (traces de peinture). Modèle. Moyen Empire (environ 2033-1786 avant l'ère commune). Gizeh.
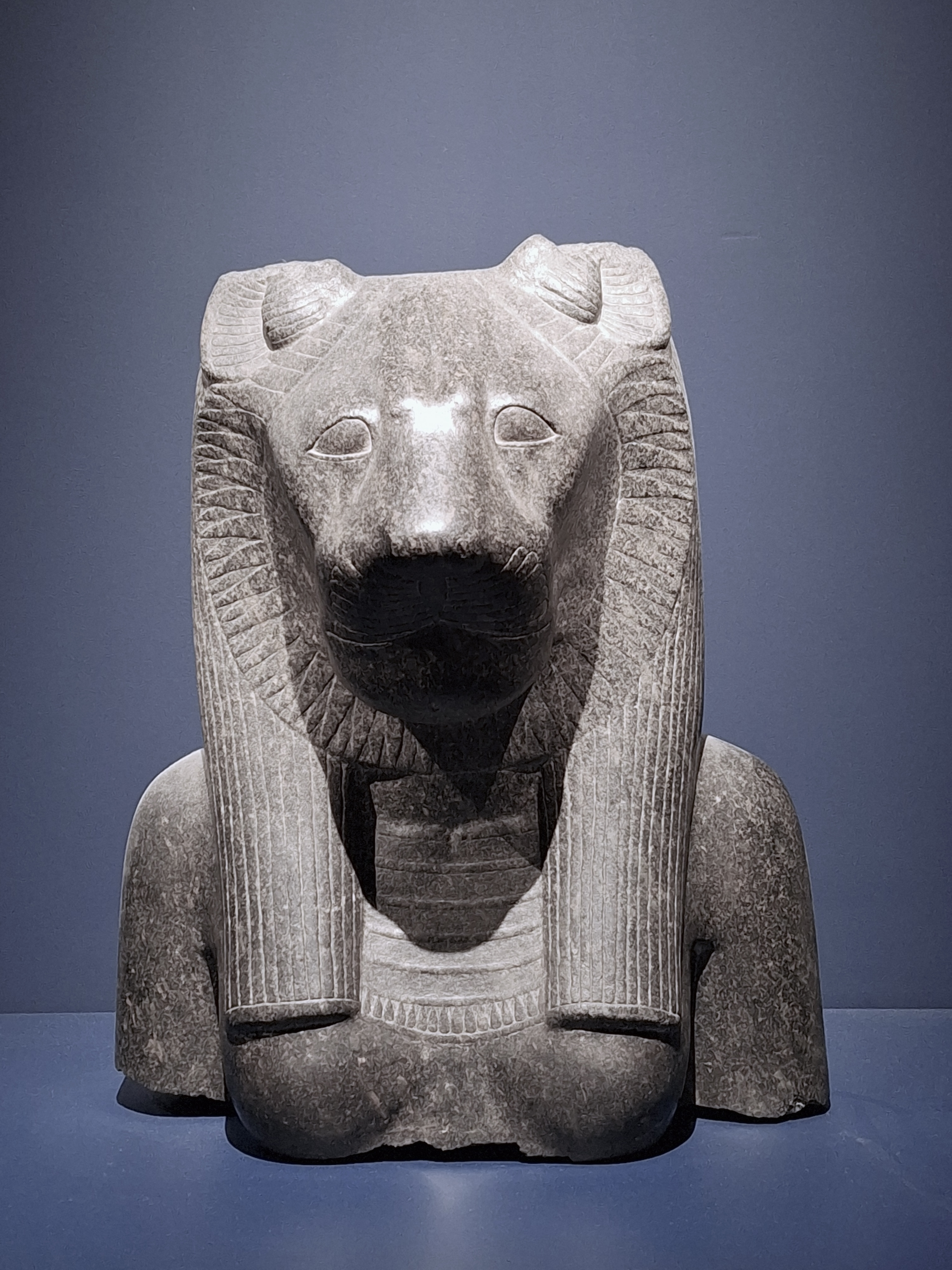
Déesse Sekhmet: représentée par une femme à tête de lionne. XVIIIe dynastie, Nouvel Empire. Temple de Mout, Karnak. Thèbes. Granit, H. 53 cm[note 1].
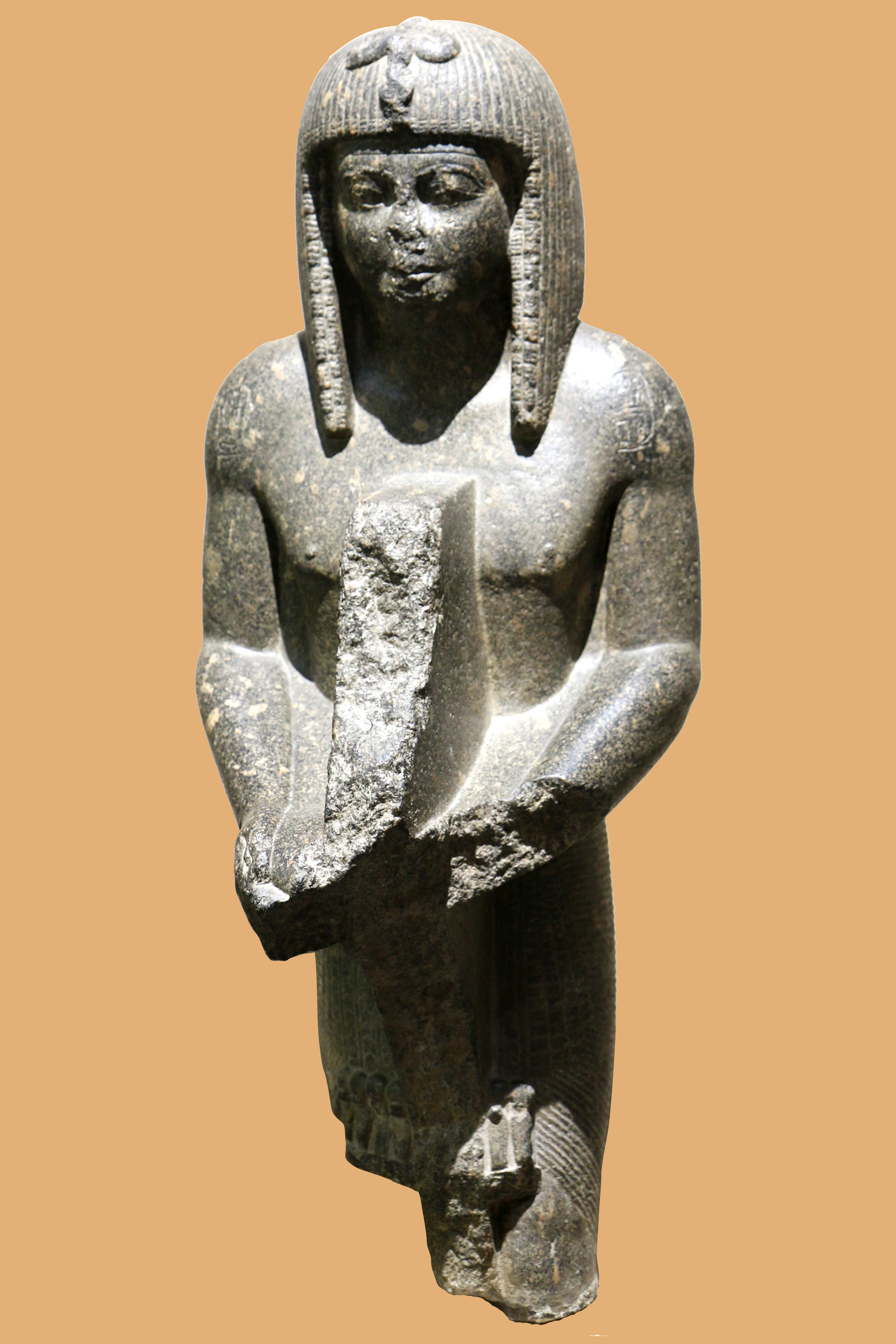
Statue en granit de Ramsès VI. Ses cartouches, gravés : épaules. Dos : étai gravé. Granit noir, H. 88 cm. XXe dynastie. Nouvel empire
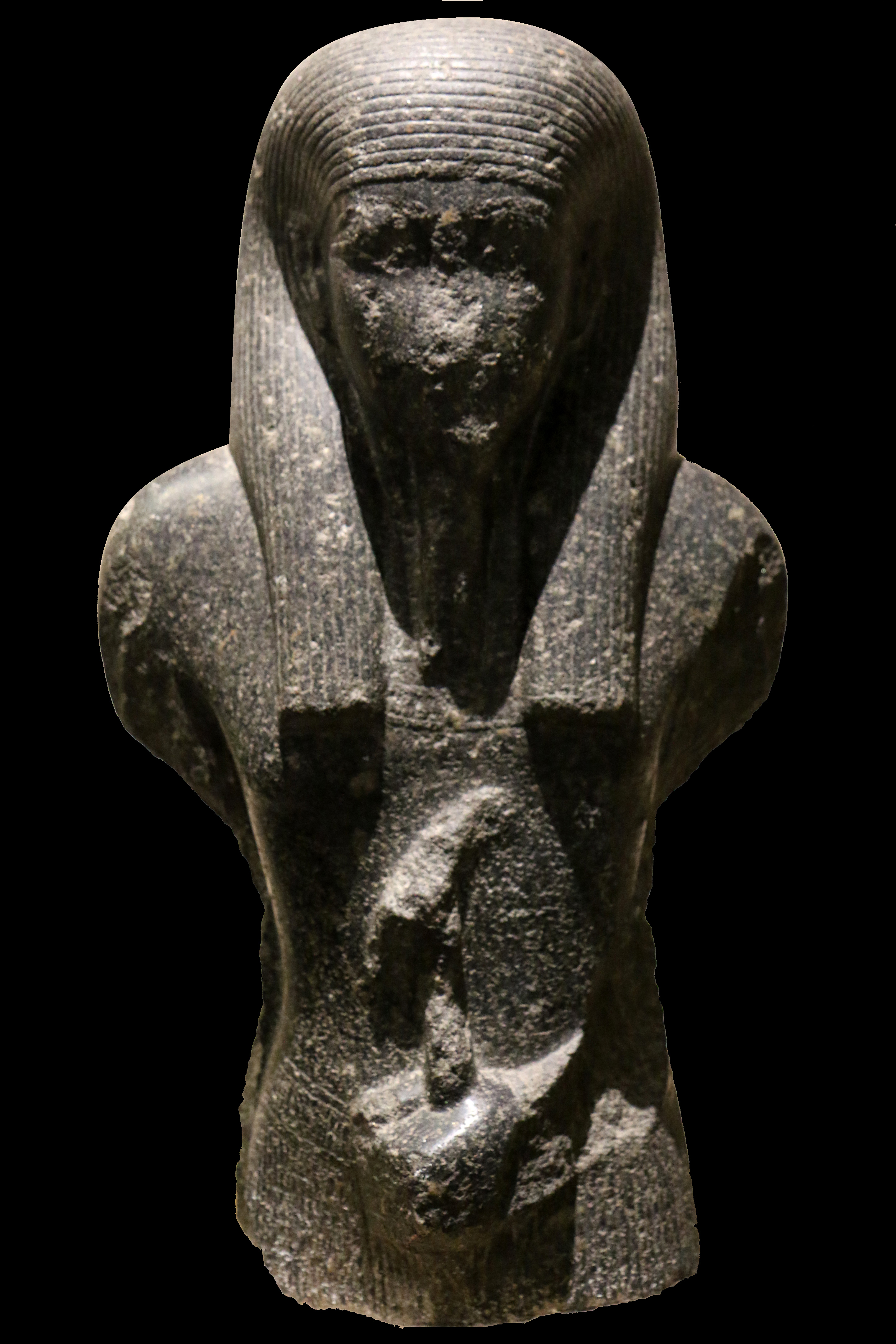
Buste d'homme en granit, Nouvel Empire

### Deuxième salle: la vie quotidienne
Dans la seconde salle sont présentés, des objets de la période prédynastique égyptienne (4700-3150 env.) : vases tubulaires , vases à motifs géométriques, épingles en os, palettes à fard, pointes de flèche, grattoirs.
- Deuxième salle
- Palette à fard pour préparer les couleurs des peintures corporelles. Schiste, losange L. 25 cm. Culture de Nagada : Nagada I
- Objets en ivoire. Hommes barbus, Culture de Nagada : Nagada I, à gauche, épingle décorées, Nagada II à droite
- Vase à motifs géométriques. Terre cuite, Nagada II
- Palette à fard : préparer les couleurs pour peintures corporelles. Schiste, L. 12,5 cm. Nagada II

Dans une autre vitrine sont exposés des objets de toilette : cuillère à fard, peignes, épingles à cheveux, pots, tubes et stylets à khôl. On peut également admirer des objets de la vie quotidienne : coffre à vêtement, chaise votive, chevets en bois, sandales en fibre, pions de jeux et osselets.
Dans une deuxième vitrine se trouvent des outils d’artisans (peigne à carder, palette de peinture) et des objets religieux : amulettes à l’effigie des dieux Bès (génie familier) et Ptah (dieu de la ville), ivoire magique, poupée de fécondité, statuette de Bès d’heureuse maternité.

Deuxième salle
Deuxième salle
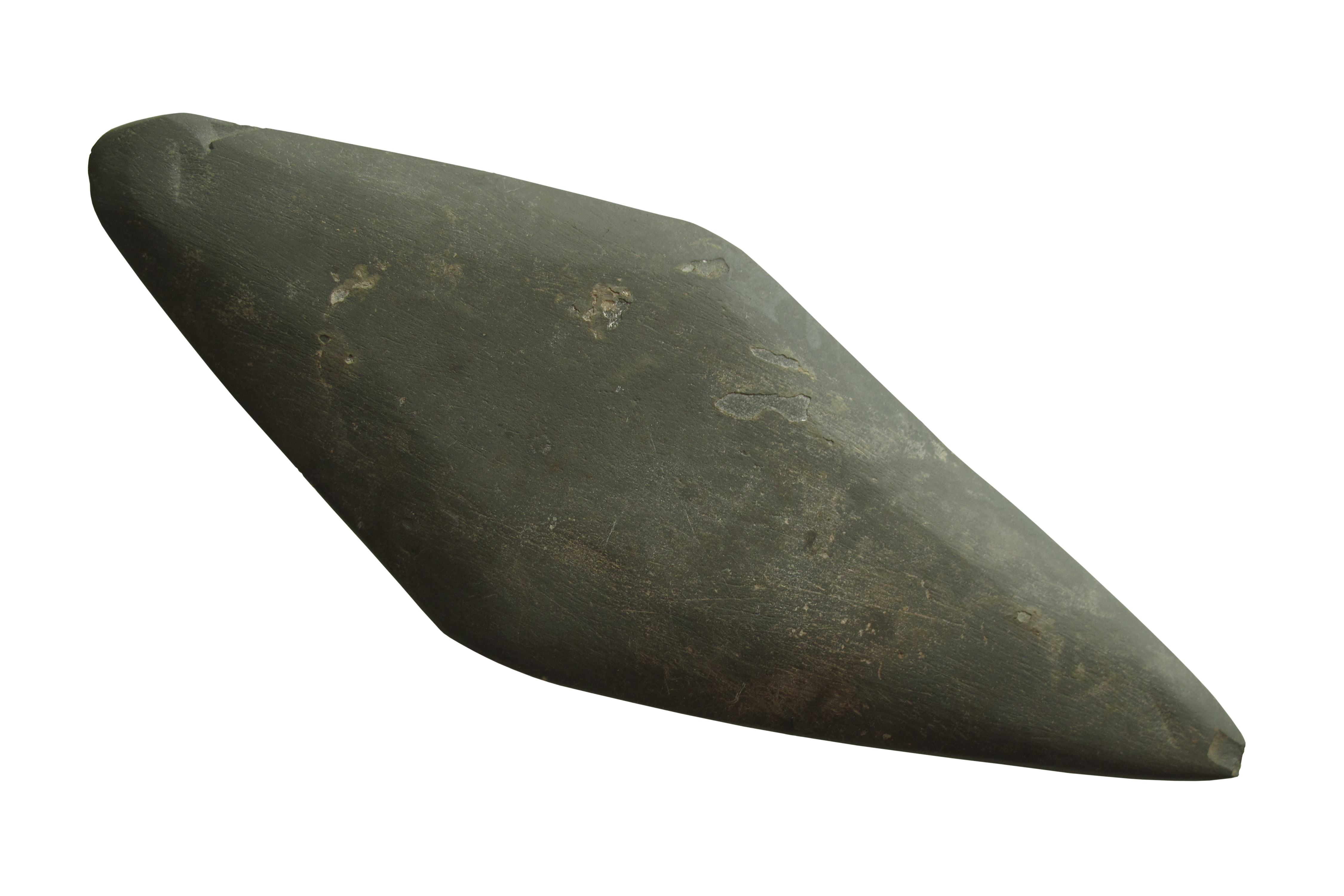
Palette à fard pour préparer les couleurs des peintures corporelles. Schiste, losange L. 25 cm. Culture de Nagada : Nagada
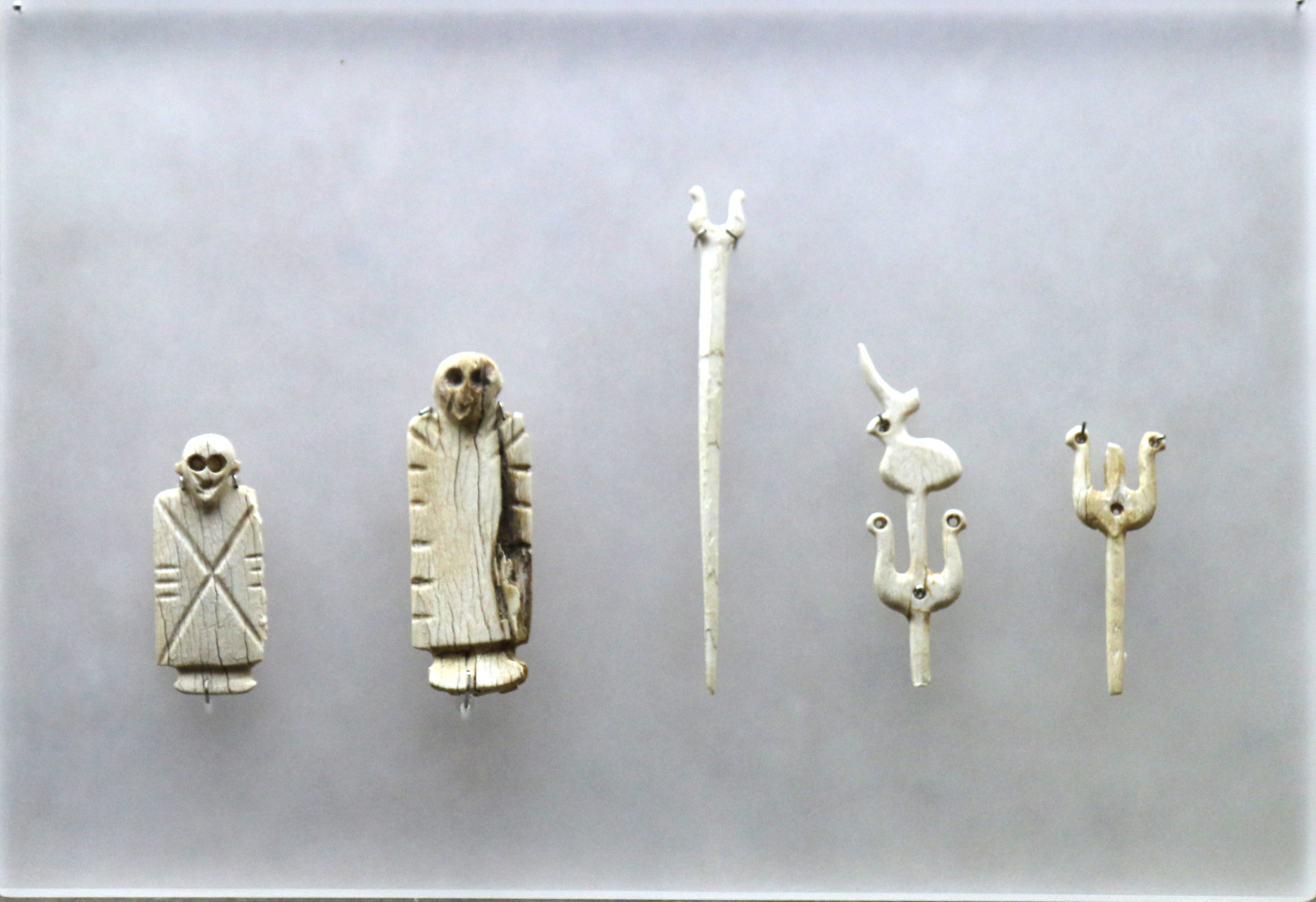
Objets en ivoire. Hommes barbus, Culture de Nagada : Nagada, à gauche, épingle décorées, Nagada II à droite
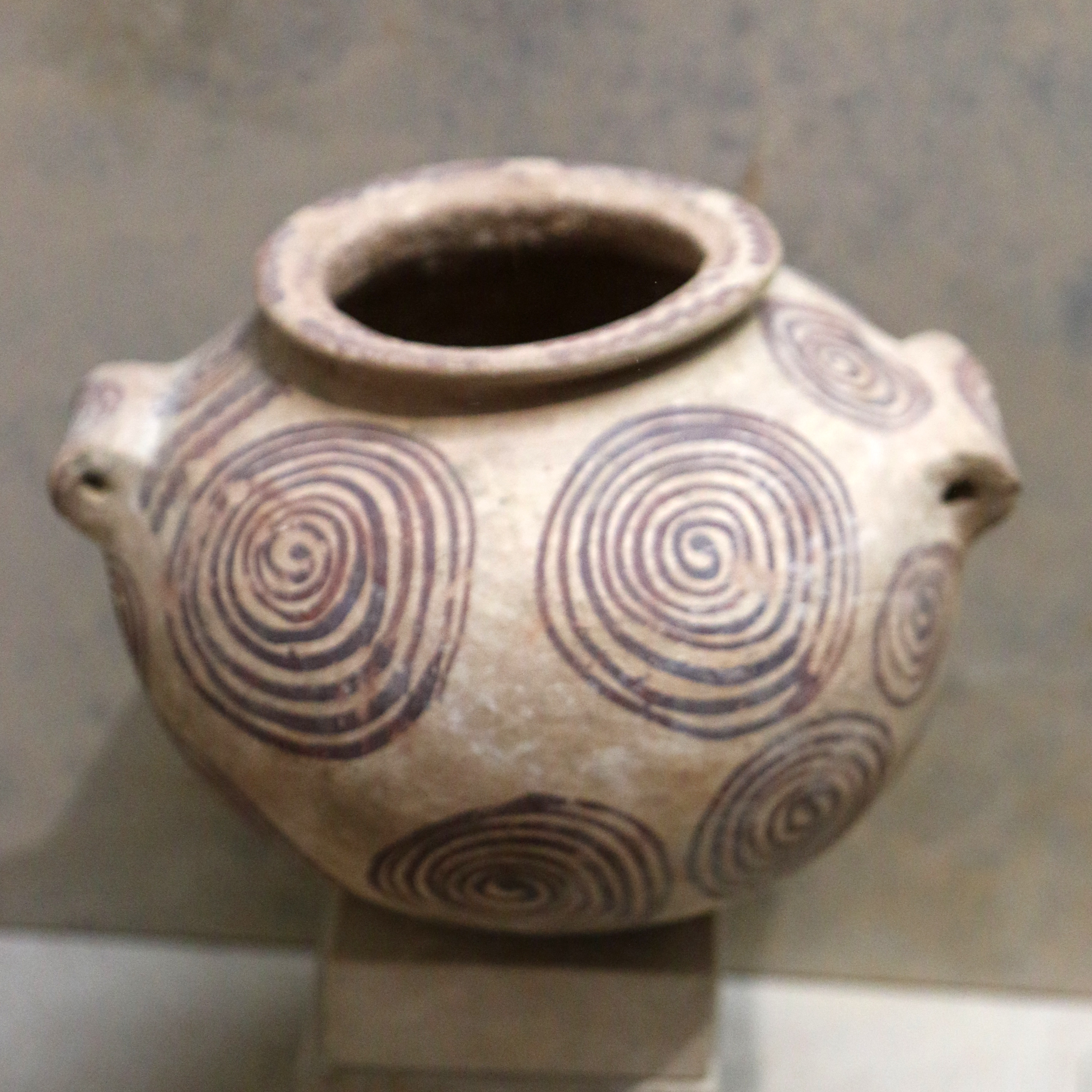
Vase à motifs géométriques. Terre cuite, Nagada II
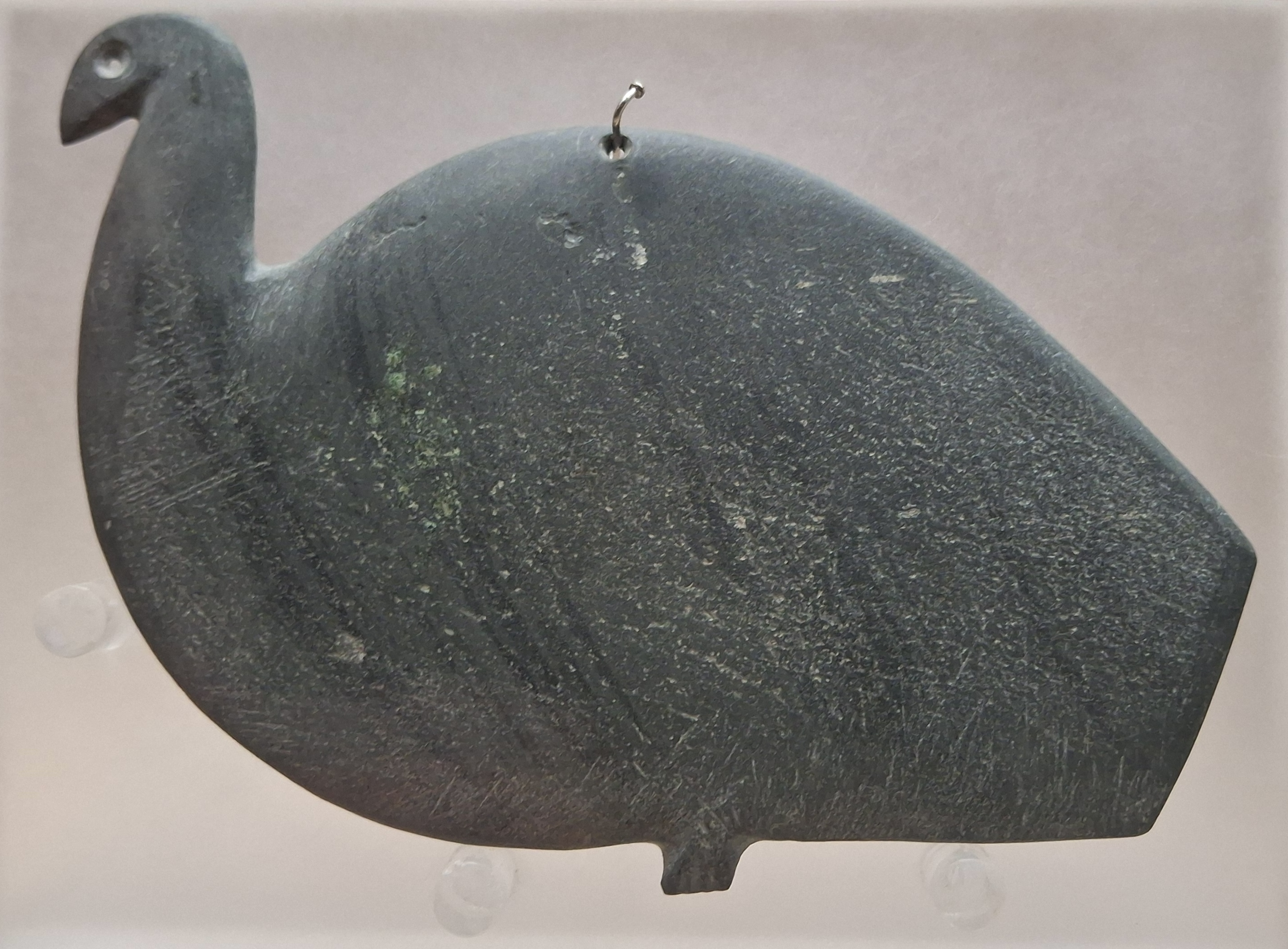
Palette à fard : préparer les couleurs pour peintures corporelles. Schiste, L. 12,5 cm. Nagada II
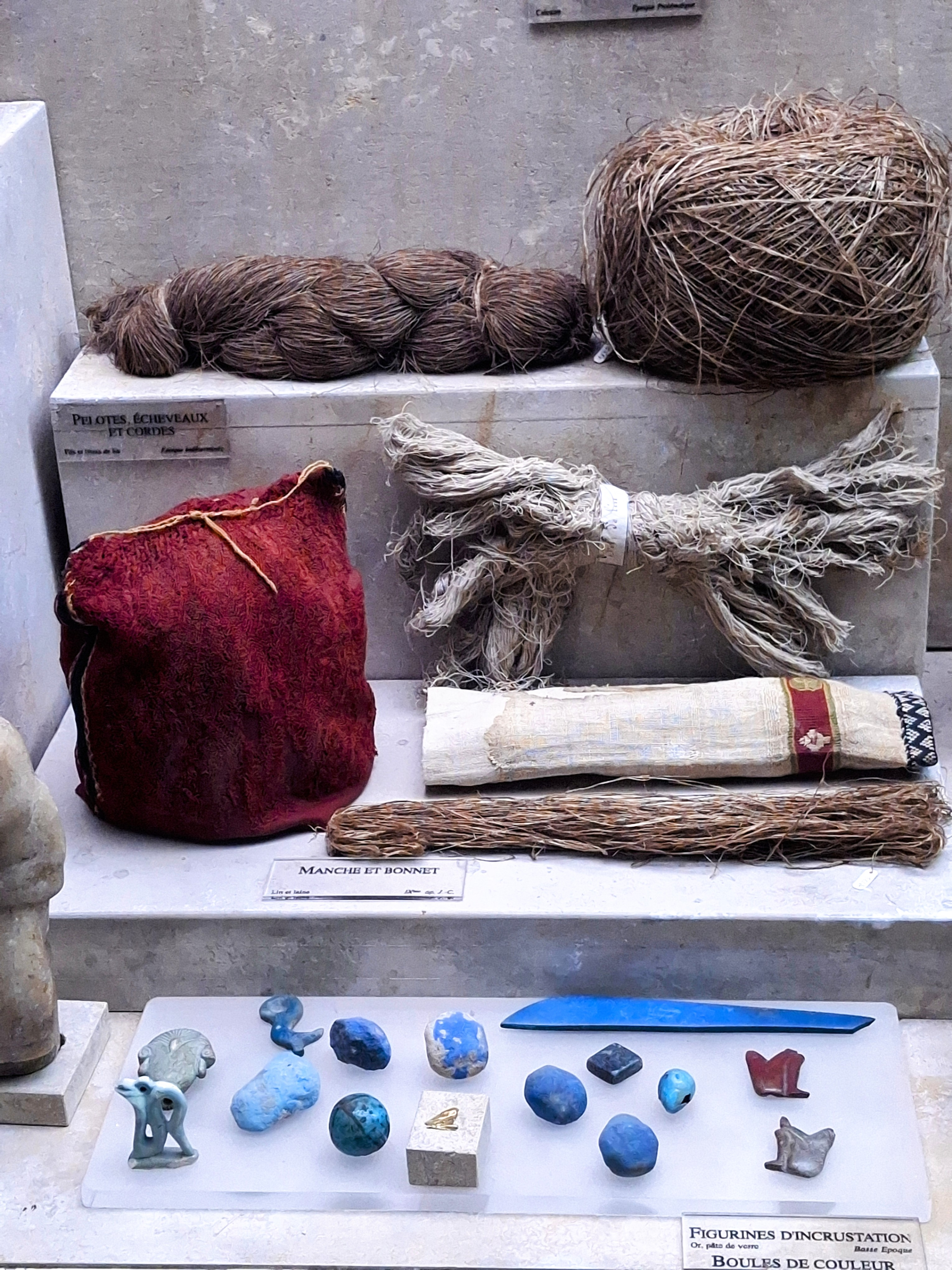
Pelote, écheveau et cordes, lin. Manche et bonnet : lin et laine, tissé, brodé. Figurines d’incrustation. Boules de couleur
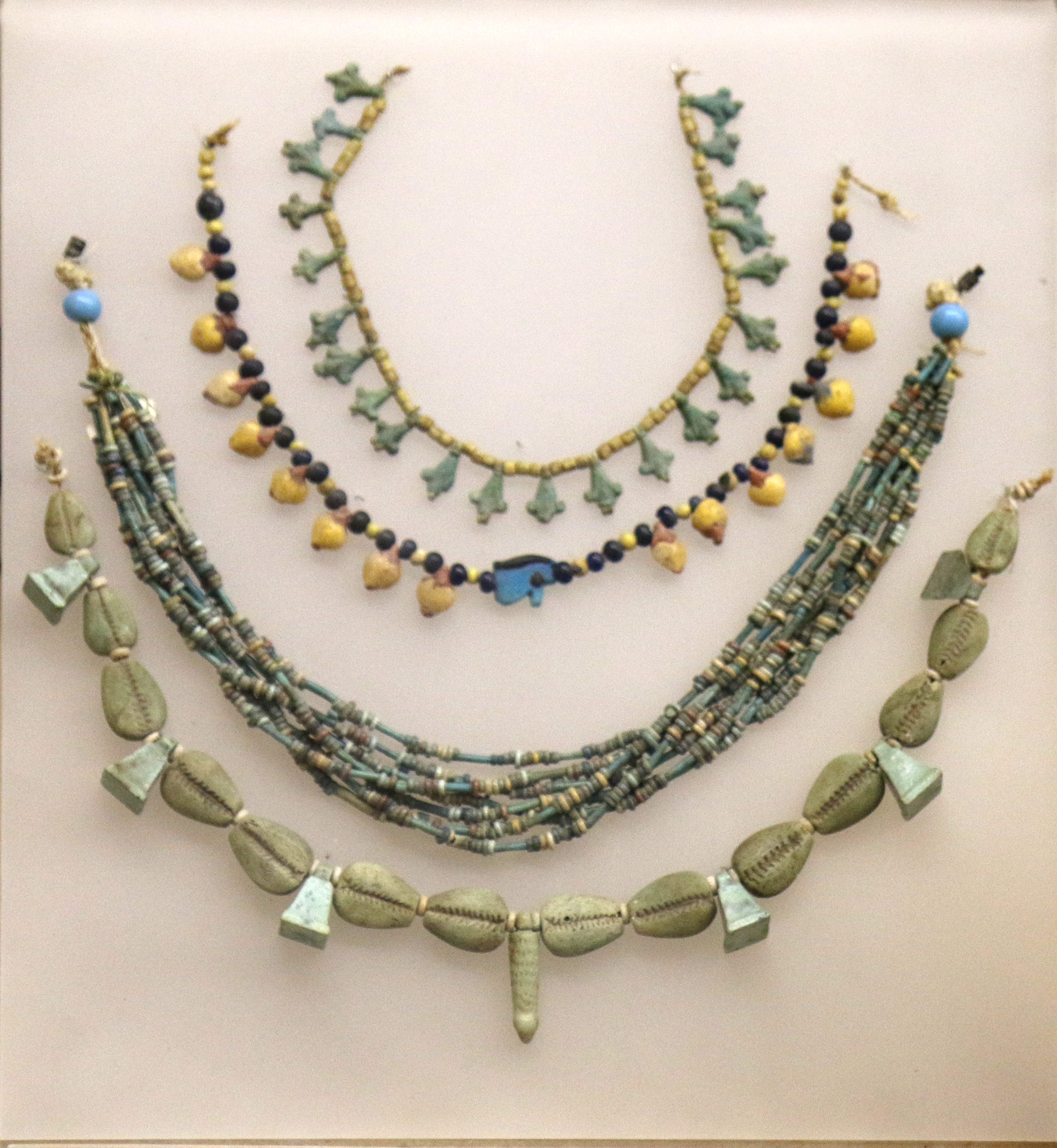
Colliers. Basse époque. Terre cuite émaillée
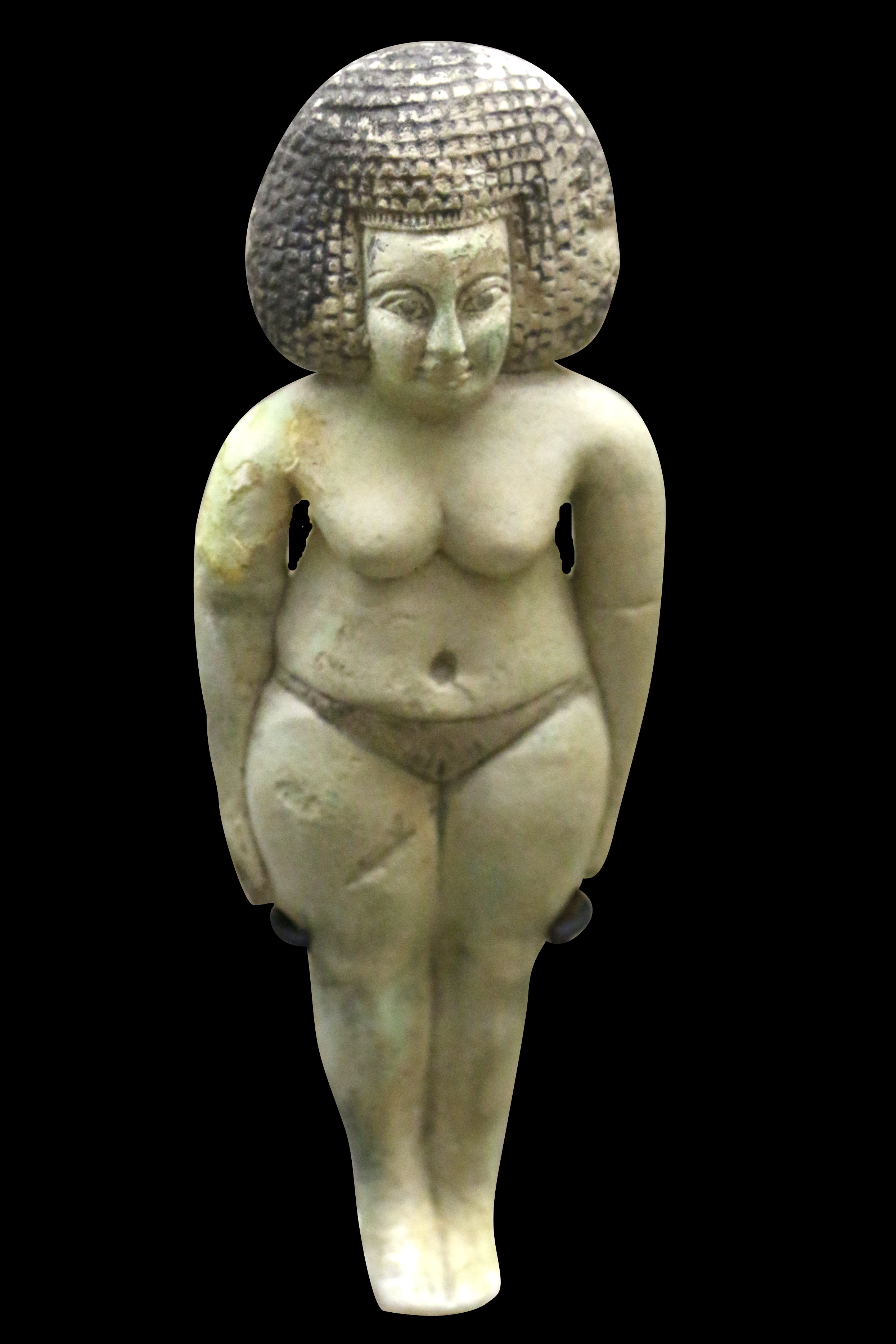
Statuette funéraire : « concubine du mort ». Terre cuite glaçurée. IIIe période intermédiaire, XXIIe dynastie.
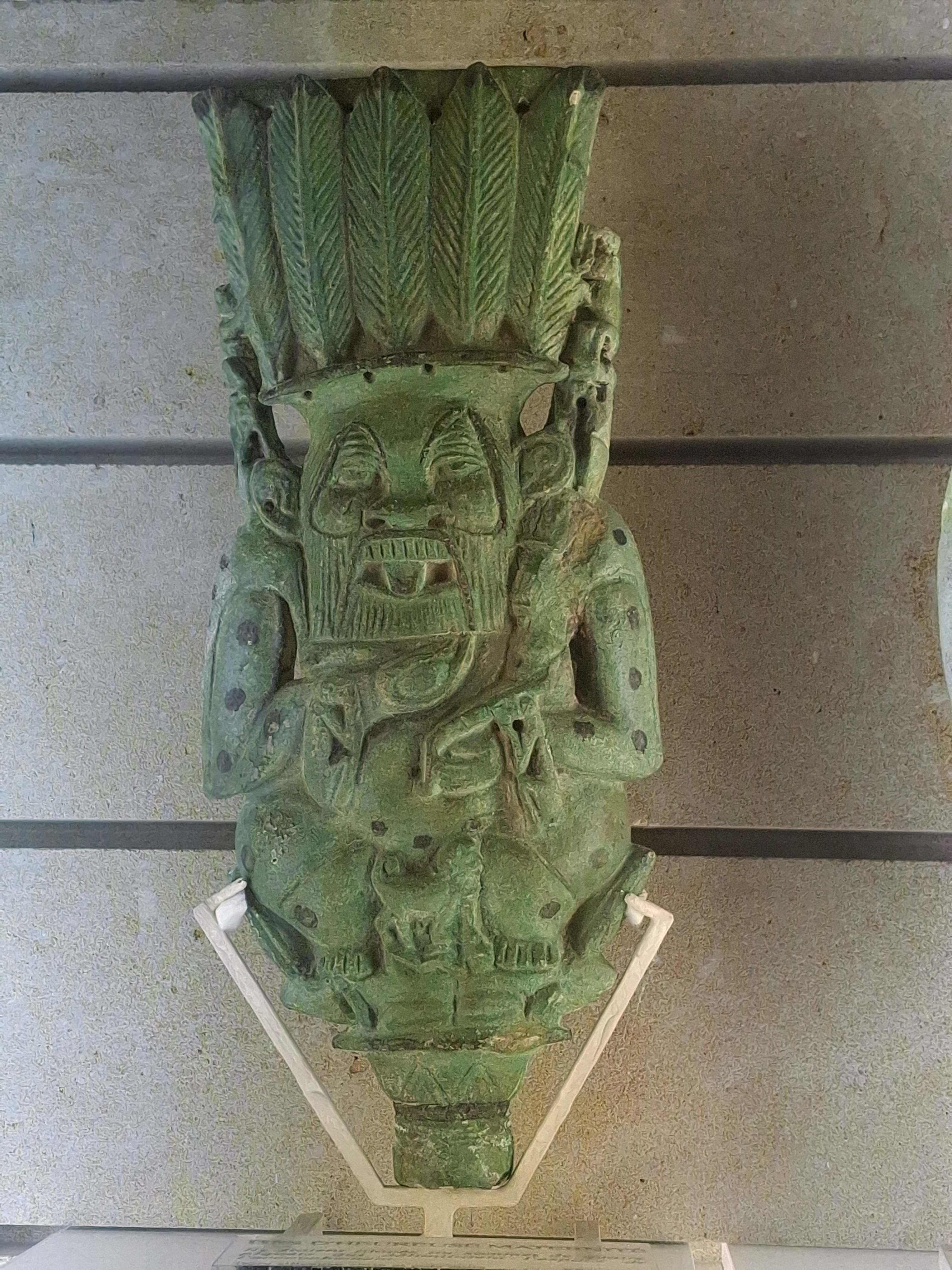
Bès d'heureuse maternité[note 3]. Terre siliceuse verte, XXIIe dynastie
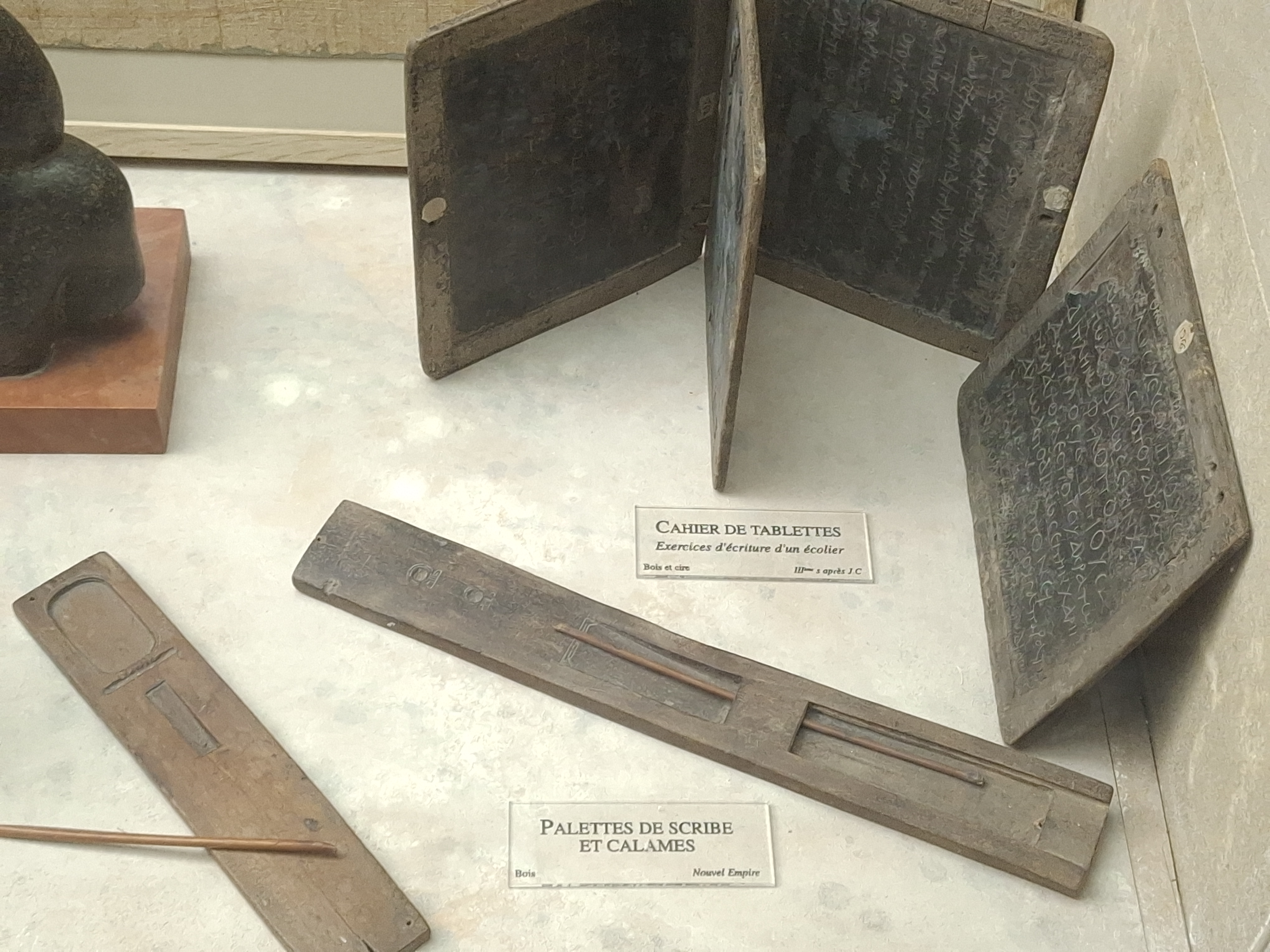
Le matériel du scribe : cahier de tablettes. Palettes de scribe et calame.
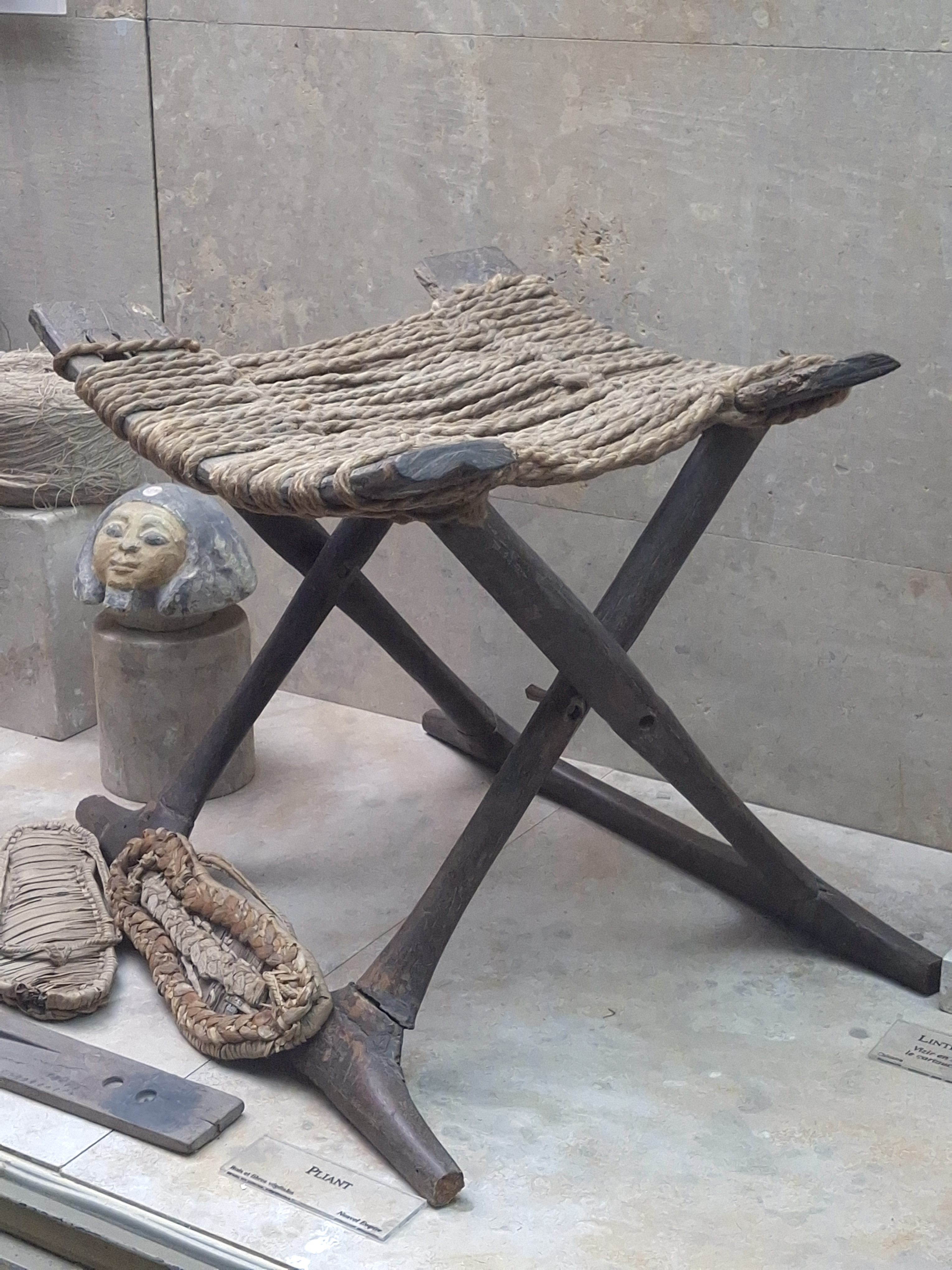
Pliant[note 4] et paire de sandales de l’Égypte antique.

Dans cette salle sont également exposés un bas relief aux cartouches de Ramsès II et une petite statue cube du « préfet » Sobekhotep (XVIIIe dynastie). Enfin dans la dernière vitrine se trouvent tout ce qui est relatif à l’écriture : palette de scribe, calames, contrat rédigé en écriture démotique. Sont également exposés deux bustes de fonctionnaires, un arc et des flèches, une stèle de naos (centre d'un temple).

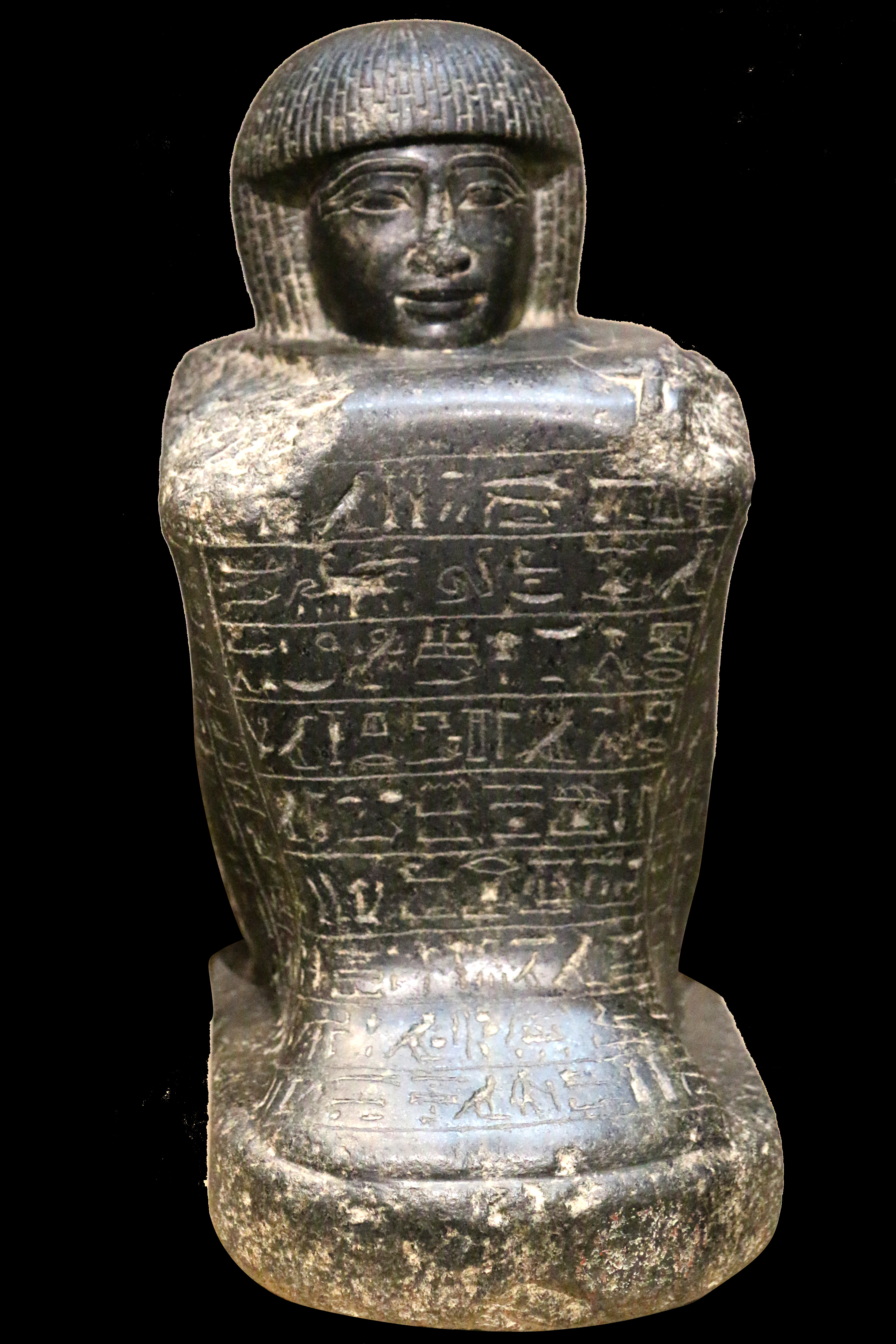
Statue cube du « préfet » de l'oasis du Fayoum, Sobekhotep. XVIIIe dynastie. Granit, H. 41 cm[5].
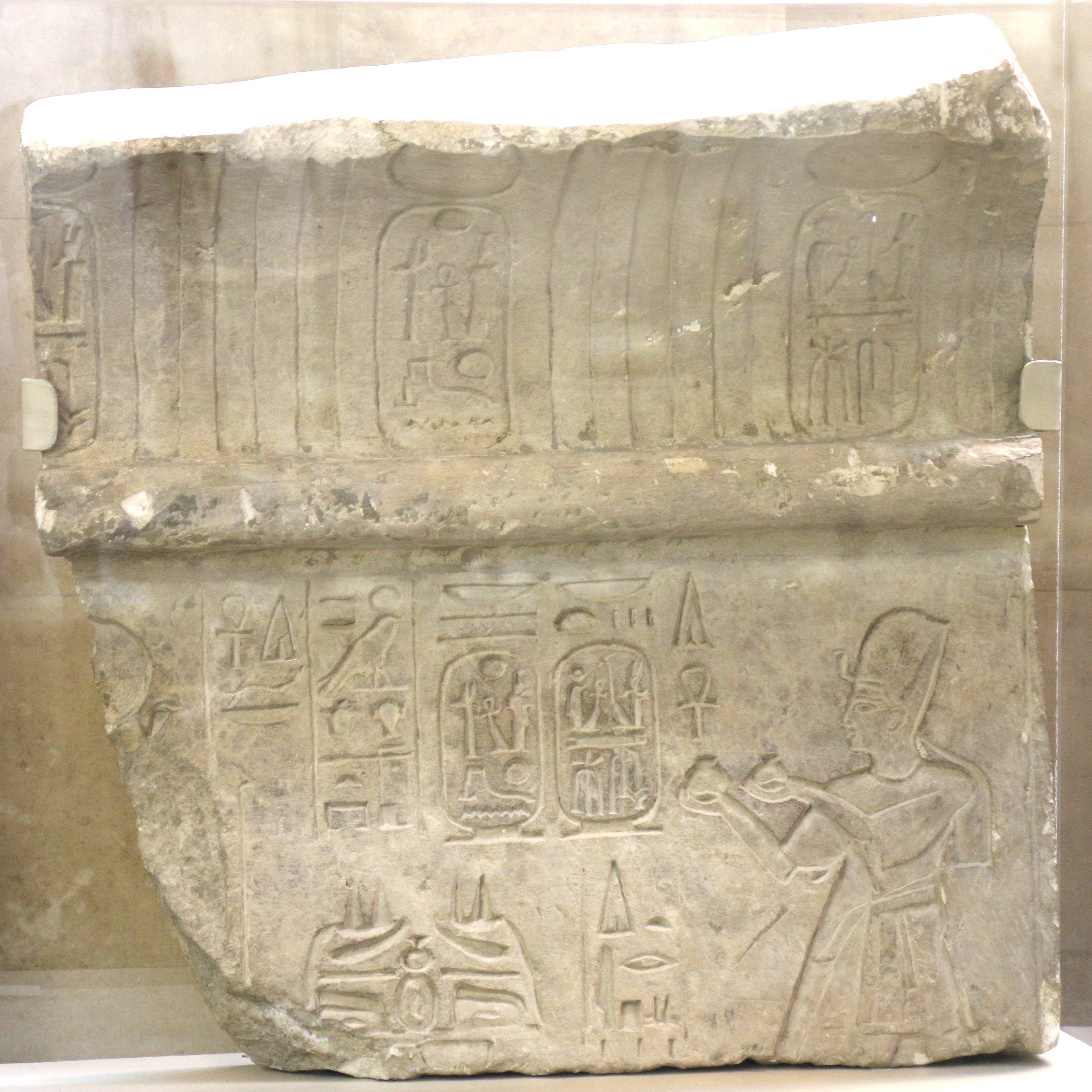
Ramsès II fait l'offrande du vin au Dieu Rê (anciennement: Râ). Bas-relief aux cartouches du roi dans la partie supérieure. Calcaire, H. 72 cm[6].
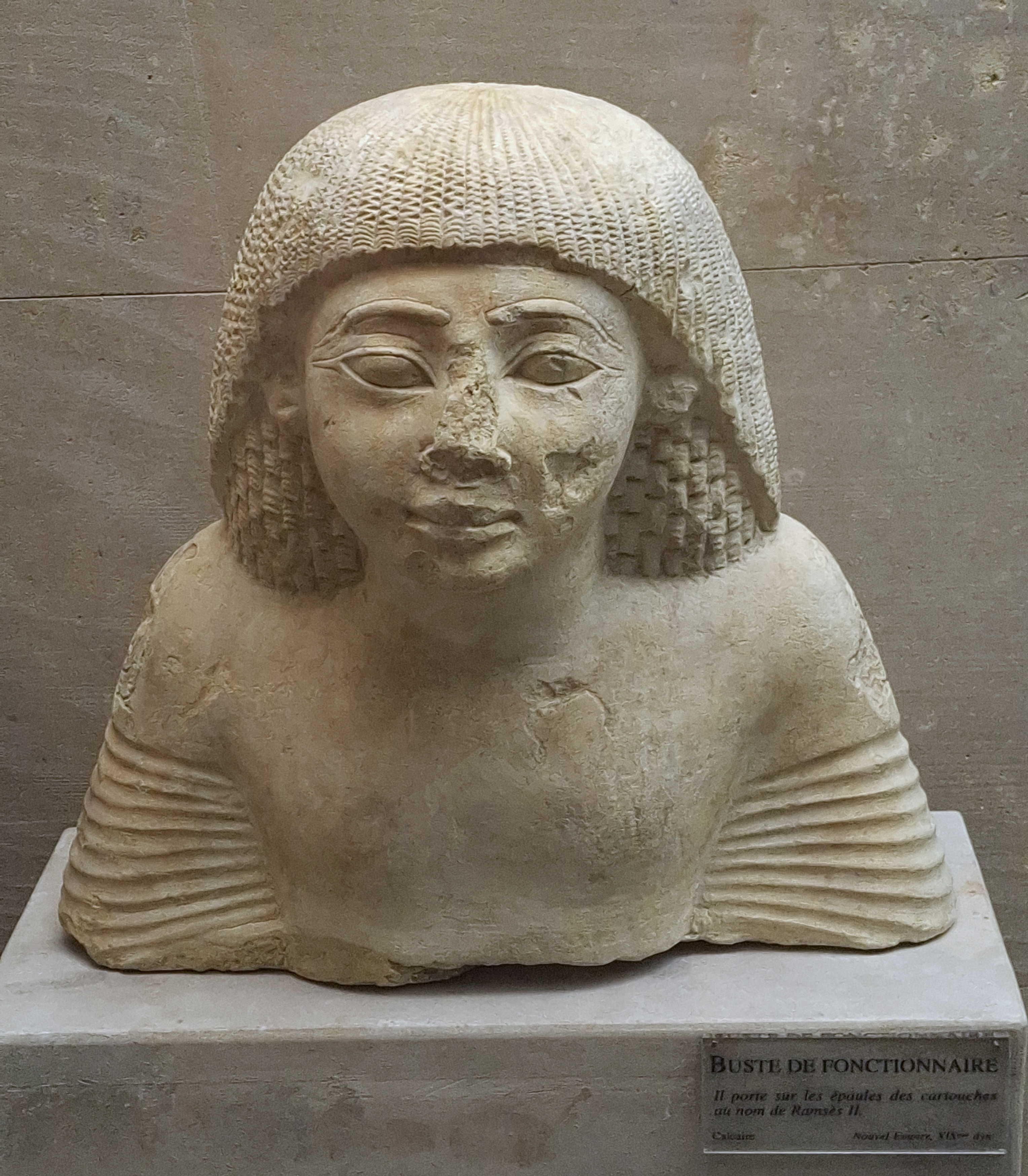
Buste de fonctionnaire. Époque de Ramsès II, XIXe dynastie. Calcaire

### Troisième salle: la religion

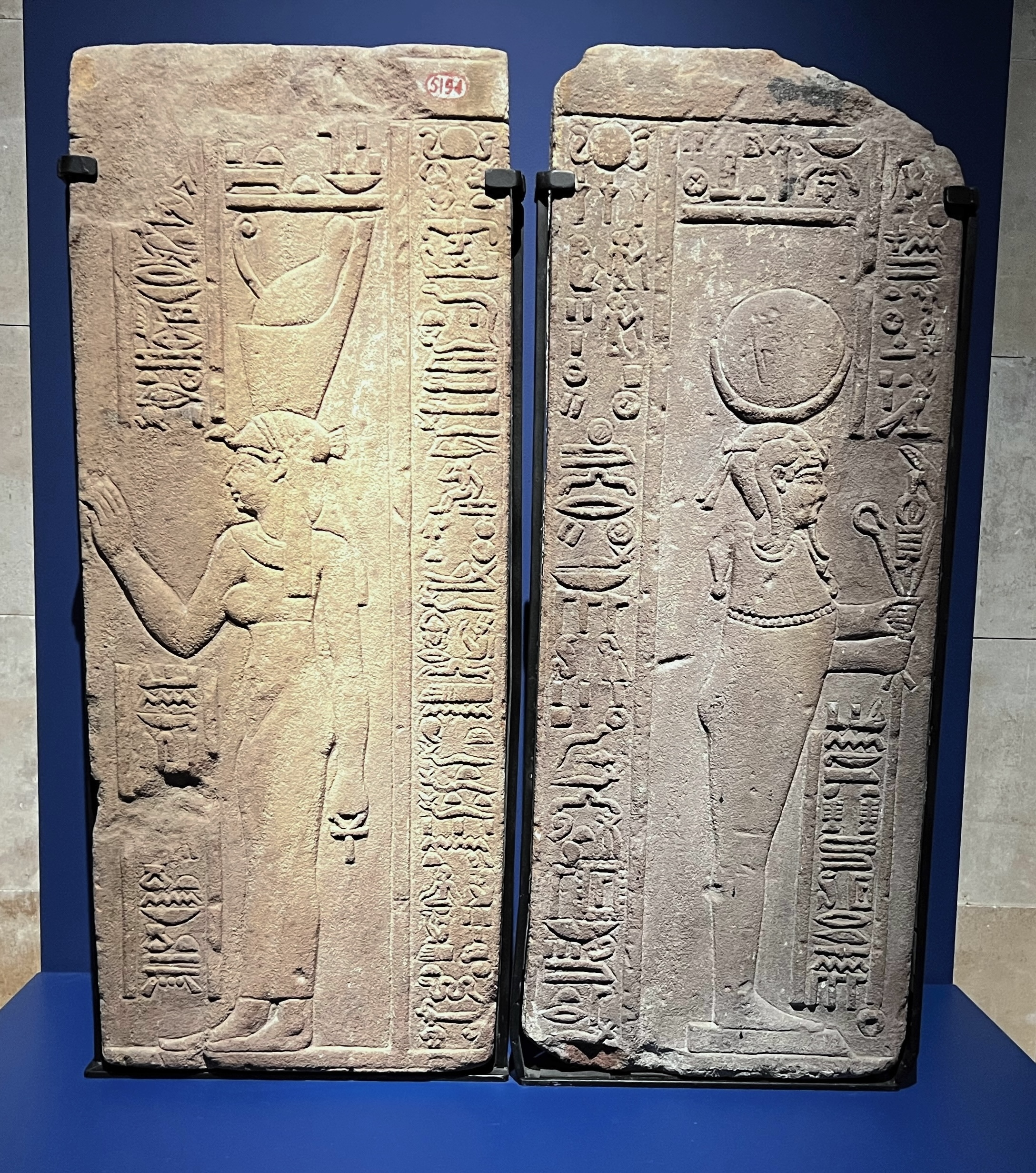
Deux fragments de linteau du temple de l’Est, à Karnak ; temple de Ramsès II dans l'enceinte d'Amon-Rê. Époque ptolémaïque

Deux fragments de linteau du temple de l’Est à Karnak, ou temple de Ramsès II dans l'enceinte d'Amon-Rê. Grès, bas-relief saillant, H. 86 cm. env.
À droite (collection musée de Toulon : dernière œuvre à faire son entrée dans le Musée d'Archéologie Méditerranéenne) : « le Dieu Khonsou, silhouette gainée, disque lunaire en coiffe et faisceau de sceptres dans les mains. Dieu ancien, il a été introduit dans la triade de Thèbes en tant que fils du dieu Amon et de la déesse Mout : c'est, depuis, un dieu de la juste vengeance.
À gauche (collection Vieille Charité) : la mère du Dieu Khonsou, la Déesse Mout, vêtue de la longue robe moulante, parée d’un gorgerin et coiffée de la perruque tripartite [qui descend jusqu'aux épaules] surmontée de la dépouille du vautour et du pschent. Elle symbolise les vertus maternelles. Dans la triade de Thèbes, elle est la mère de Khonsou et l'épouse d'Amon.
Cinq fragments de ce linteau sont, à ce jour (2022-25) connus, seuls les trois premiers sont jointifs : ceux de Marseille, de Toulon et du Louvre ».
Neith : C’est l’une des plus anciennes sculptures de la collection, découverte au fond de l’Arsenal de Marseille. Elle a d'abord été sculptée sous le règne d'Amenhotep III (XVIIIe dynastie), mais ensuite usurpée par Ramsès II, dont on retrouve la titulature royale au dos. Son culte est attesté depuis les premières dynasties, mais à la XVIIIe dynastie elle devient androgyne, venue à l’existence d’elle-même et créatrice du Monde. Elle est la voûte céleste, l’Océan Primordial, créatrice de la Lumière et du Soleil, elle produit l’inondation annuelle et fait pousser la végétation.
Au centre de la salle se trouvent :

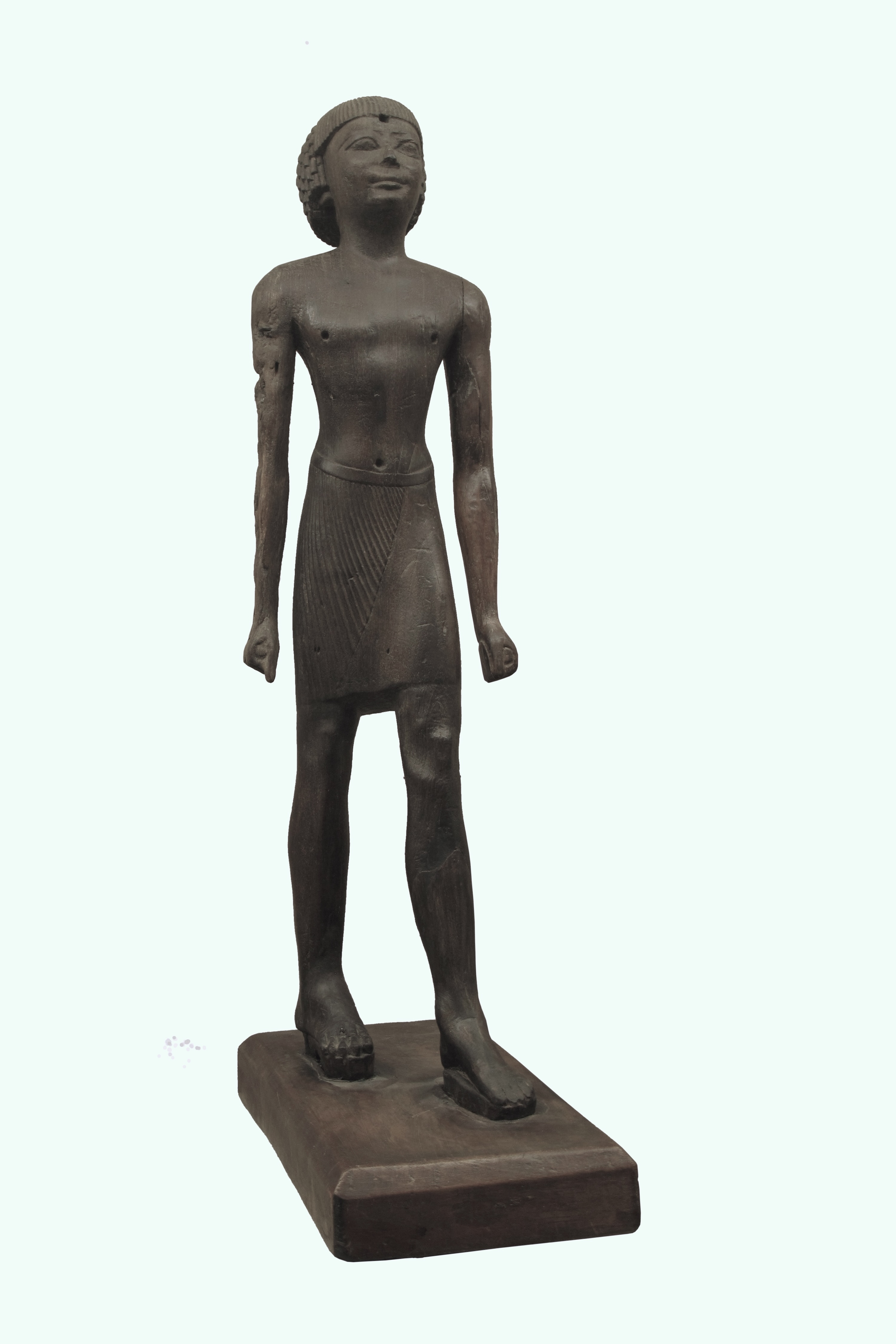
Homme debout. Ancien Empire. Bois, H. env. 50 cm.

- un sarcophage d’ibis en bois doré, argent, cuivre et pâte de verre d’époque ptolémaïque ;
- une statue fragmentaire de la déesse Neith en granite noir de la XVIIIe dynastie. Sculptée sous le règne d’Amenhotep III, cette statue fut ensuite transportée de Thèbes à Tanis où elle fut découverte.

Dans les vitrines disposées à la périphérie de la salle sont exposés de nombreux objets :
- sommets d’enseignes en bronze représentant Isis, Harpocrate assis dans une fleur de lotus ;
- vases votifs, stipules, statuettes en bronze des dieux créateurs (Amon, Mout, Khonsou, Orante, Min) ;
- tête de chatte en bronze de la Basse Époque, reliquaire de chat, statue en bronze de Neith (déesse très ancienne de la ville de Saïs), statuettes de Thot ;
- pour le culte des animaux sacrés : reliquaire d’ichneumon, d’anguille à tête humaine, de chien, d’ibis, de chat ainsi que des momies d’ibis, de chat et de gazelle.

Dans huit piliers formant également vitrine on peut admirer : Nephtys agenouillée en bois polychrome, Isis lactant en schiste, ichneumon (Herpestes Ichneumon, espèce de mangouste se trouvant en Égypte mais également jusqu’en Andalousie ; importée dans les Antilles pour tuer les crotales) en bronze de l’époque ptolémaïque représentée debout coiffé du disque solaire et de l’uræus, une chatte en bronze de la basse époque, mufle de lionne en granit du nouvel empire, stipule en bronze.

Troisième salle
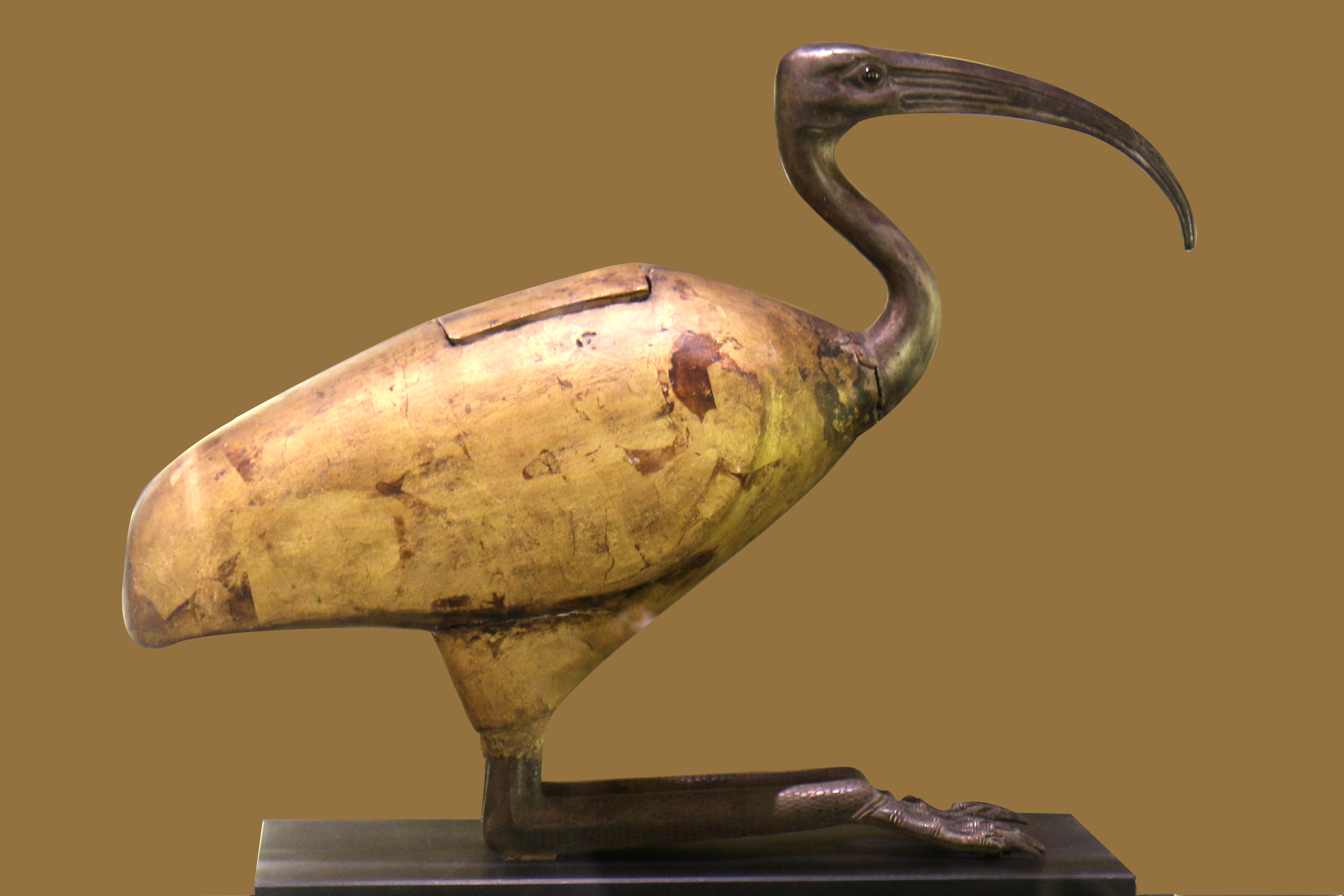
Sarcophage d'ibis blanc, au dieu Thot[10],[note 5]
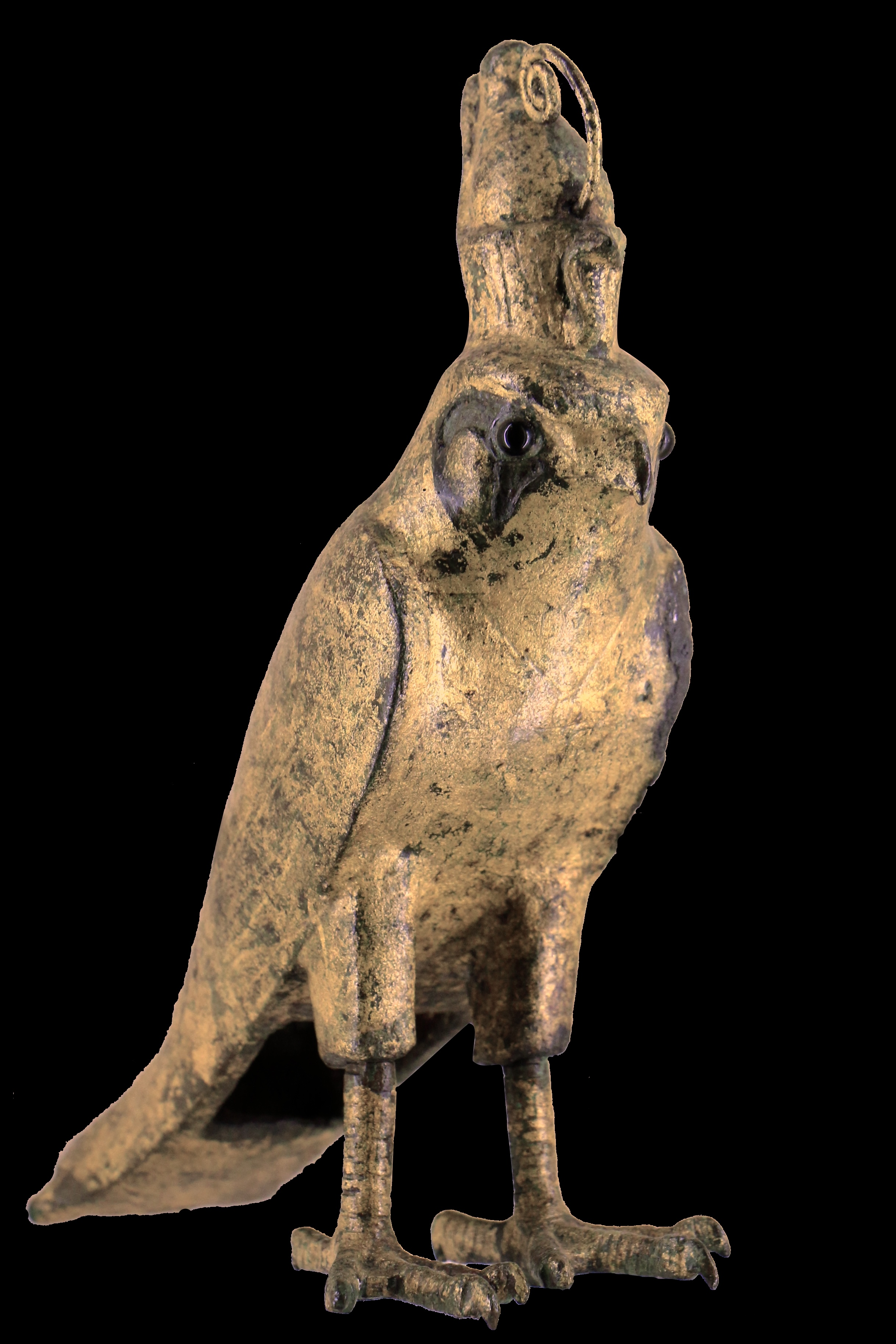
Statuette du faucon Horus. Bronze doré, H. 24 cm. Royaume lagide
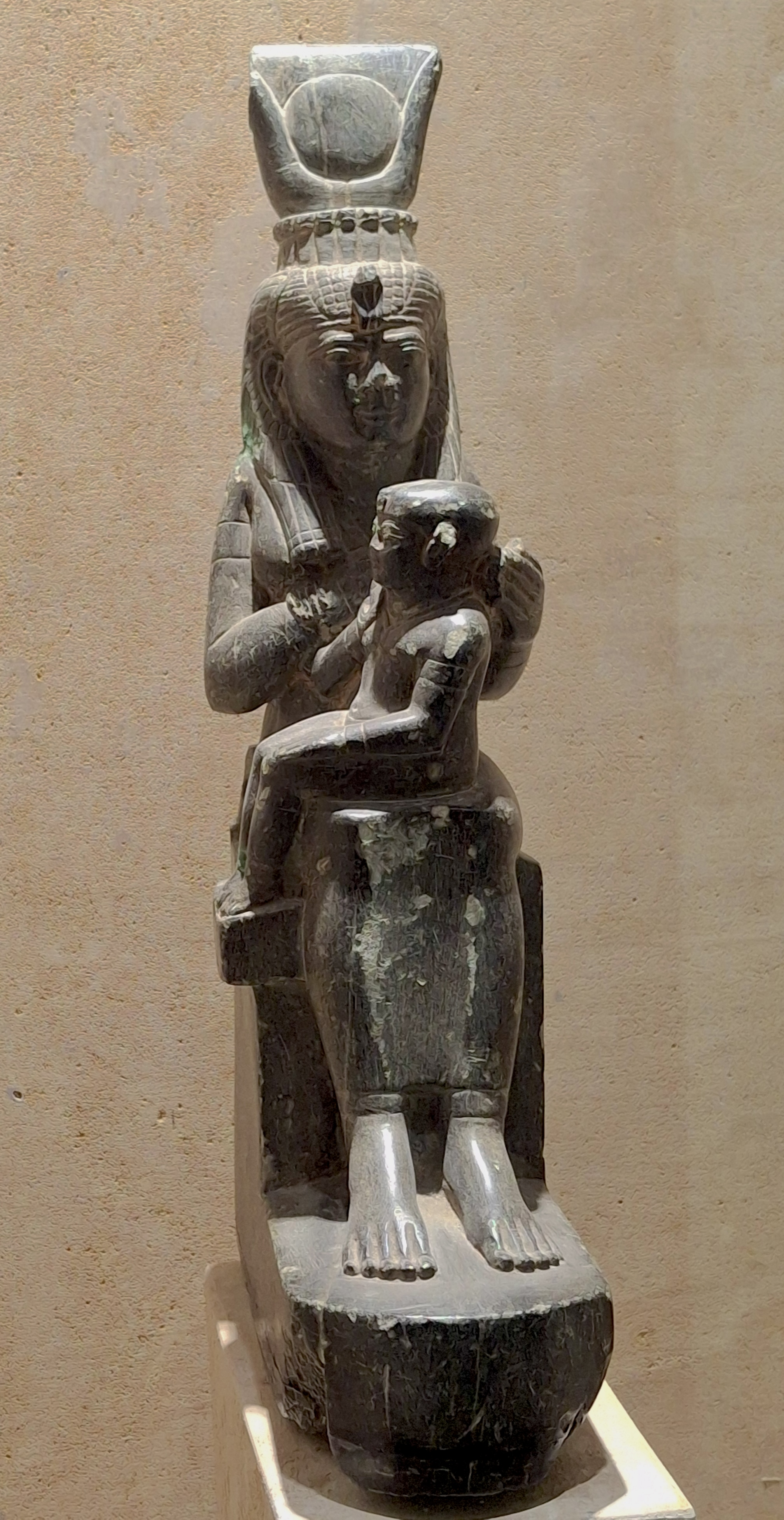
Isis Athor allaitant Horus l'Enfant, à l'uraeus. Basse Époque[note 6]
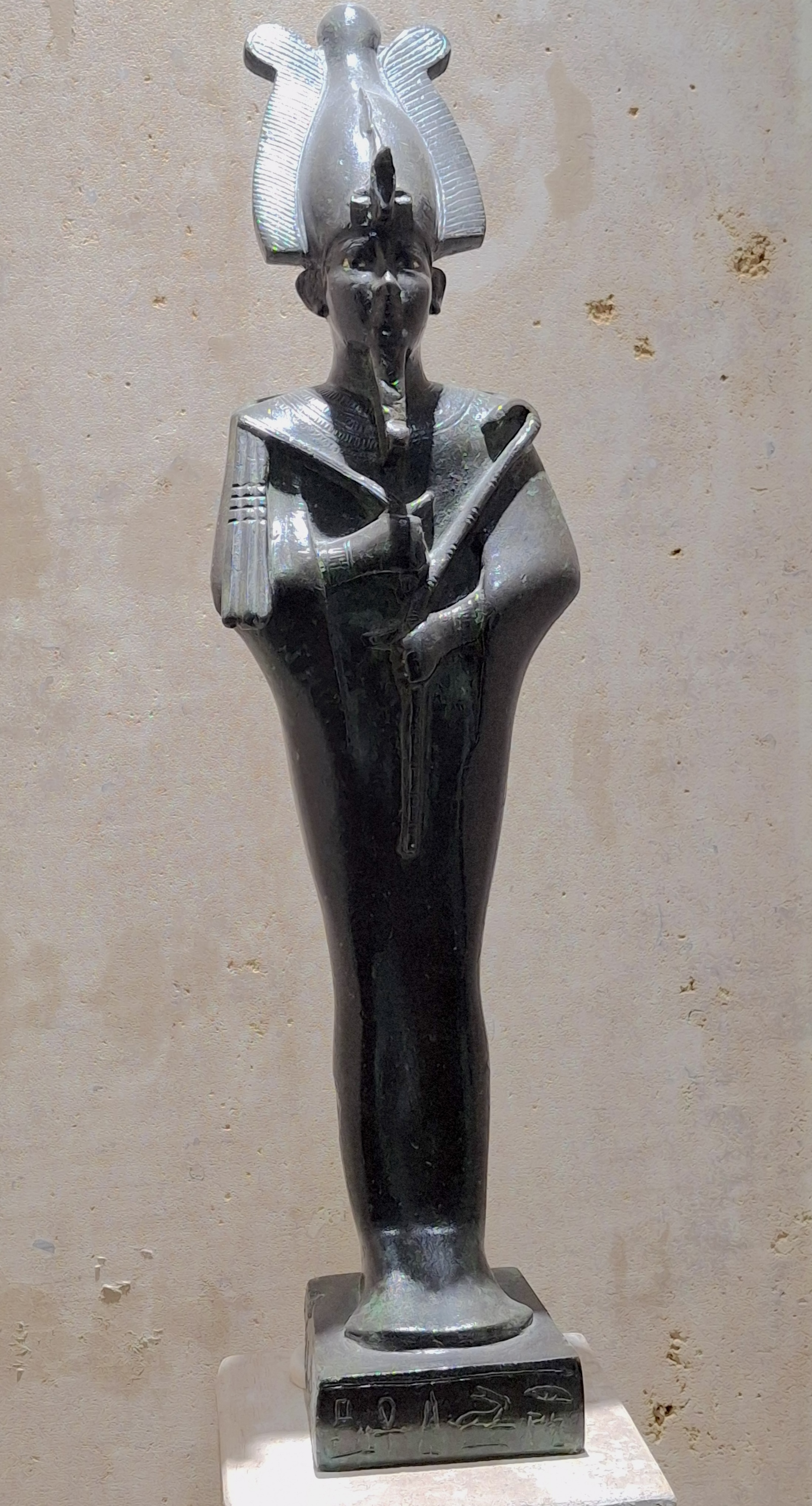
Osiris momifié. Bronze. Basse Époque
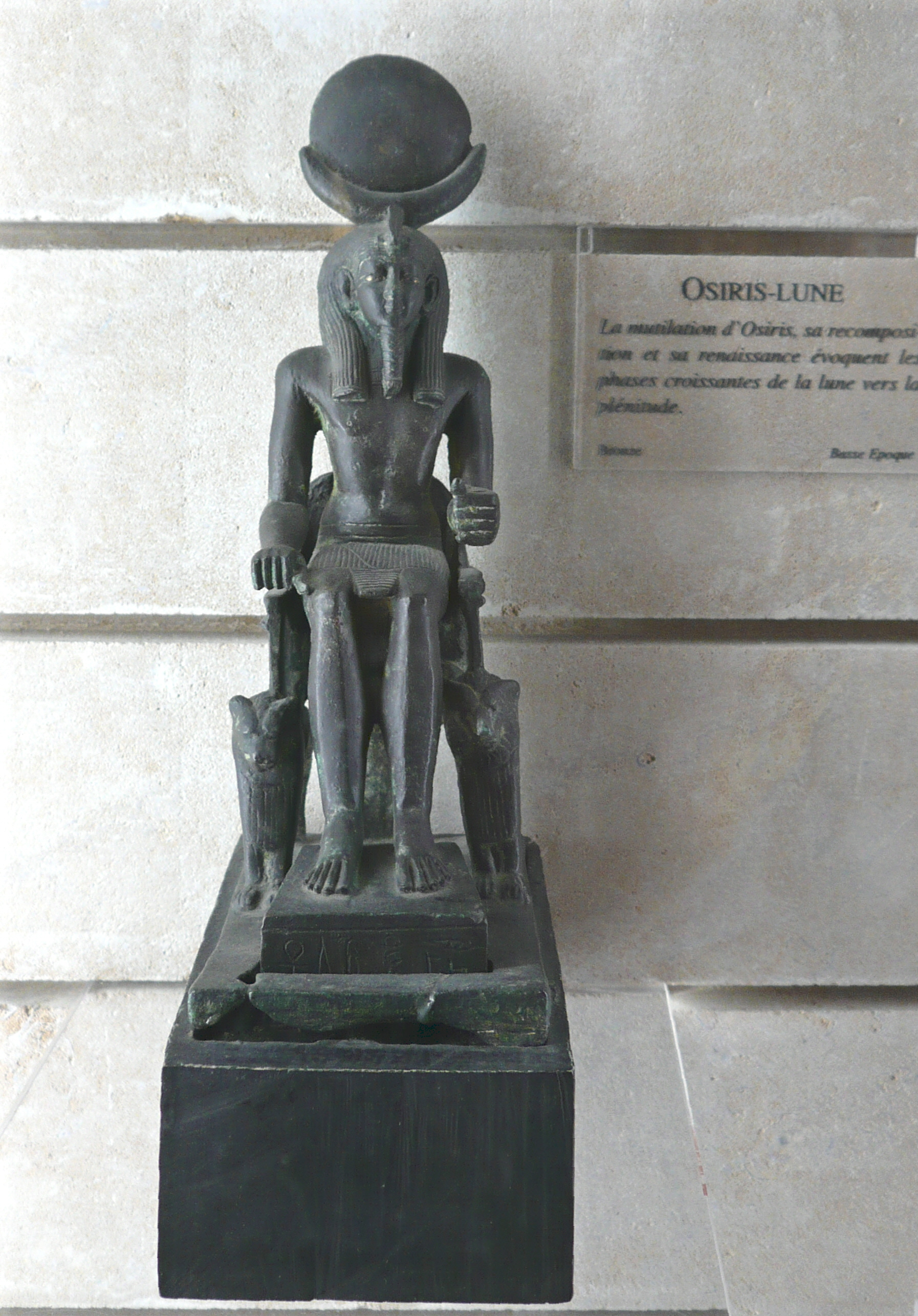
Osiris-Lune. Bronze. Basse époque[note 7]
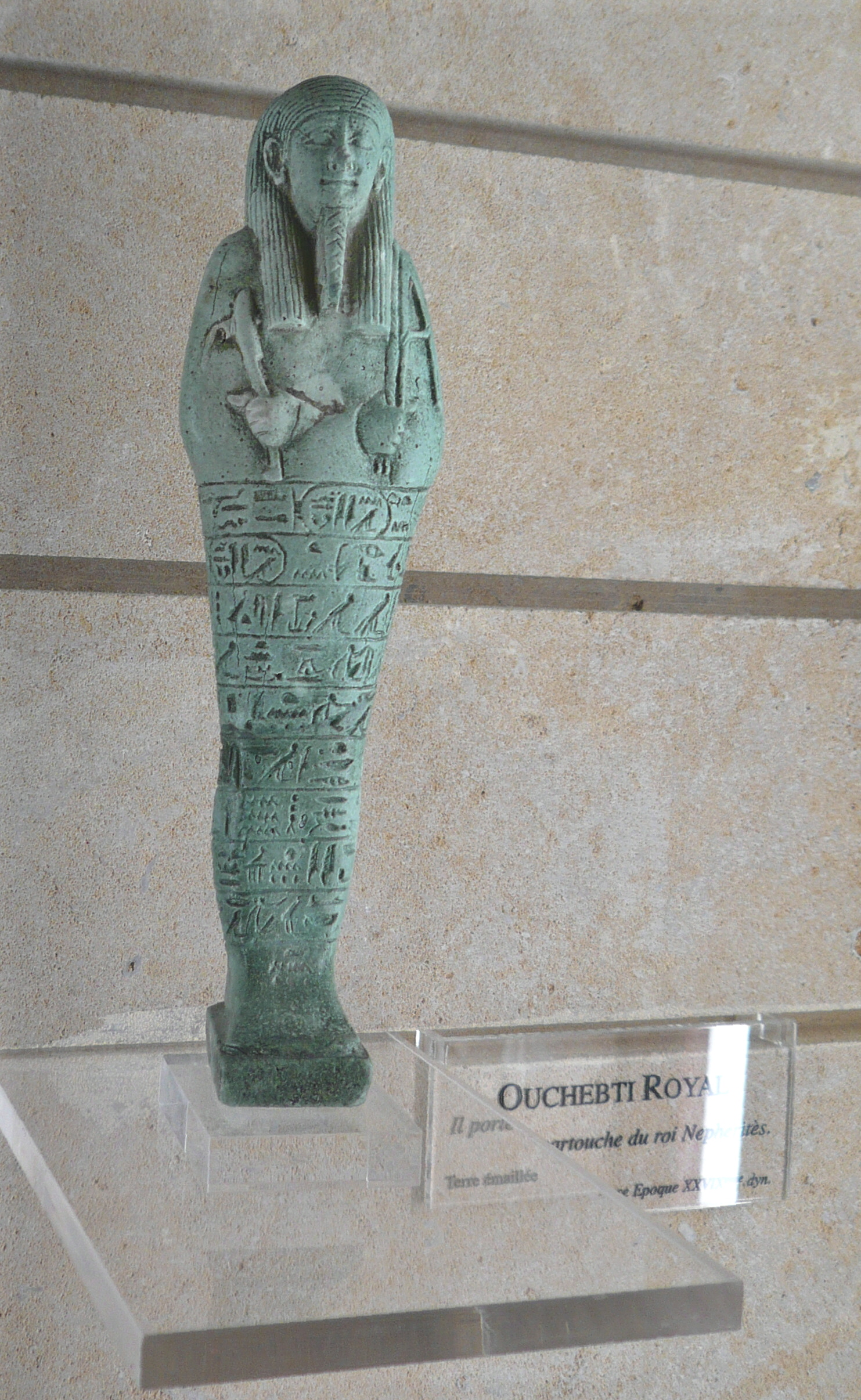
Ouchebti royal. Terre cuite émaillée. Royaume lagide

### Quatrième salle: les rites funéraires
Au centre de cette salle se trouvent deux sarcophages :
- le premier en serpentine vert sombre appartenait à Ânkhhâpi. Finement travaillé, il a été trouvé à Saqqarah. Il est d’époque ptolémaïque ;
- le second en basalte noir, moins bien travaillé que le premier, appartenait à Pa-en-ese, puis, après usurpation à Pa-di-ousir. Sous la semelle se trouve une représentation du tertre abritant le tombeau d’Osiris à Abydos situé entre Thèbes et Assiout.

Le long d’un mur sont exposées dix-huit stèles funéraires. Dans des vitrines sont exposés des vases canopes en albâtre (XXVIe dynastie), des amulettes, des scarabées, des cônes funéraires, des ouchebtis et du mobilier funéraire comportant des vases et des tables d’offrande. Des sarcophages en bois décoré sont également exposés, notamment celui au nom de la dame Noub-em-Ousekhet (XXVIIIe dynastie) en bois bitumé et doré.
Sarcophages (au sol Khonsou-Mès) et divinités.

Quatrième salle
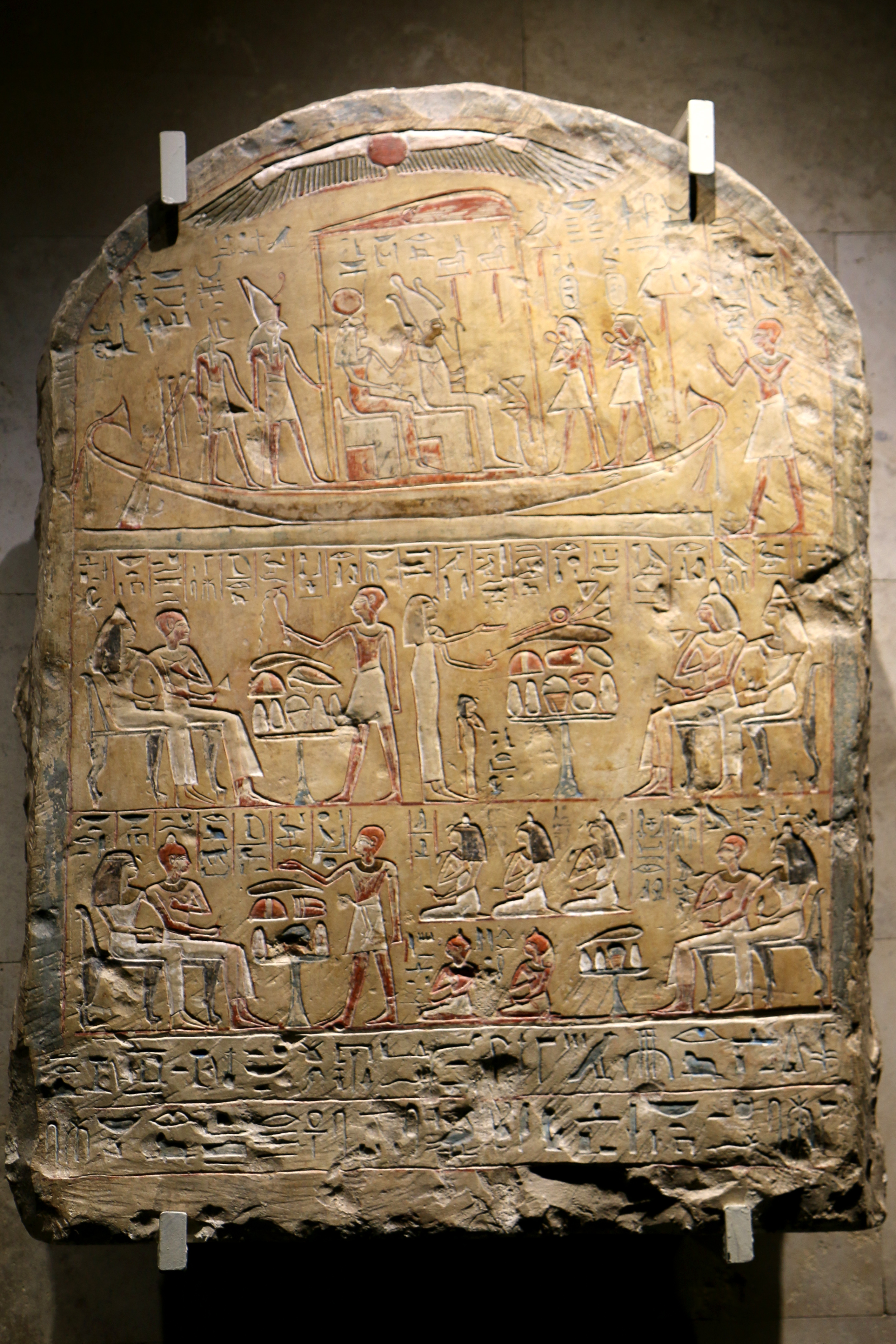
Stèle funéraire de Nebimose, prêtre d'Osiris. Calcaire polychrome. XVIIIe dynastie
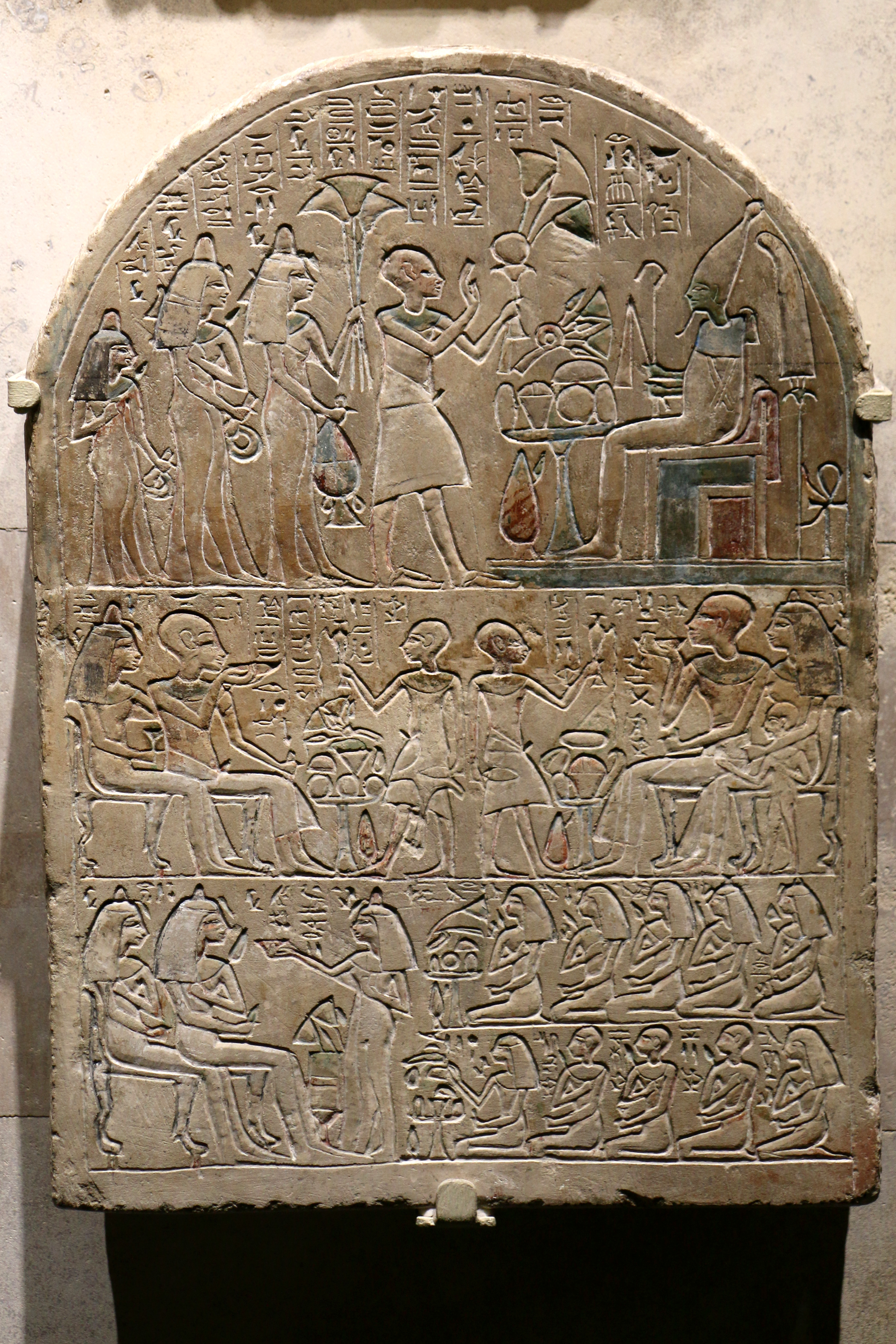
Stèle funéraire de Khonsou, chef des orfèvres. Calcaire polychrome du Nouvel Empire
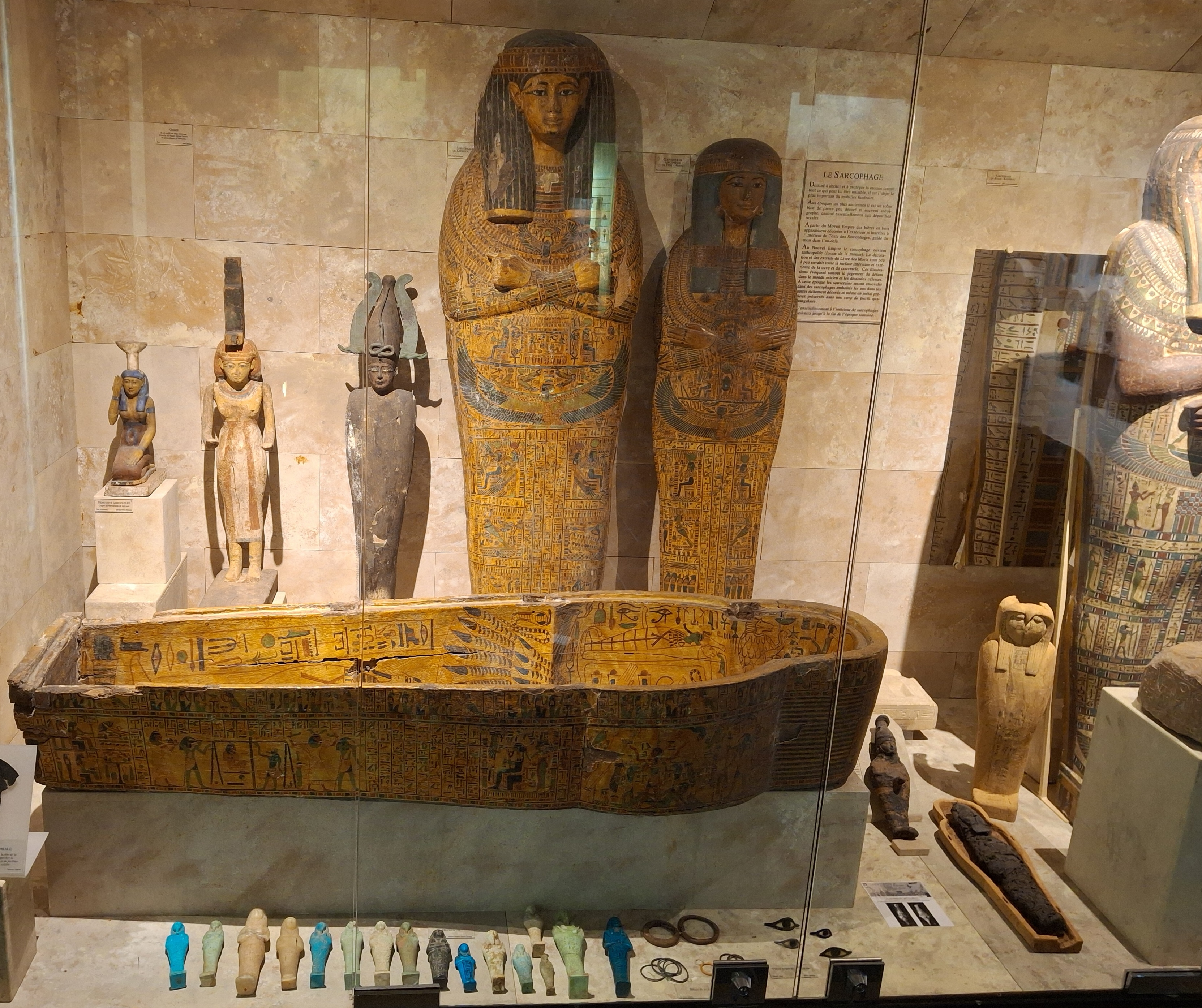
Sarcophages. Bois stuqué polychrome. Au sol sarcophage au nom de Khonsou-Mès de la XXIIe dynastie : Troisième période intermédiaire. Petits Ouchebtis colorés (serviteurs du mort dans l'au-delà) et Œil oudjat (œil, protecteur, d'Horus)[note 8].
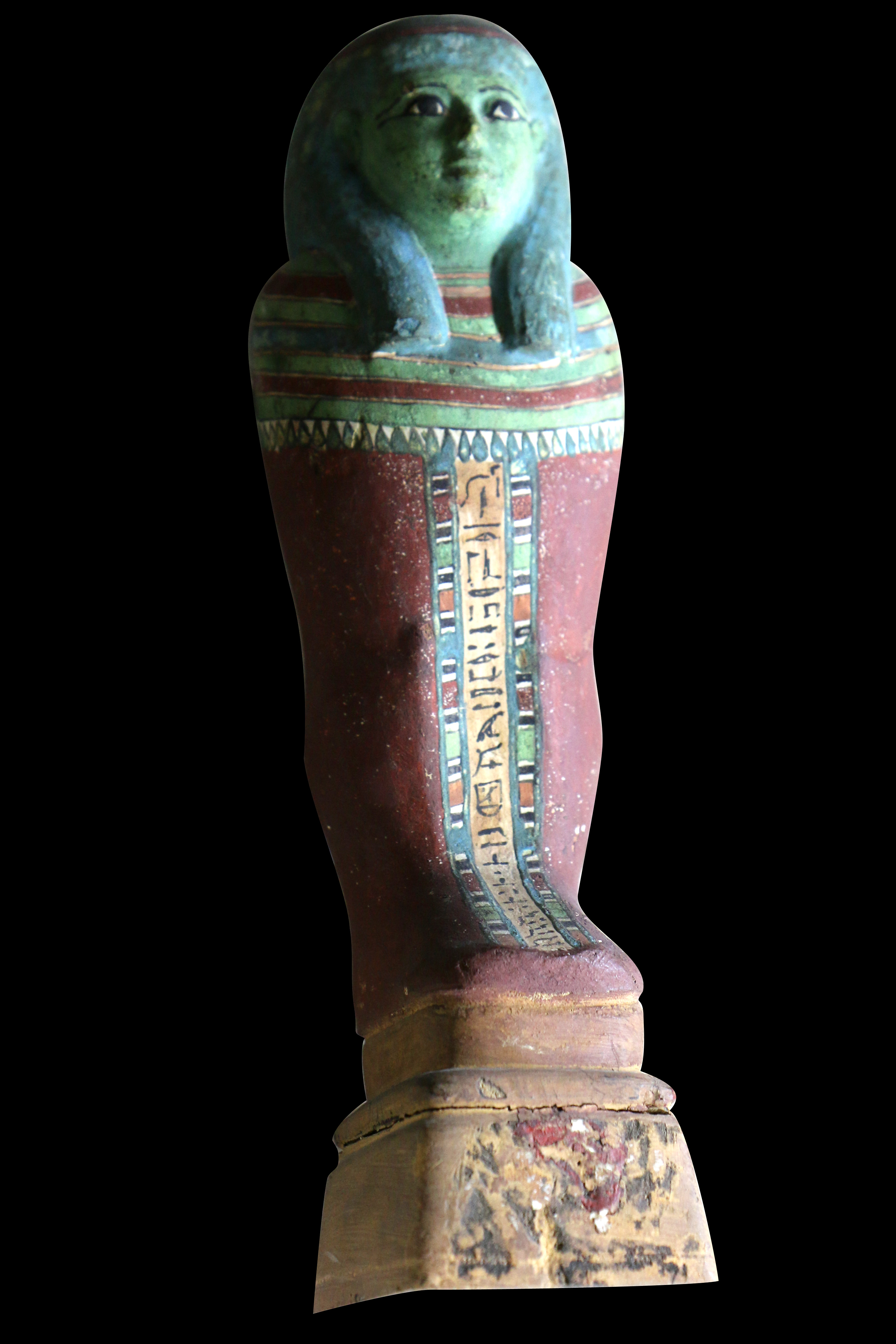
Statuette de Ptah-Sokar-Osiris. Bois stuqué, peint. Époque ptolémaïque
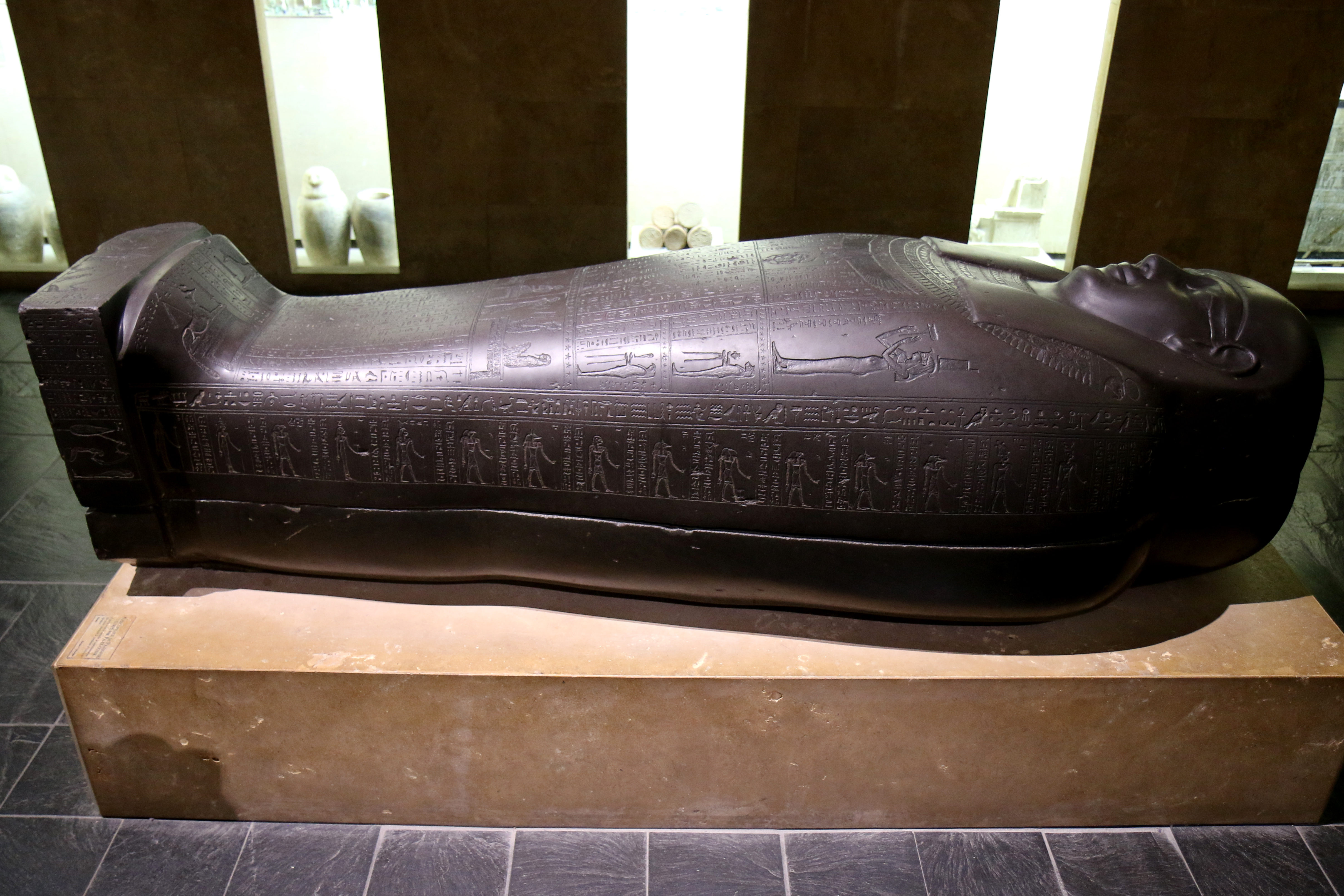
Sarcophage en basalte. Époque ptolémaïque (dynastie lagide) de 323 à 30 avant notre ère

### Cinquième salle: la tombe
Dans cette salle représentant une chambre funéraire se trouve, au centre, un sarcophage en bois peint (XXIe dynastie) avec les restes d’une résille de momie, des amulettes, une barque funéraire, une table d’offrande, des ouchebtis, et deux vases canopes. Sur chacun des quatre murs de cette pièce se trouve une stèle orientée provenant du monument funéraire du général Kasa qui fut enseveli à Saqqarah et devait vivre sous le règne de Séthi Ier à l’époque de la XIXe dynastie.

Les quatre stèles orientées du général Kasa. Calcaire polychrome. H. 83-84 cm.
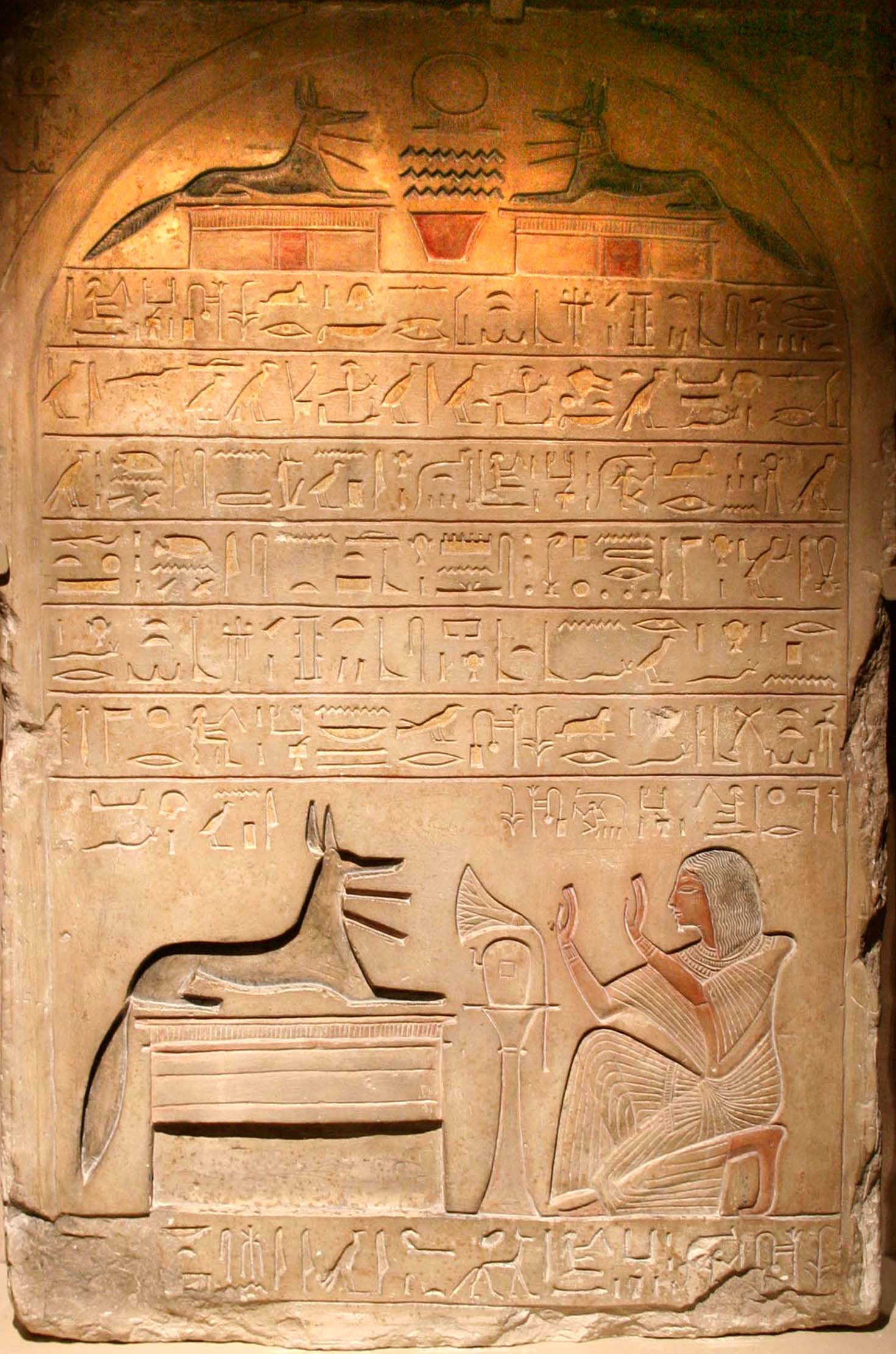
Stèle est.
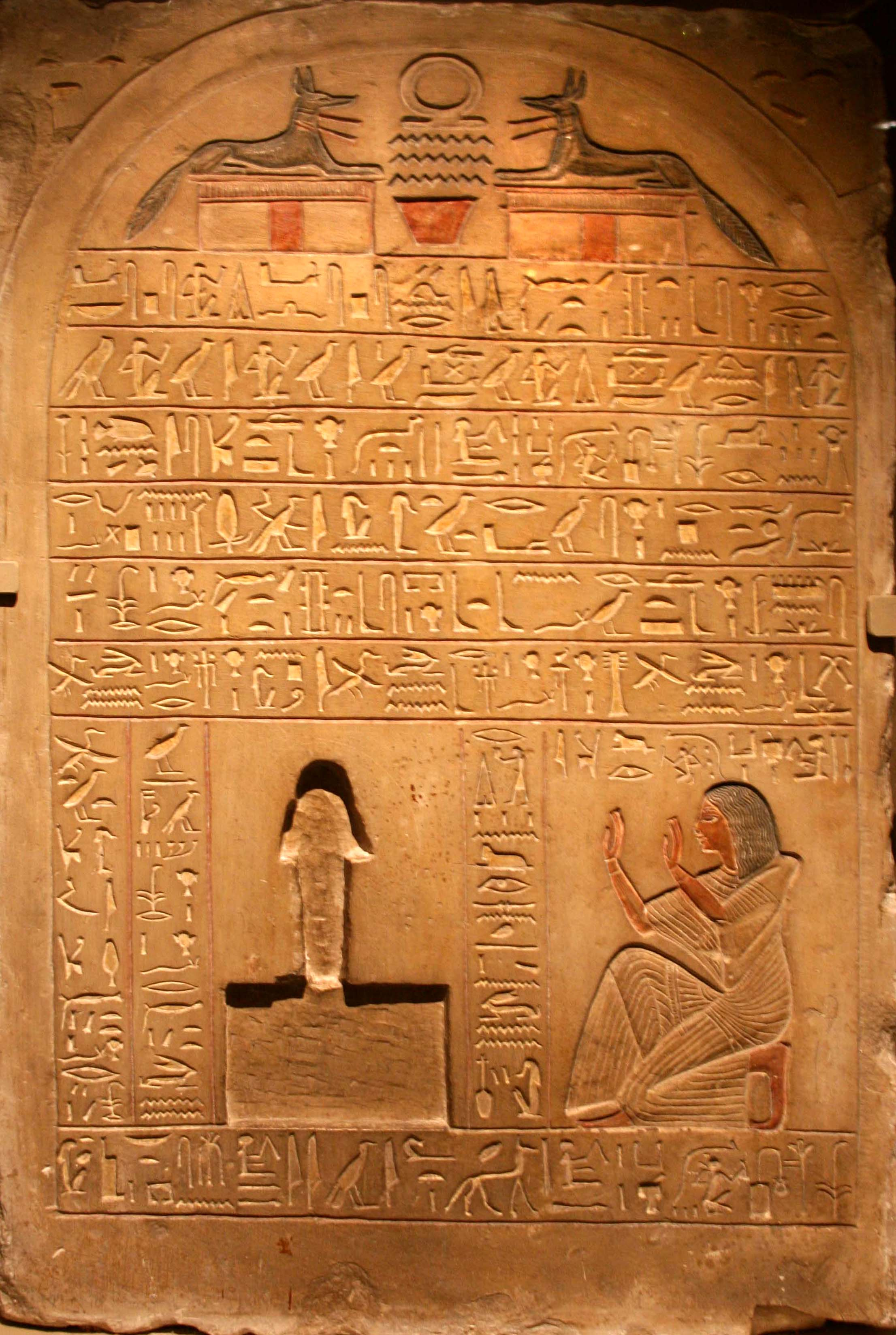
Stèle nord.
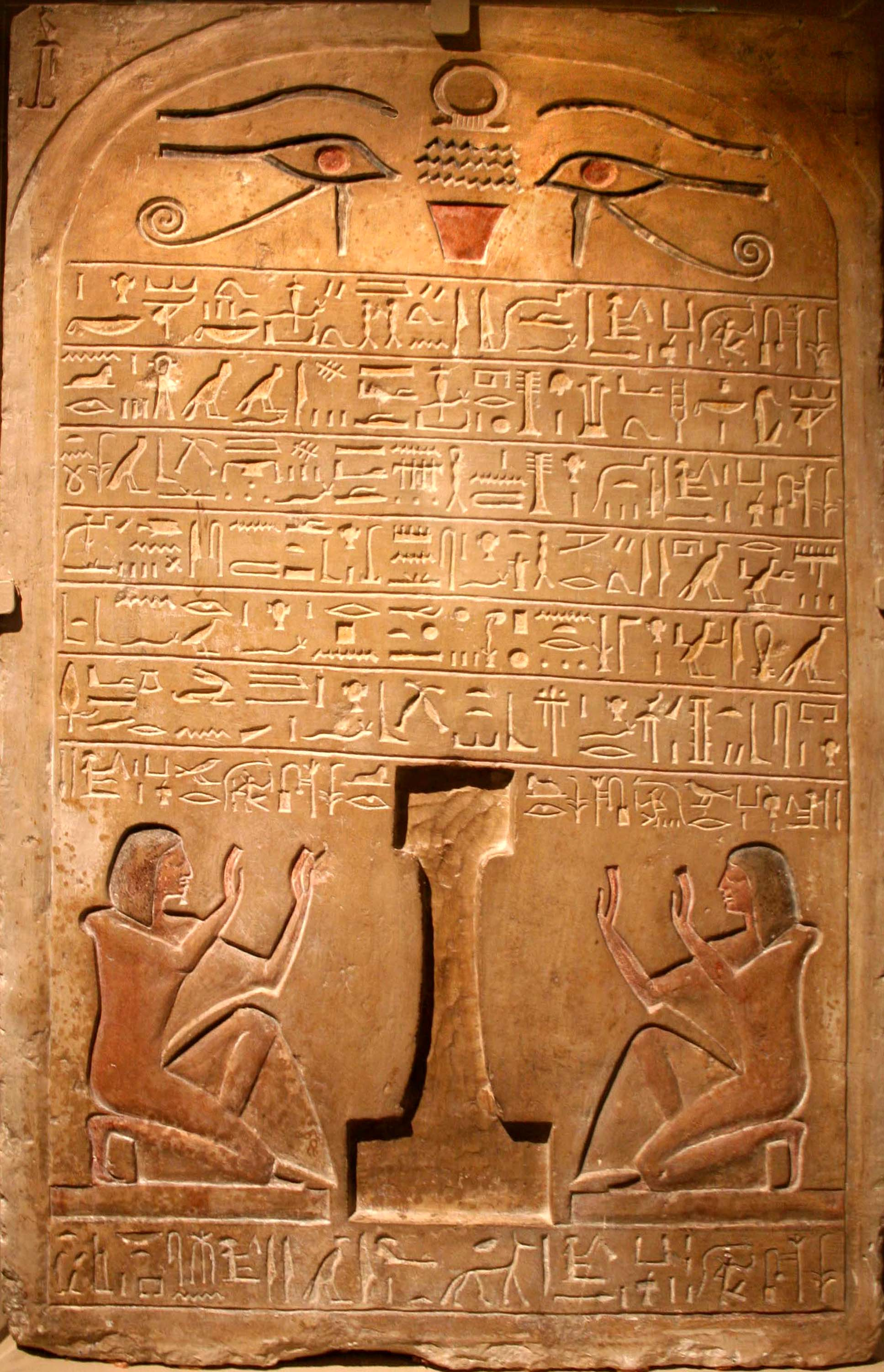
Stèle ouest.
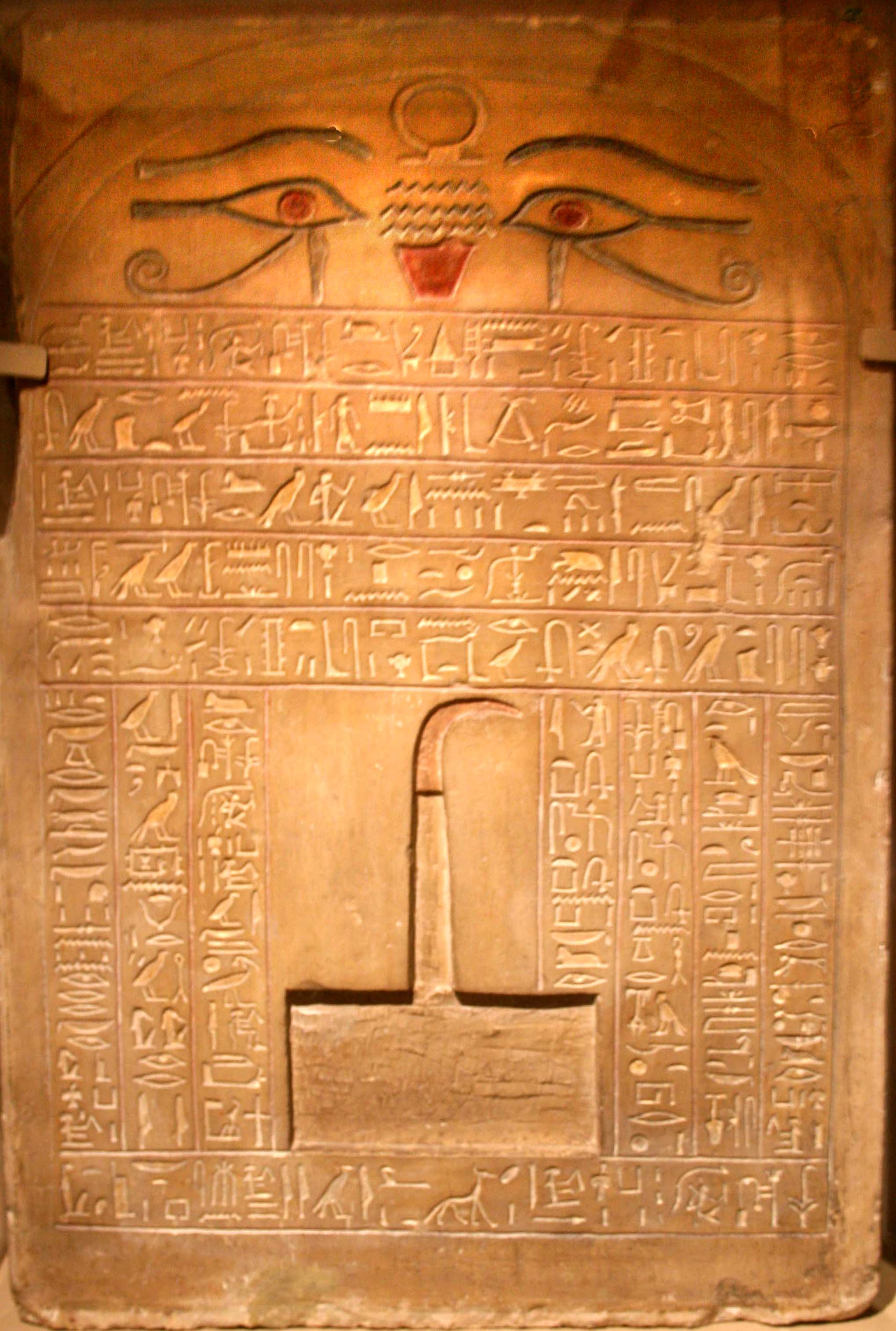
Stèle sud.

Ces quatre stèles constituent, donc, un ensemble unique au monde. Le général Kasa est un grand chef d'armée sous le règne du roi Séthi Ier, 1306-1290 av. l'ère commune. « Ce dispositif magique, apparu à la VIIIe dynastie, était destiné à protéger le propriétaire de la tombe des entités néfastes provenant des quatre points cardinaux. Ces stèles étaient donc scellées dans les quatre murs du caveau. Gravées en relief « dans le creux », elles présentent chacune deux espaces vides : l'un destiné à recevoir une amulette (respectivement : un Anubis, une figurine en bois, un pilier Djed et une torche) et l'autre appelé à recevoir une brique magique de protection inscrite d’une formule appropriée. »,

Livre de l' Amdouat. Deux sections de la navigation funéraire : 11e et 12e heures
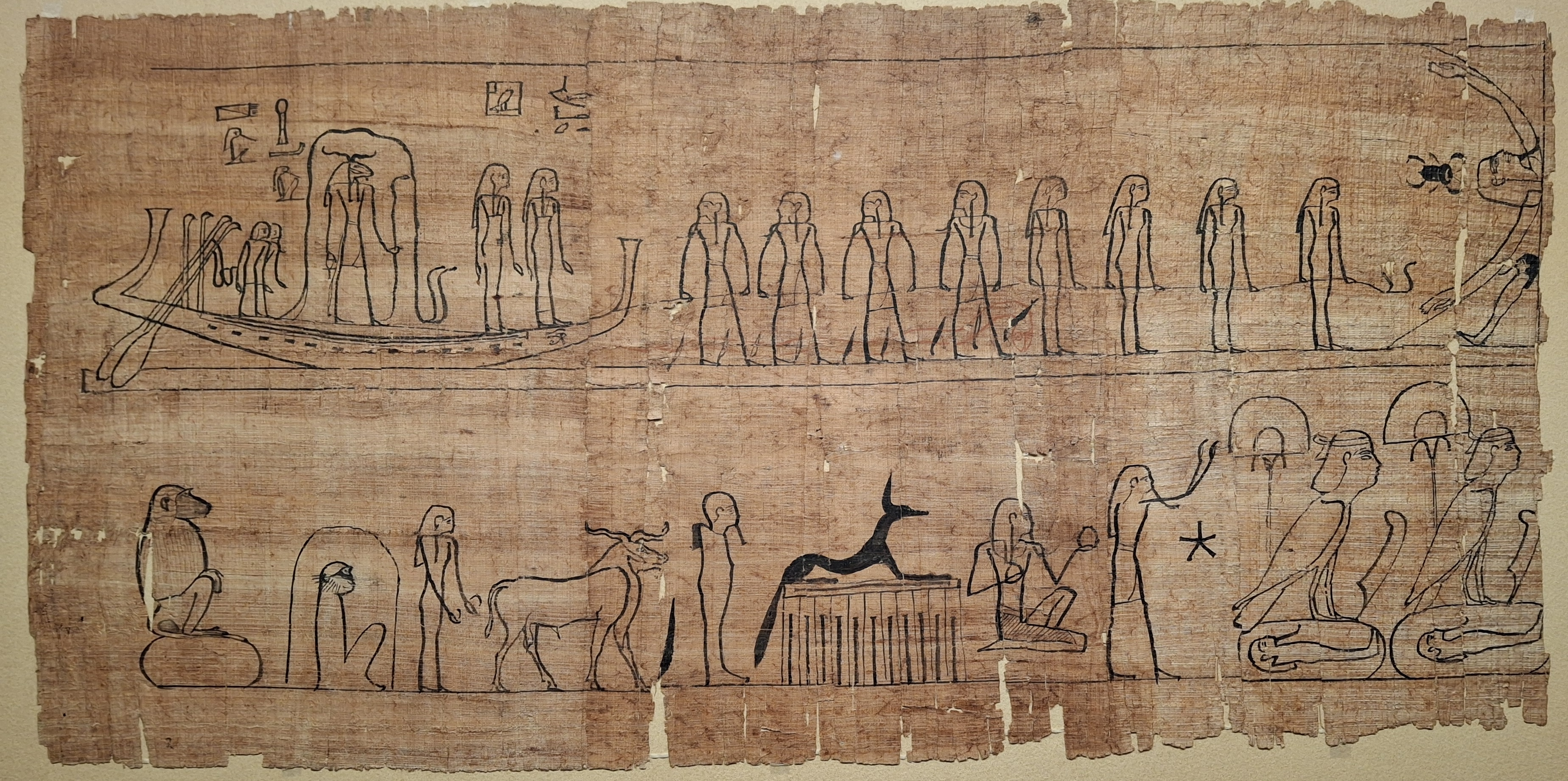
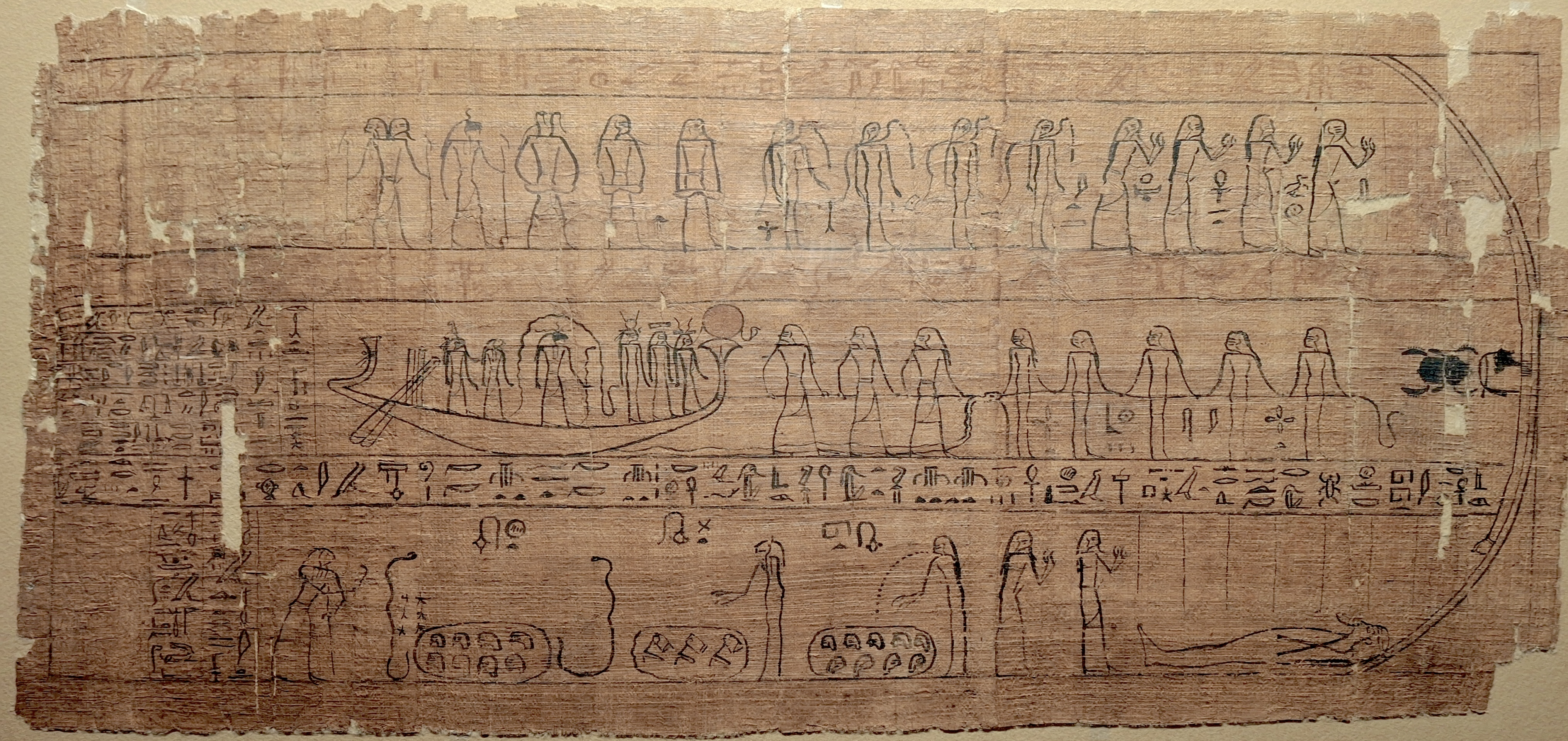

Enfin le long d’un mur est exposé un papyrus du Livre des Morts (long de 5,64 mètres) de la XXVIe dynastie (664-525 AEC). Les fragments, ci-dessus ne doivent pas être confondus avec le Livre des Morts : ce sont des fragments du Livre de l'Amdouat, ils sont exposés dans la première salle. Il s’agit d’un livre des morts déposé dans un caveau, celui de Nes-pa-safy. Il est composé de deux rouleaux de textes mis au jour en 1858 lors de la découverte de la nécropole de la famille de Nes-pa-safy. Il est composé de deux parties, l’une cédée par Clot-Bey l’autre achetée par le musée sur le marché des antiquaires ce qui a permis de reconstituer de façon complète ce livre des morts.

## Antiquités du Proche-Orient et du Bassin méditerranéen
L’ensemble des collections est regroupé dans une seule longue salle où sont présentées successivement les différentes cultures du bassin méditerranéen. Depuis mars 2019, les collections ont été remaniées et le musée propose un nouveau parcours archéologique, dans lequel le visiteur peut découvrir une grande table à pigments ainsi que de nouvelles œuvres issues des réserves ou de dépôts du Musée du Louvre et du Département des recherches archéologiques subaquatiques et sous-marines (Drassm).

### Proche-Orient
Le parcours débute en Mésopotamie avec la présentation d’un panneau en brique émaillée du palais de Darius (-522/-486) et d’une tête de lion médio-élamite du IIe millénaire AEC. Quelques objets représentant la fondation de Suse et des débuts de l’urbanisation sont exposés ainsi que des briques, des clous de fondation et des tablettes d'argile en écriture cunéiforme.

Proche-Orient ancien
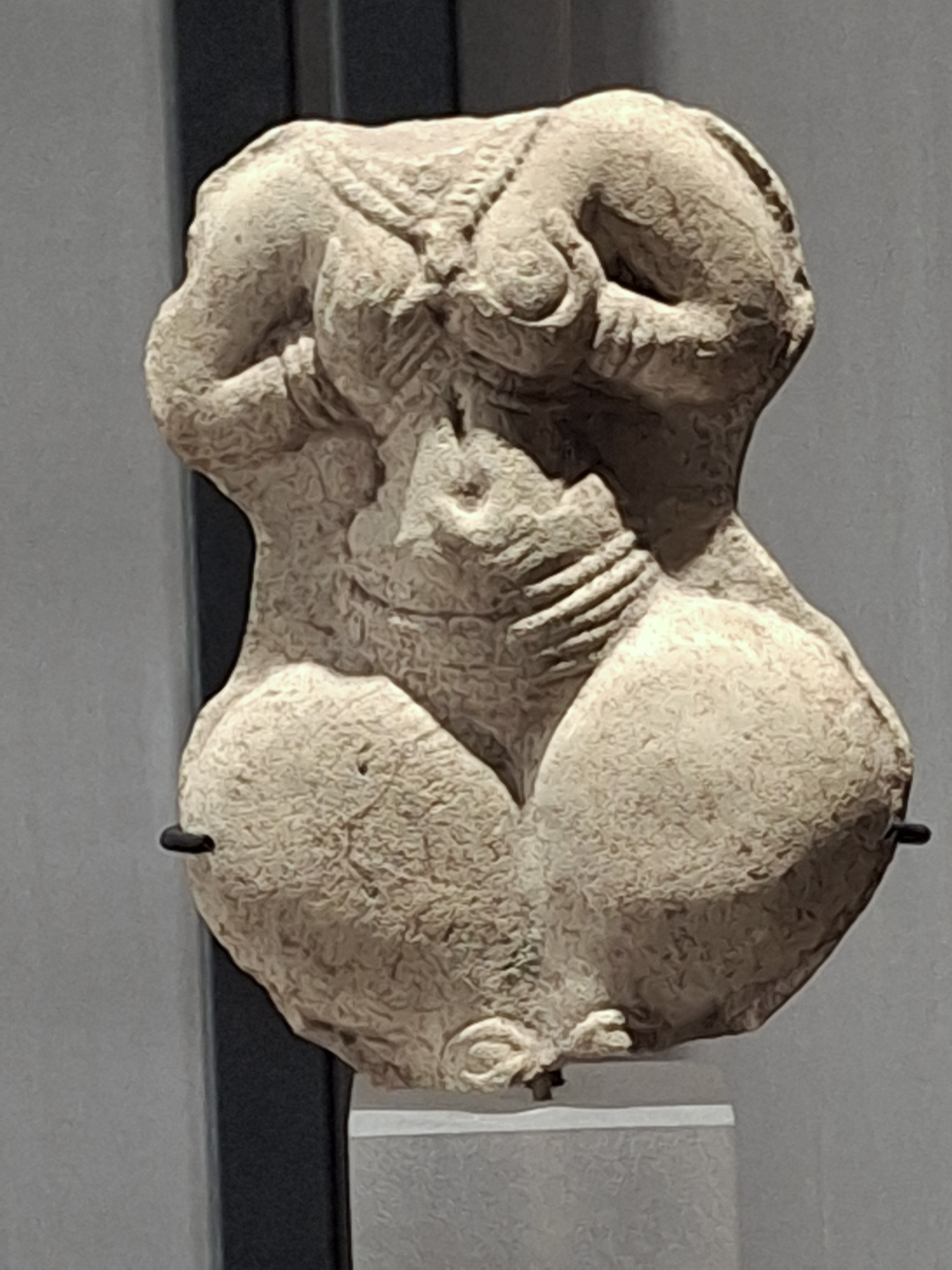
Statuette d'Ishtar Inanna. Suse. Terre cuite beige clair. H. 8,5 cm. IIIe millénaire AEC
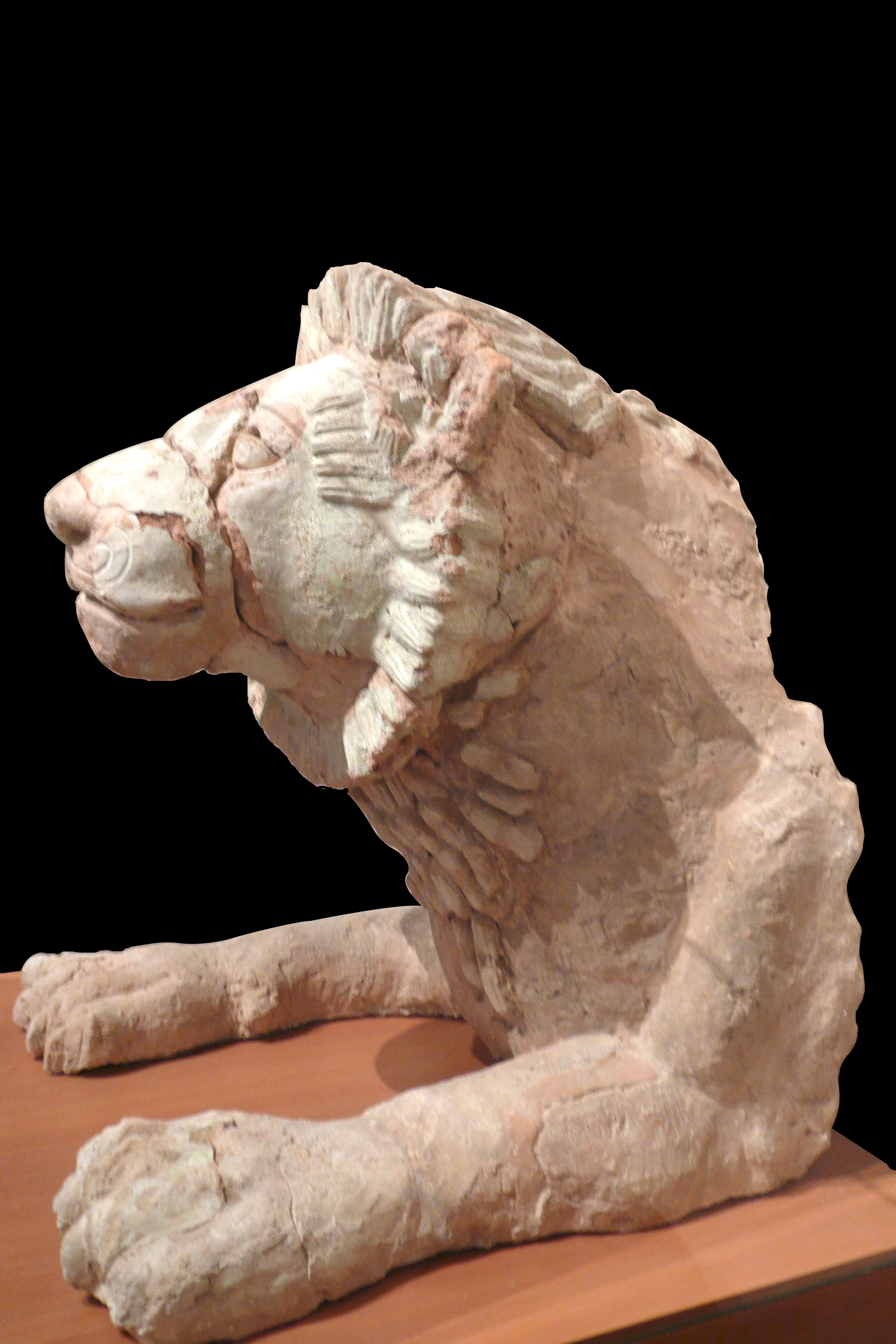
Lion. Élam, culture médio-élamite (1500-1100 AEC). Terre cuite à glaçures
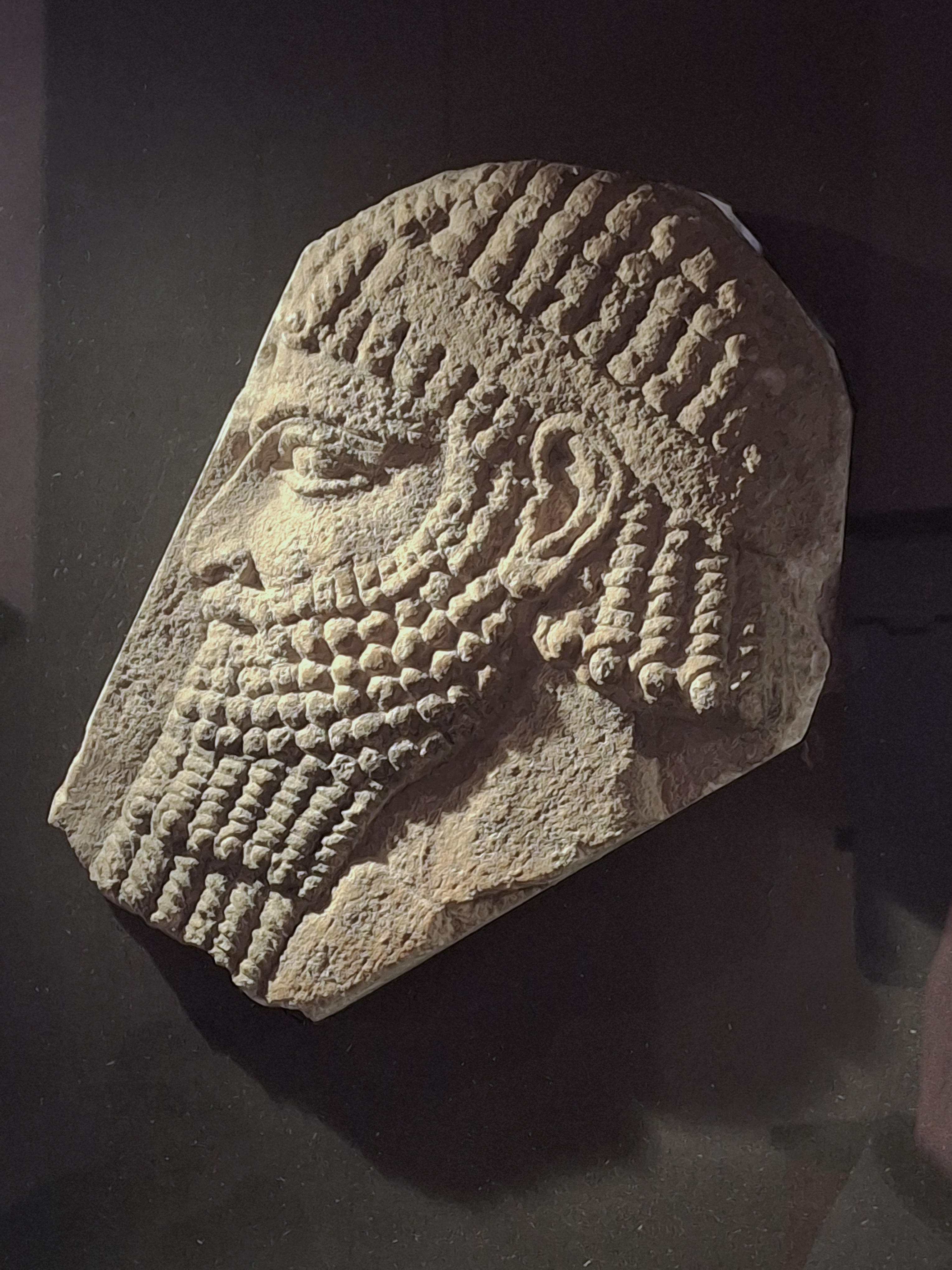
Fragment d'un bas-relief avec la tête d'un tributaire Mède[note 10]. Palais de Sargon II à Dur-Sharrukîn, actuelle Khorsabad. 732-705 AEC. Albâtre gypseux. H. 25 cm.
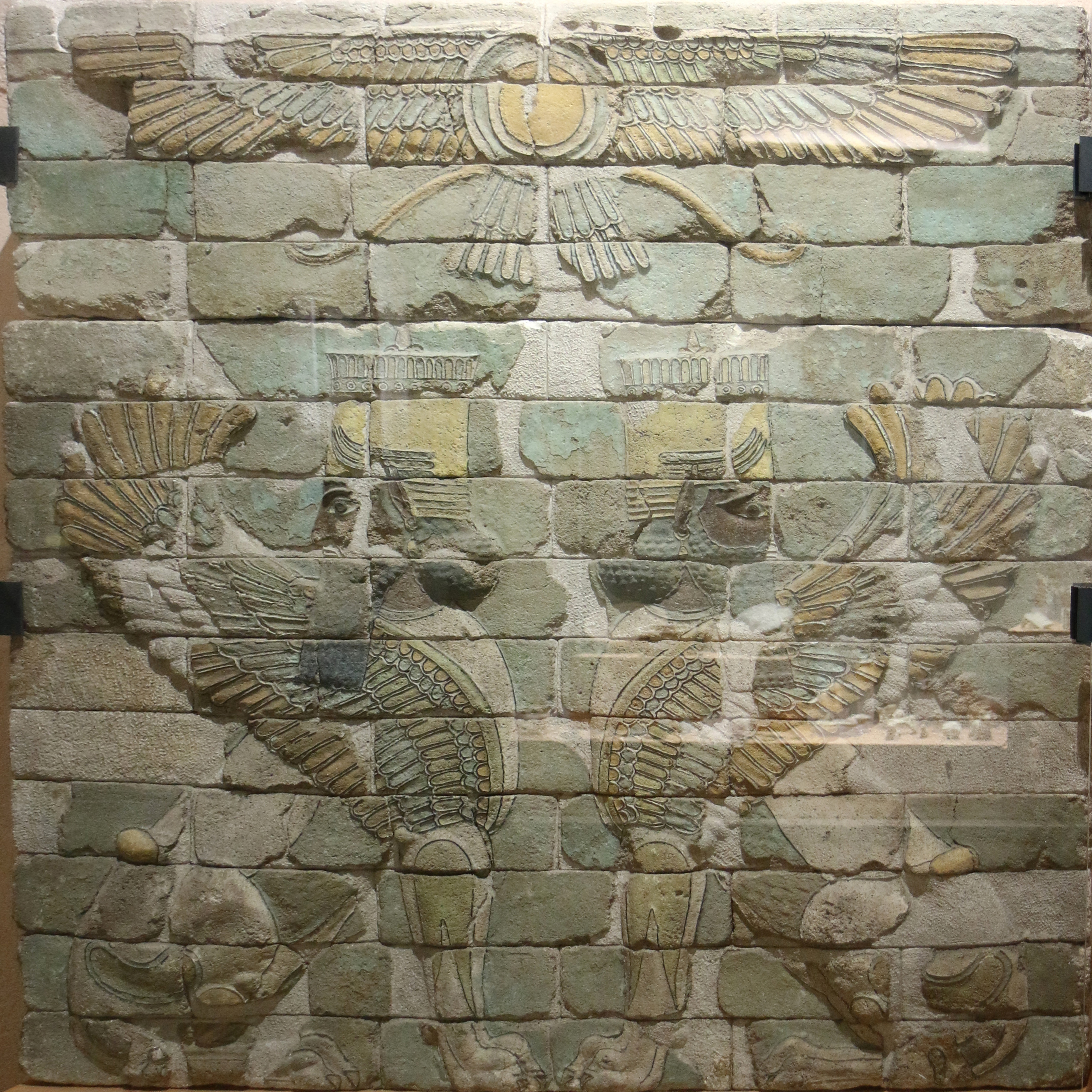
Panneau de briques émaillées, d'un palais de Darius Ier à Suse (Iran), 522-486 AEC

### Chypre
Les différentes étapes de la civilisation chypriote sont présentées avec l’âge du bronze ancien (2300 / 1600 AEC) et récent (1600 / 1050 AEC) : tasses, cruches, vases, figurines féminines à oreilles ajourées ou à tête d’oiseau.
Viennent ensuite les périodes de « Chypre géométrique » de -1050 à -700 avec des amphores et de « Chypre archaïque » avec des œnochoés, coupes, vases ovoïdes. Des figurines en terre cuite produites essentiellement au VIe siècle sont exposées : couple, joueur de lyre, conducteur de char, cheval, etc.
À partir du Ve siècle apparaissent des sculptures de pierre : statuettes d’hommes, tête coiffée du pileus. Enfin l’époque classique et hellénistique, puis l’époque romaine (têtes d’homme, lampes, verrerie) terminent la représentation de l’art chypriote.

Antiquité de Chypre
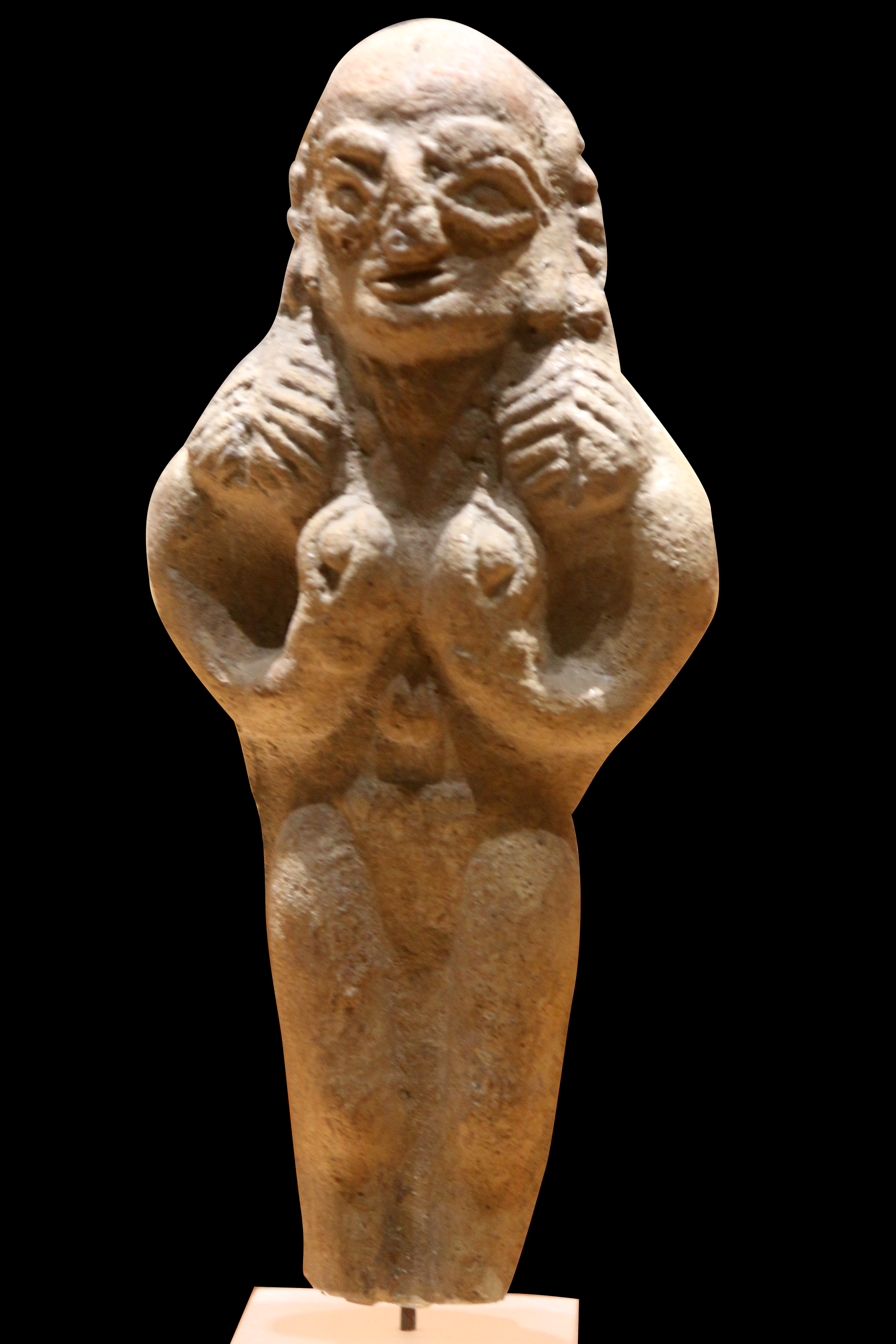
Femme nue. Terre cuite, époque chypro-archaïque. Ier millénaire AEC
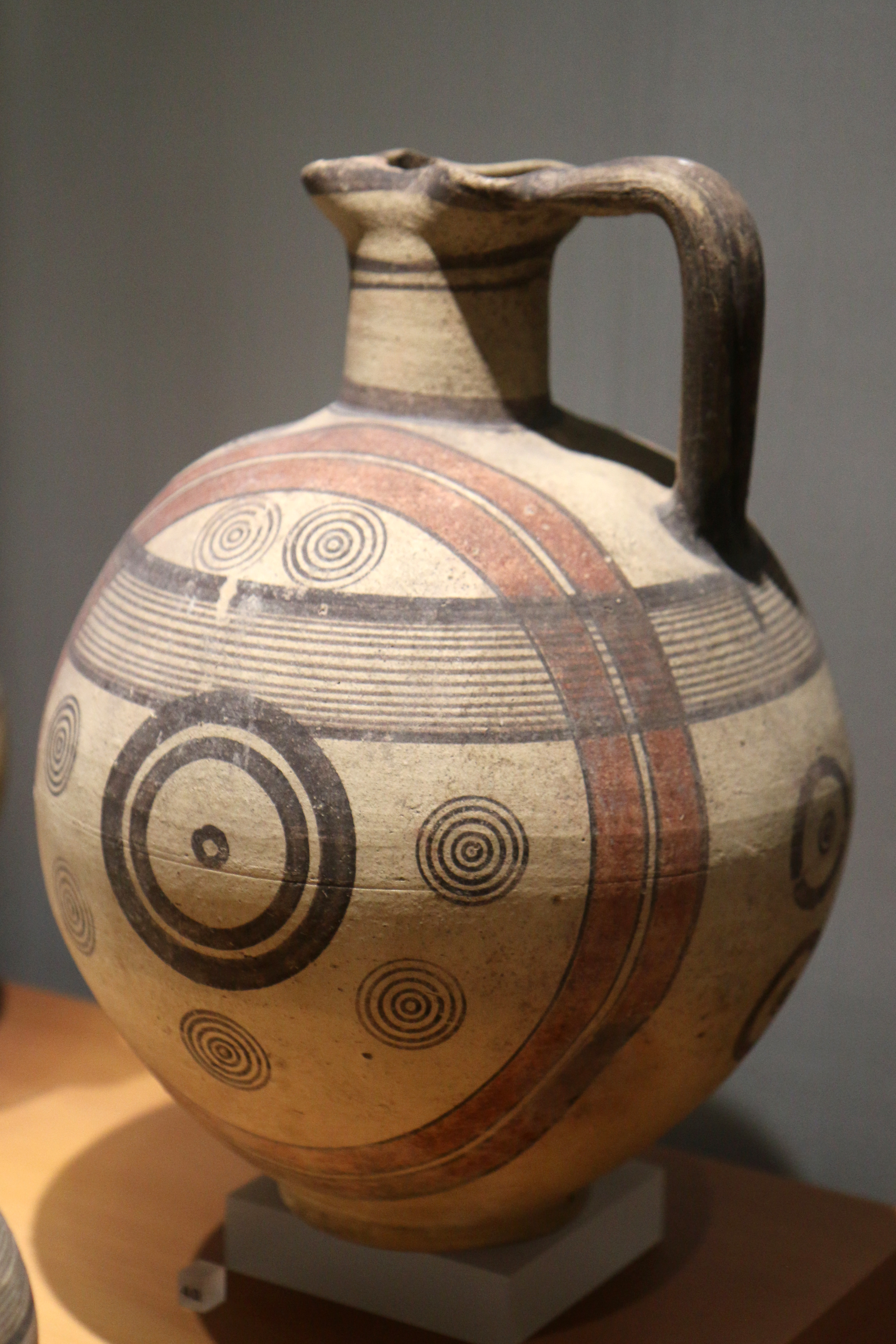
Œnochoé. Terre cuite peinte, époque chypro-archaïque II, 725-500 AEC
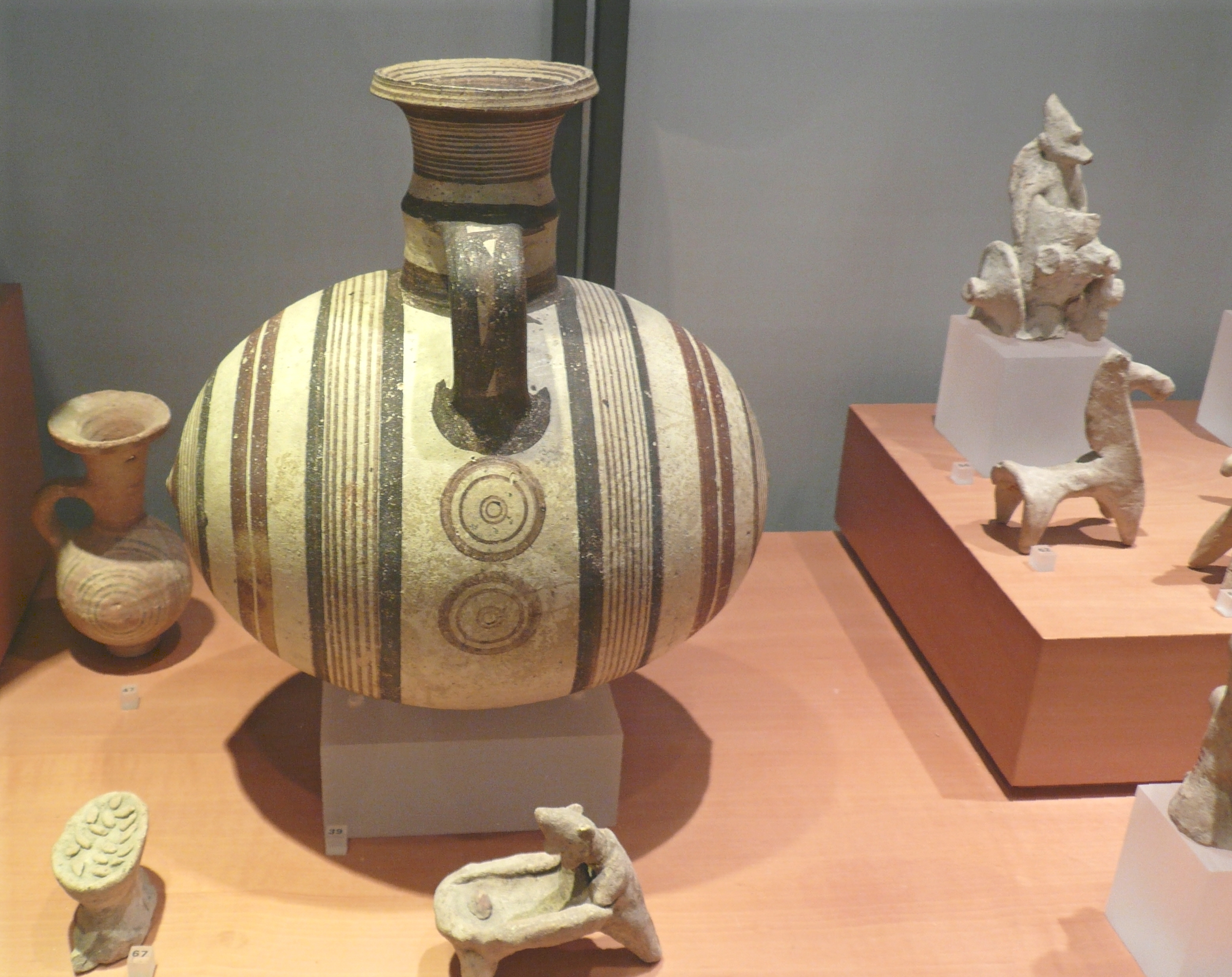
Vase ovoïde. Terre cuite peinte, époque chypro-archaïque II
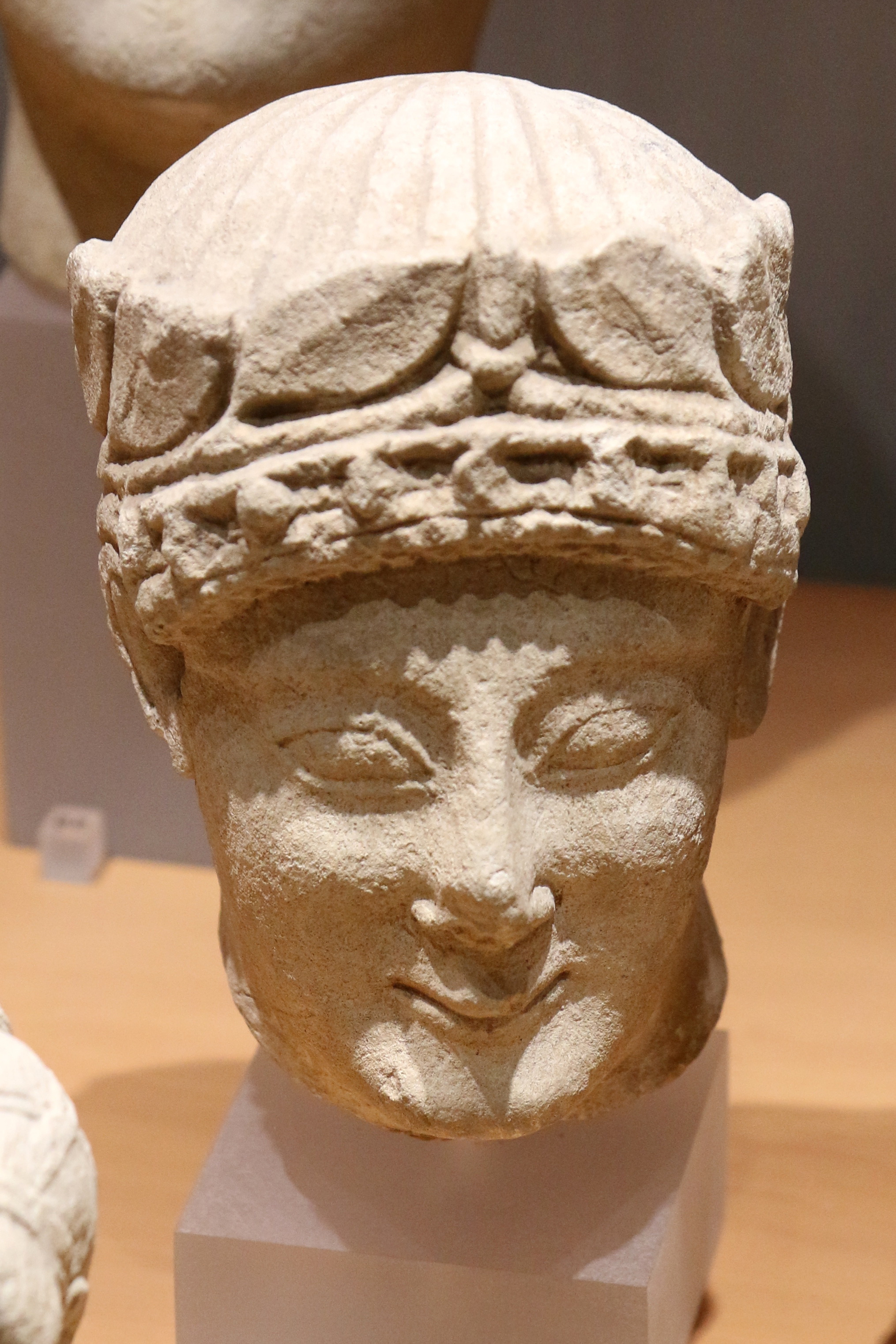
Tête d'éphèbe. Terre cuite, époque chypro-classique I - II : I, 475-400 AEC et II, 400-325 AEC

### Crète et Grèce
Le chef-d'œuvre de cette collection est un petit vase de la civilisation minoenne, en Crète de 2700 à 1200 avant notre ère. On peut y découvrir toute une faune marine - très stylisée - que l'on pêchait à cette époque : des nautiles (argonautes), des gorgones, des oursins et des éponges de mer. Ce vase a été découvert en Égypte : il prouve que les minoens transportaient par bateau et vendaient leur céramique en Égypte, vers 1500 avant notre ère. Enfin ce vase a été l'une des toute premières pièces de la collection du docteur Clot-Bey (Antoine Clot) est achetée par la ville et placée au château Borély.

Crète, époque minoenne. Grèce: époque orientalisante
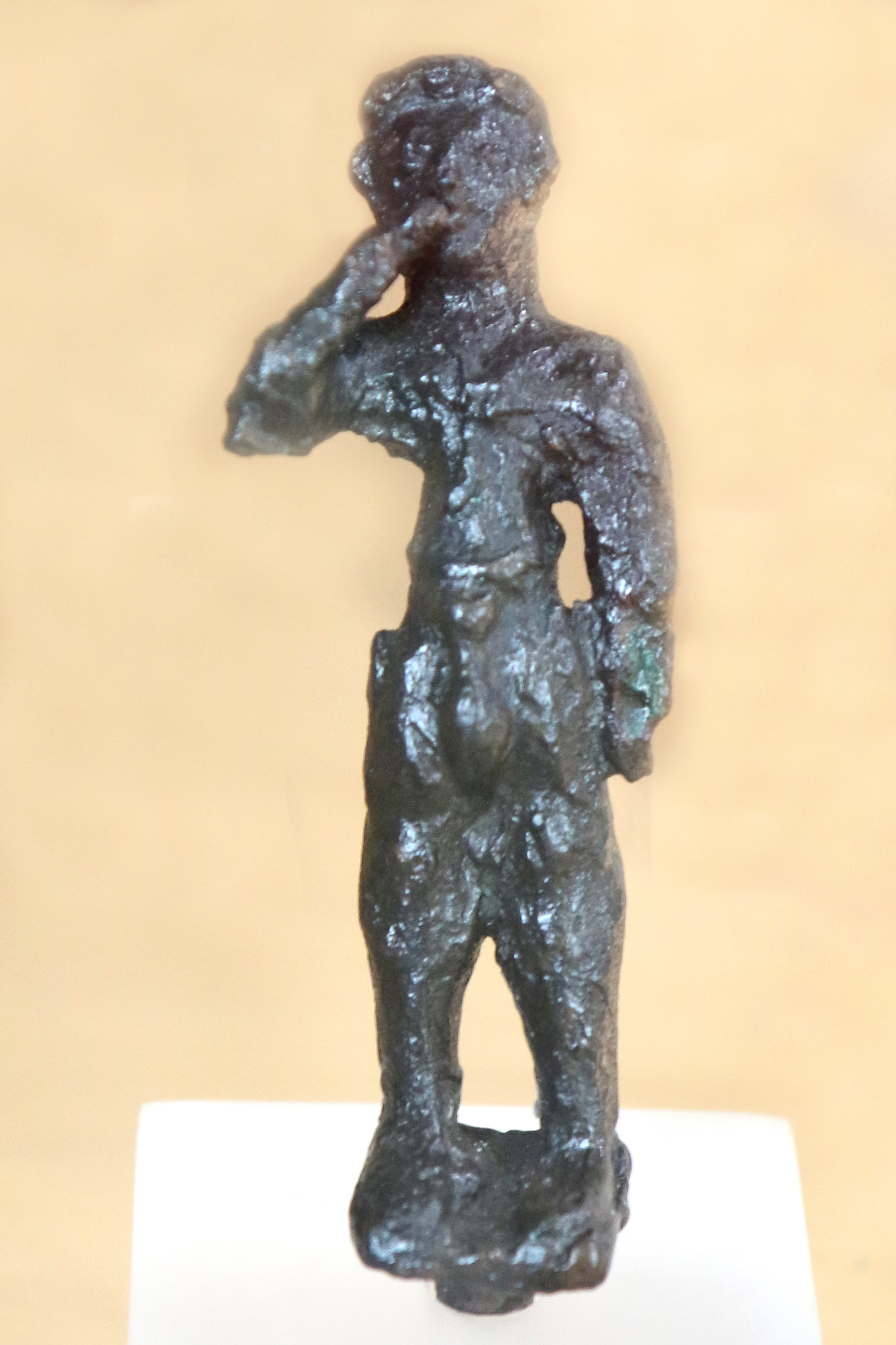
Orant (homme en prière). Bronze, H. 10 cm. Crète, Minoen moyen, 1500 AEC.
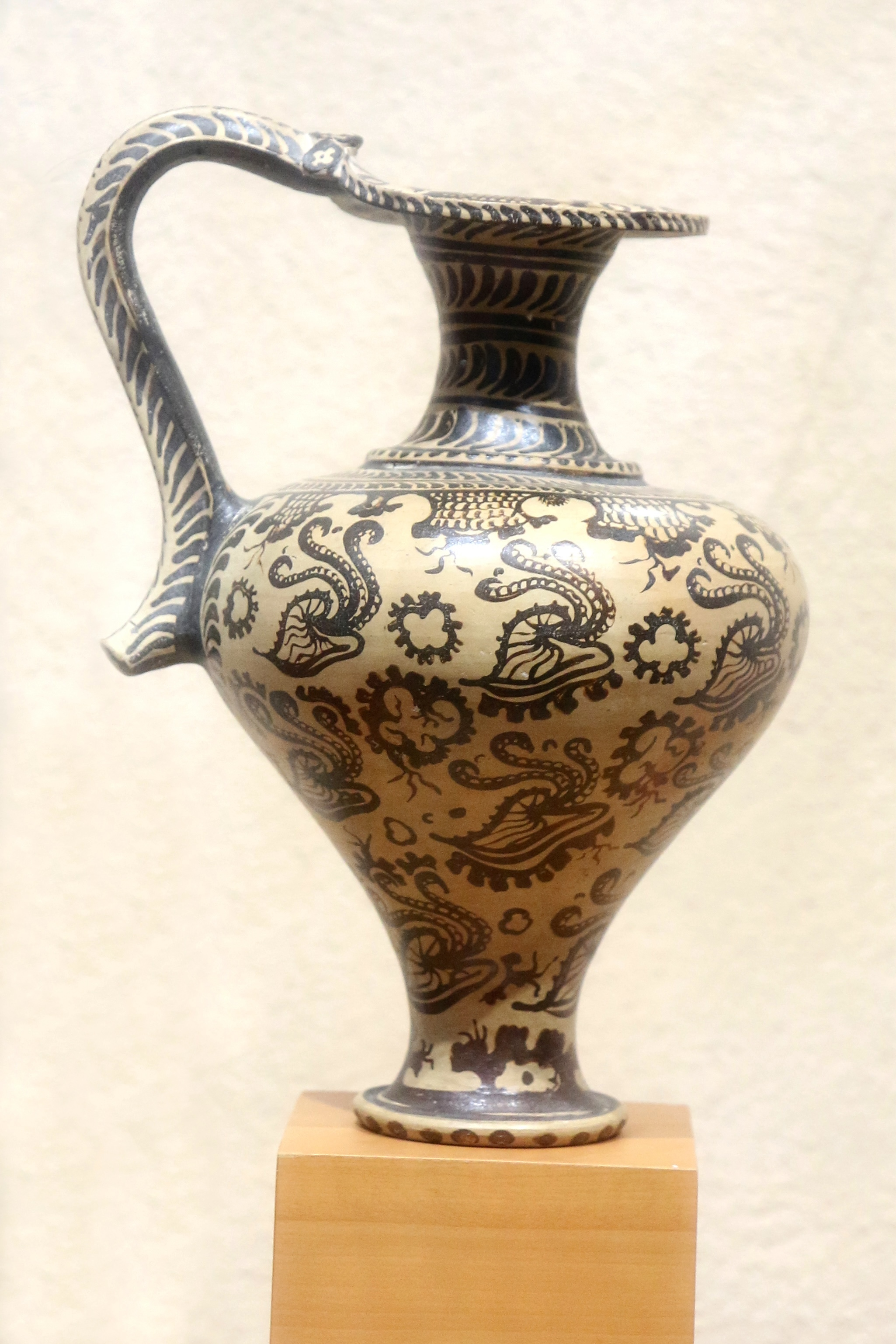
Œnochoé minoenne trouvée en Égypte. Crète, Minoen moyen, 1500 AEC. H. 25 cm. Style marin
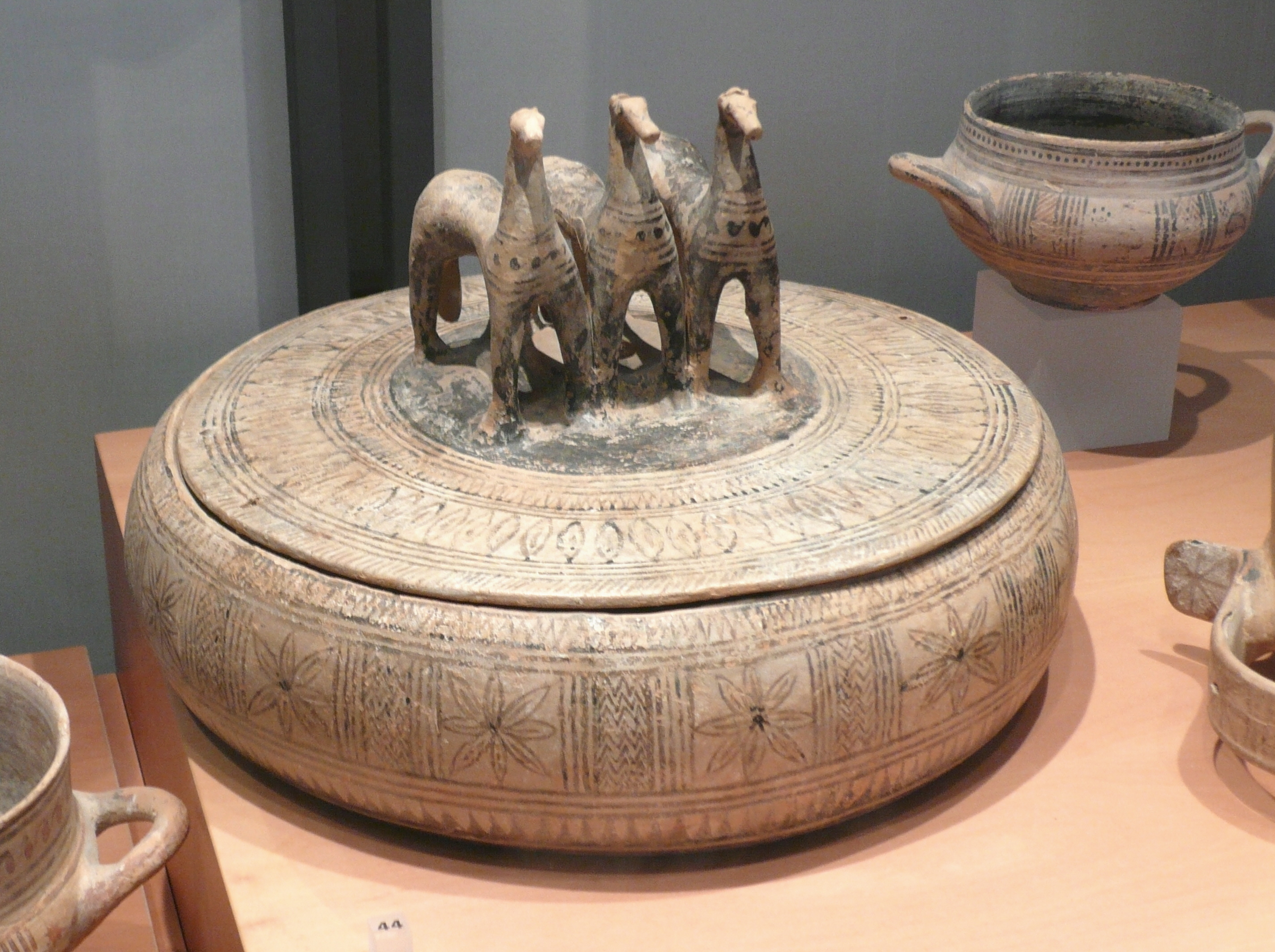
Grande pyxis (boîte, à l’origine en bois de buis) à trois chevaux. Grèce 750-725. Époque géométrique
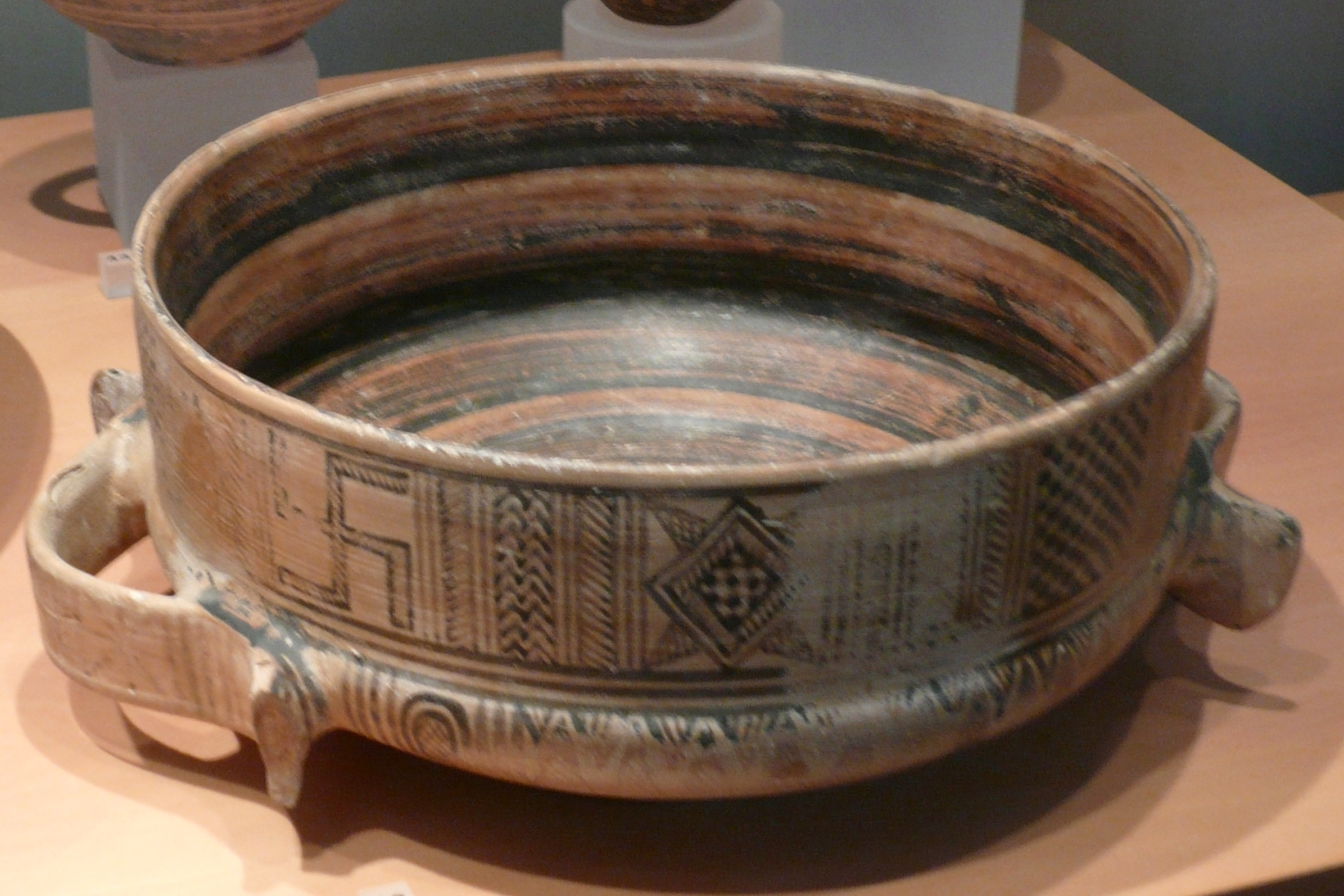
Skyphos. Grèce vers 720 AEC. Époque géométrique
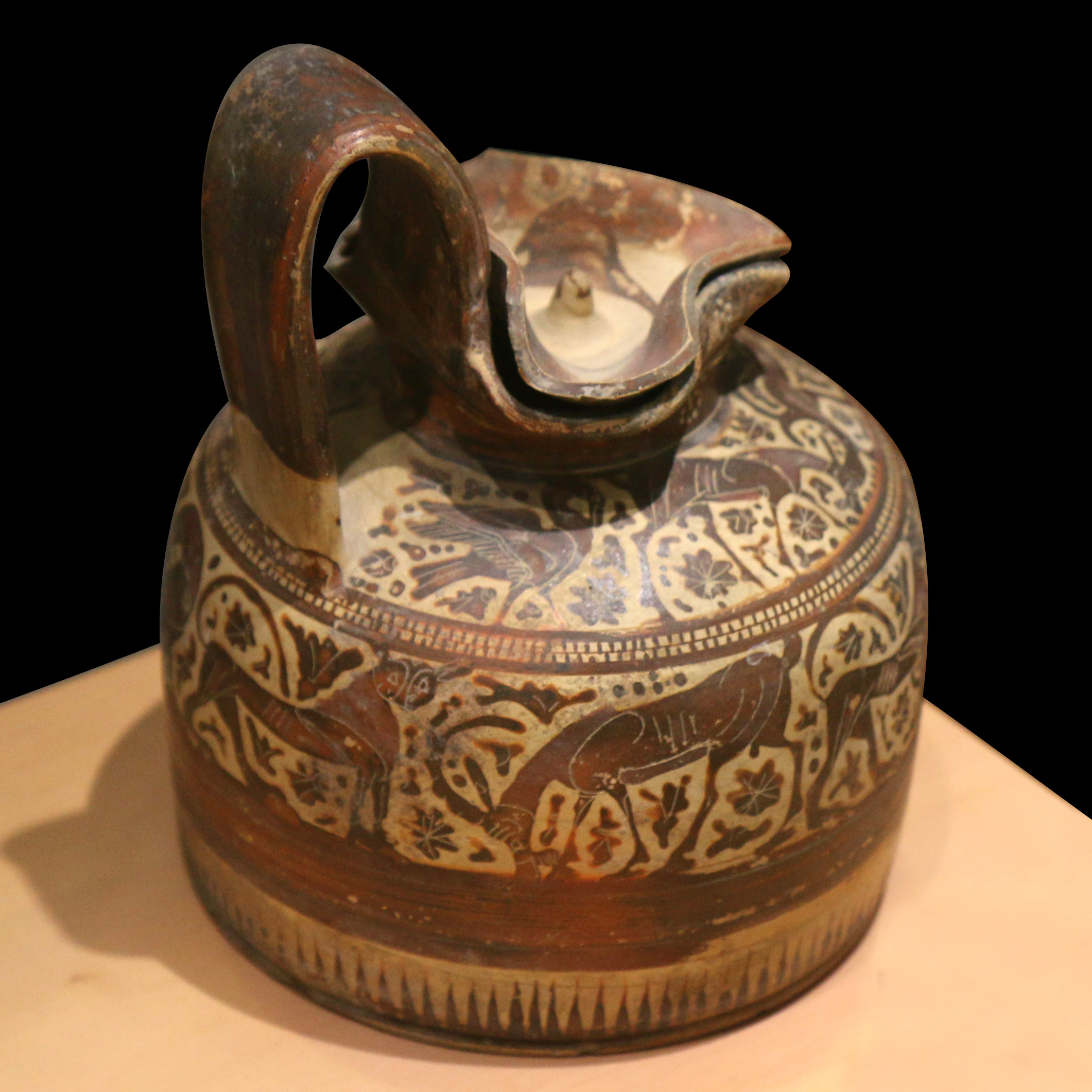
Œnochoé aux animaux paissant et sphynx. Grèce, 625/600 style protocorinthien. Corinthe, époque orientalisante

Céramique grecque antique : style archaïque, à figures noires, et style classique, à figures rouges. Sculpture grecque classique
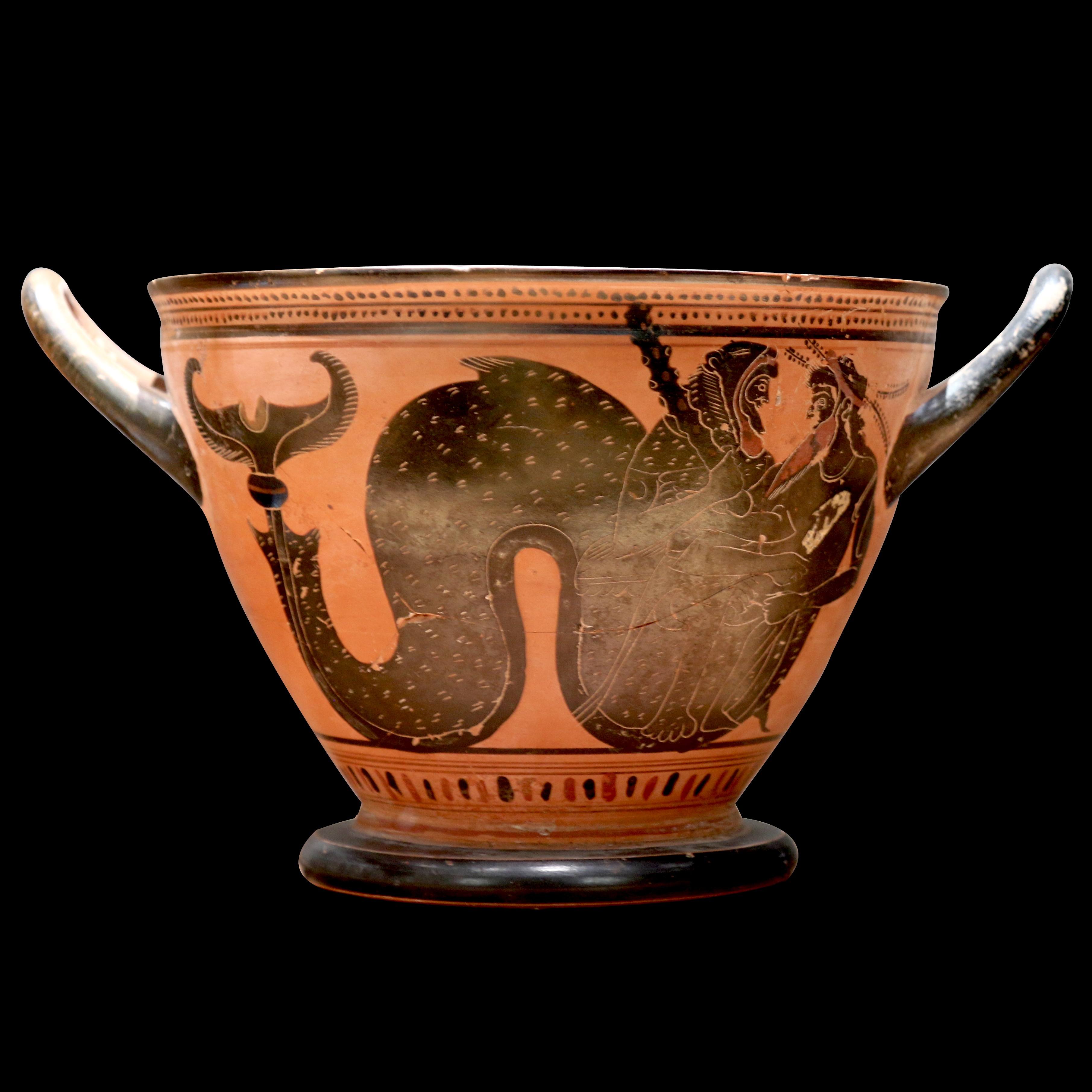
Skyphos attique. Lutte d'Héraclès contre Triton (Nérée). Céramique grecque à figures noires. Époque archaïque VIe siècle AEC[note 12]
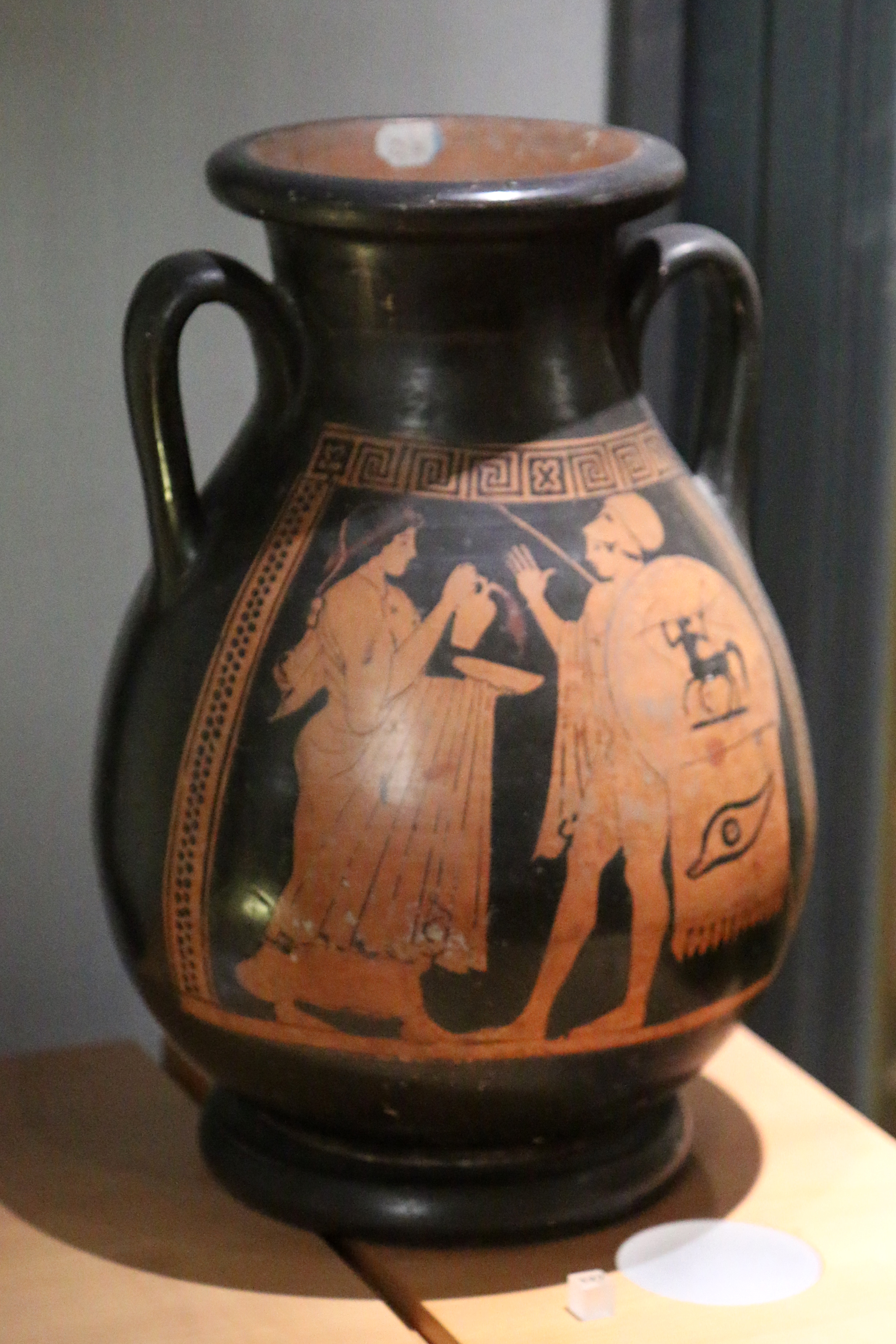
Péliké à figures rouges représentant. athlètes. Peintre d’Alcimachos. Premier classicisme, vers 470-450 AEC
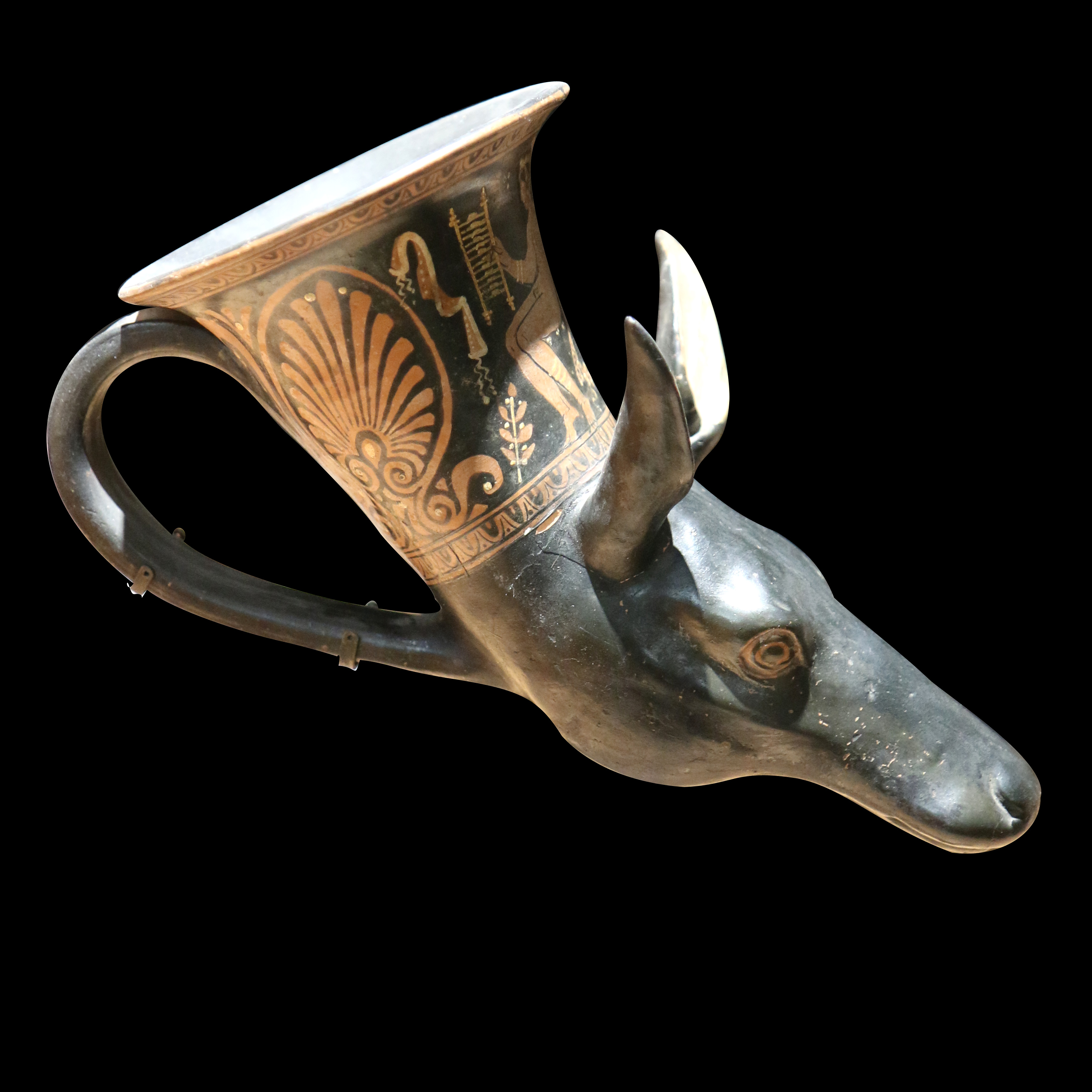
Rhyton en forme de daim. Apulie, Italie. Vase plastique. Céramique à figures rouges. IVe siècle AEC.
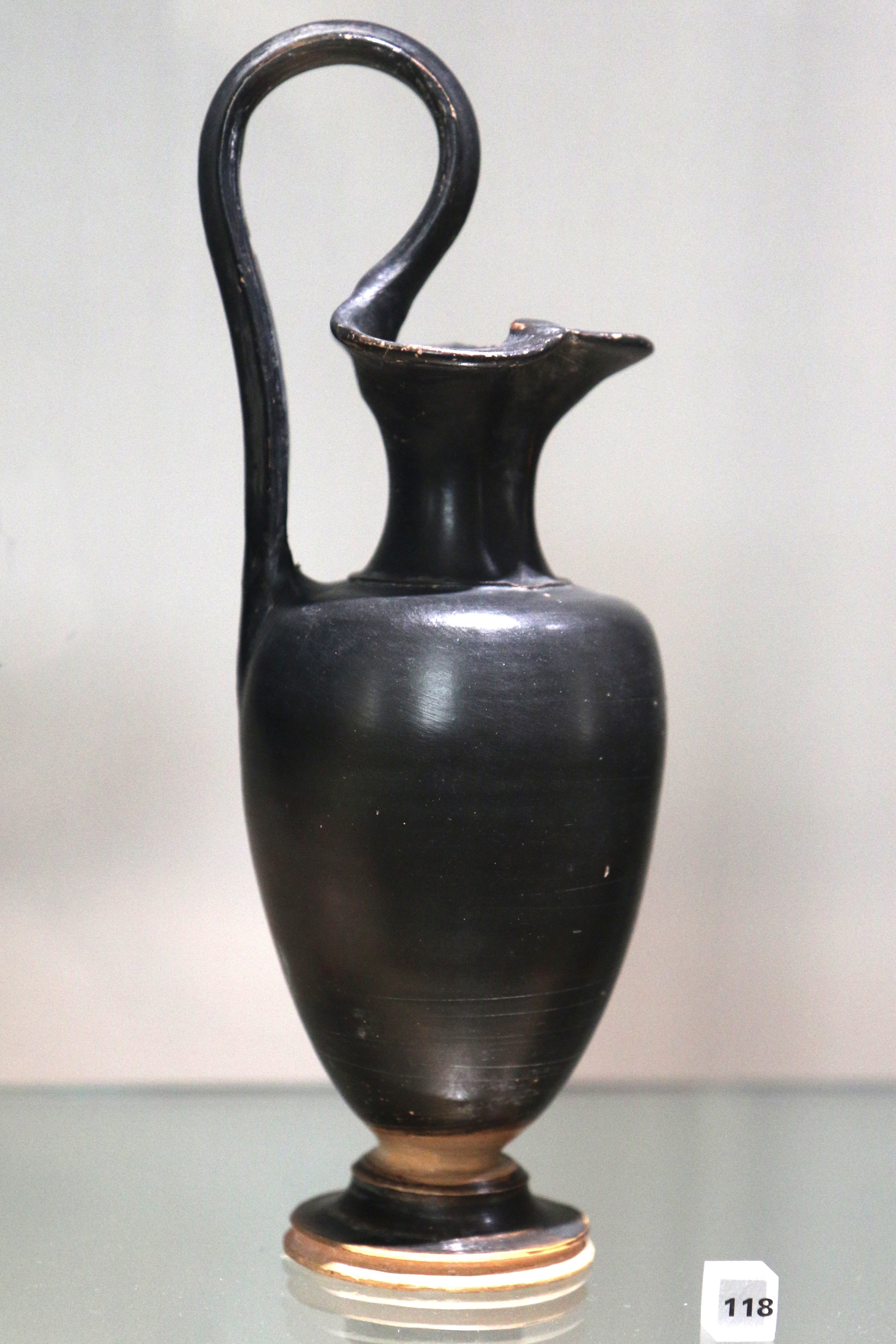
Œnochoé à vernis noir, 400-350 AEC.[note 13]
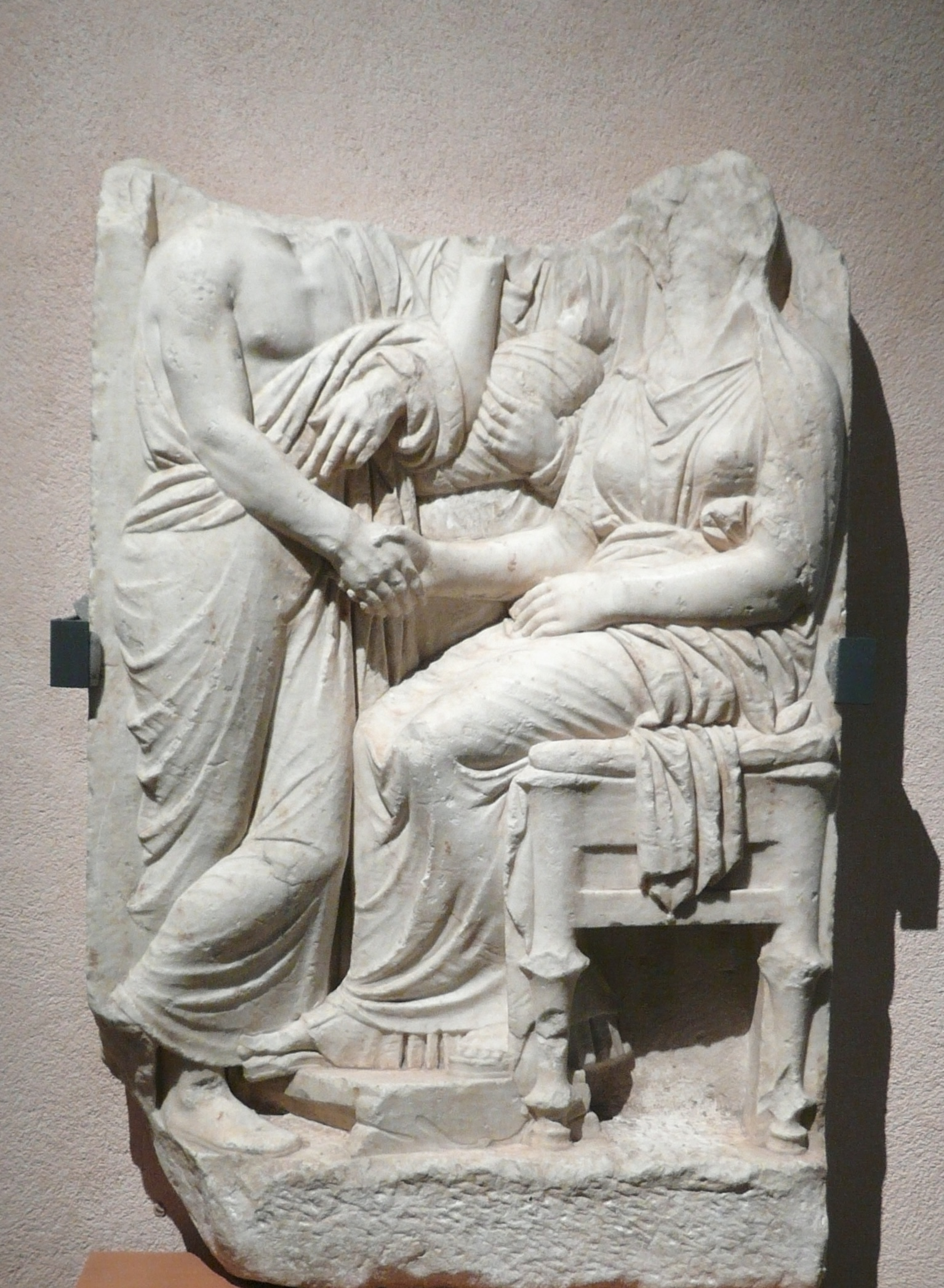
Stèle funéraire des adieux. Attique. Première moitié du IVe siècle AEC. Classicisme du « style riche » (430-370). Marbre pentélique. H. 107 cm.[note 14]

Une vitrine consacrée à la céramique grecque antique présente les différents vases grecs avec :
- les vases à verser : œnochoés ;
- les vases à boire : skyphos (simple gobelet), canthares à deux anses verticales, rhyton ou corne à boire ;
- les vases rituels,
- ... et tant d'autres.

### Italie du Sud: Grecs de la «Grande Grèce» et indigènes
La Grande-Grèce (Sicile, Italie du Sud) dont les premières colonies grecques ont été fondées par les Eubéens, Doriens et Rhodiens à partir du VIIe siècle avant notre ère, est représentée par des œnochoés, amphores, etc. Les formes dérivées de celles produites en Grèce sont réinventées localement, pour se démarquer des cités-mères où ces formes n'existaient pas. Les premières céramiques coloniales grecques, produites à Cumes au VIIIe siècle AEC, sont représentées au musée par deux vases à verser tout à fait exceptionnels, deux œnochoés, au décor de cette époque géométrique en Grèce continentale. La poterie que déposent les Grecs avec leurs morts sont des éléments du banquet, un marqueur identitaire très fort. Cependant, la cohabitation entre Grecs et indigènes - dont les Iapyges en Daunie, dans les Pouilles - va produire des formes nouvelles, de part et d'autre. Ainsi les Iapyges produisent un vase à verser qui combine une figure locale, un animal stylisé et un décor géométrique emprunté au monde grec de l'époque géométrique. Mais rencontre aussi, par les colons Grecs, des emprunts à ces formes locales, comme ces grandes anses du IVe siècle en Apulie, comme dérivée par assimilation des grandes anses verticales (trodzella) produites par les Iapyges.

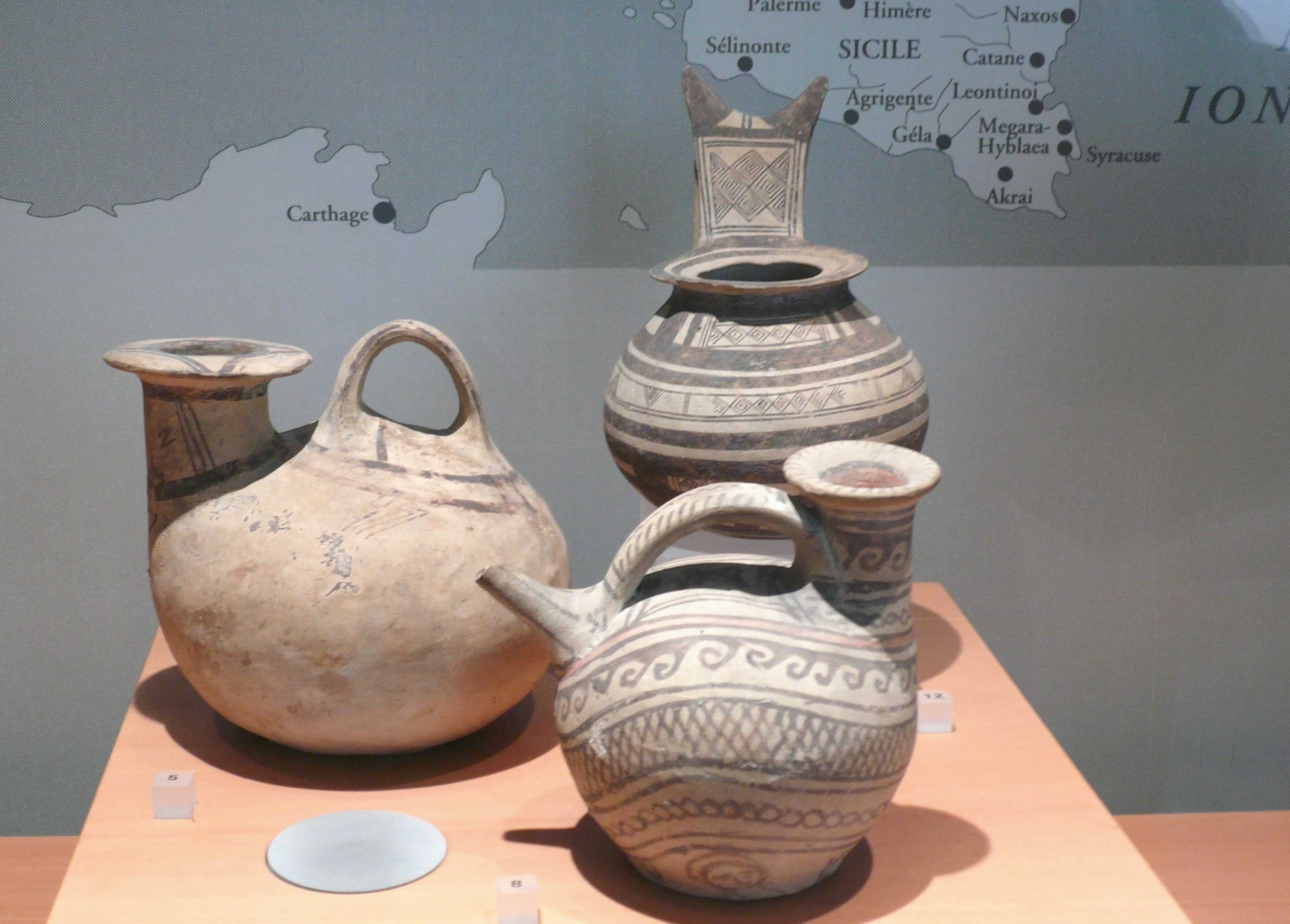
Œnochoé indigène (Iapyges, Daunie (Pouilles) 550-500), guttus (cruche à petite bouche) (Daunie IVe – IIIe siècle AEC), askos (IVe – IIIe siècle AEC)
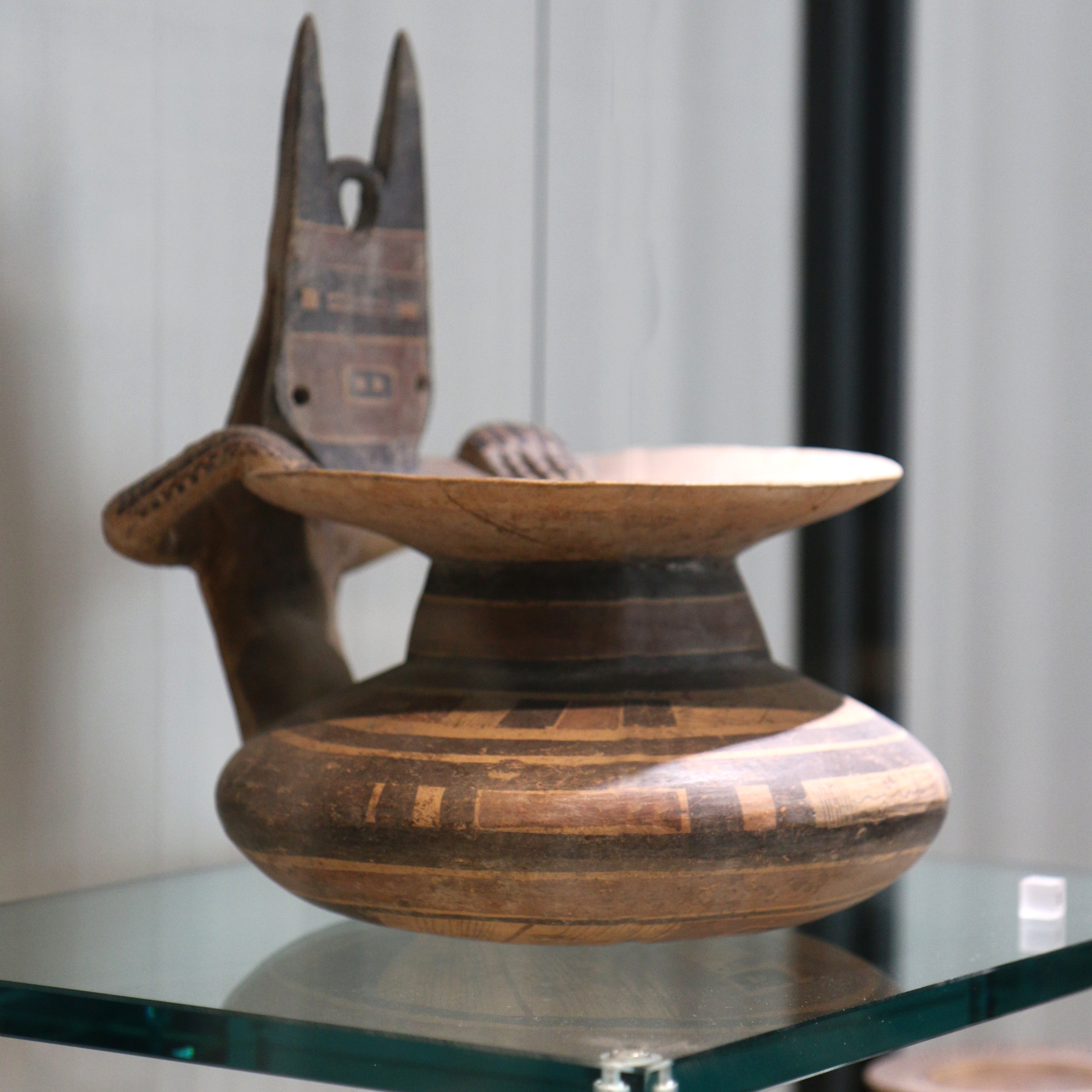
Œnochoé indigène (Iapyges, Daunie, 550-500) à l'animal stylisé, cornu, les mains sur le rebord et décor géométrique.
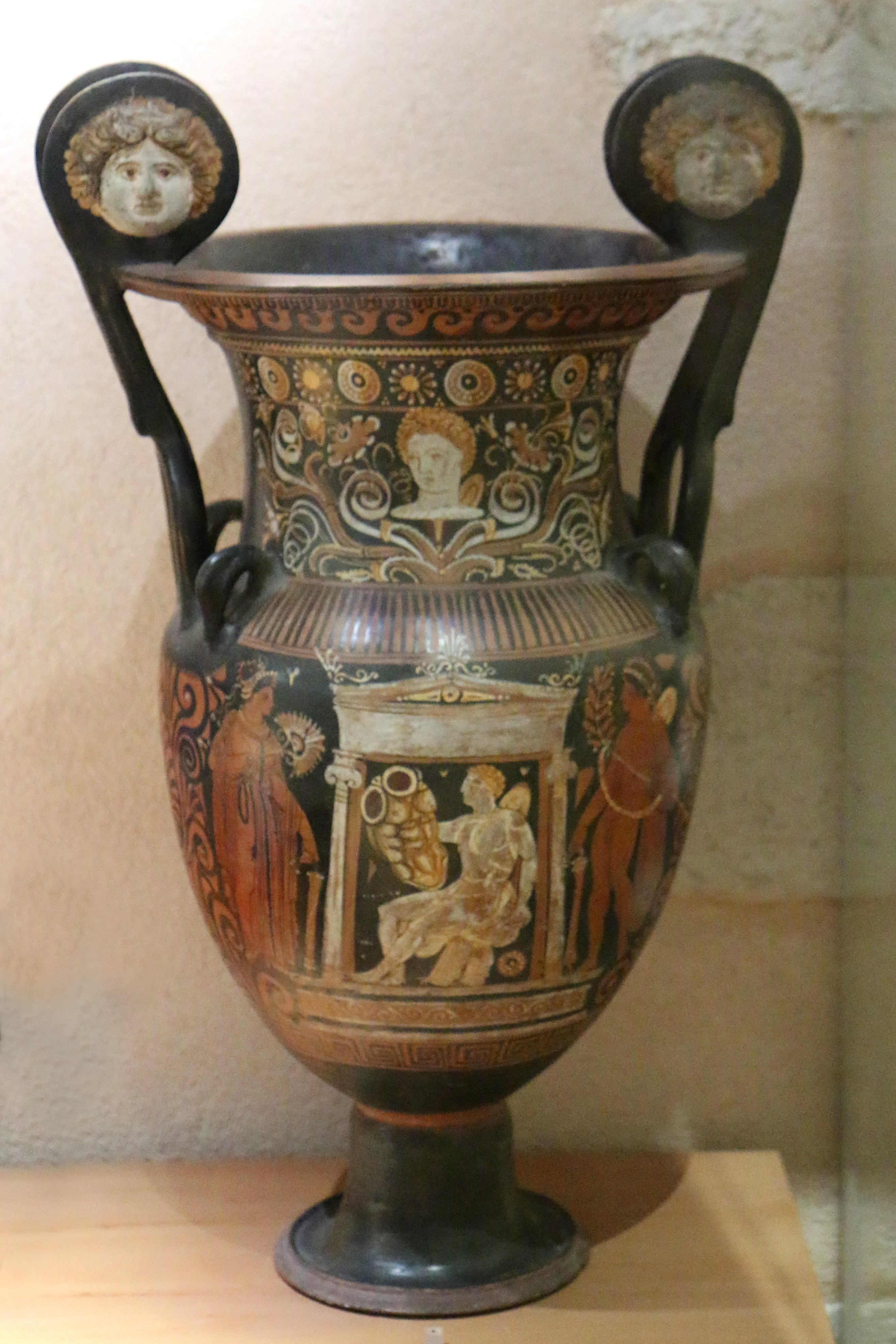
Cratère à volutes polychrome à reliefs. Grande-Grèce. Apulie entre 340 av JC et 330 av JC
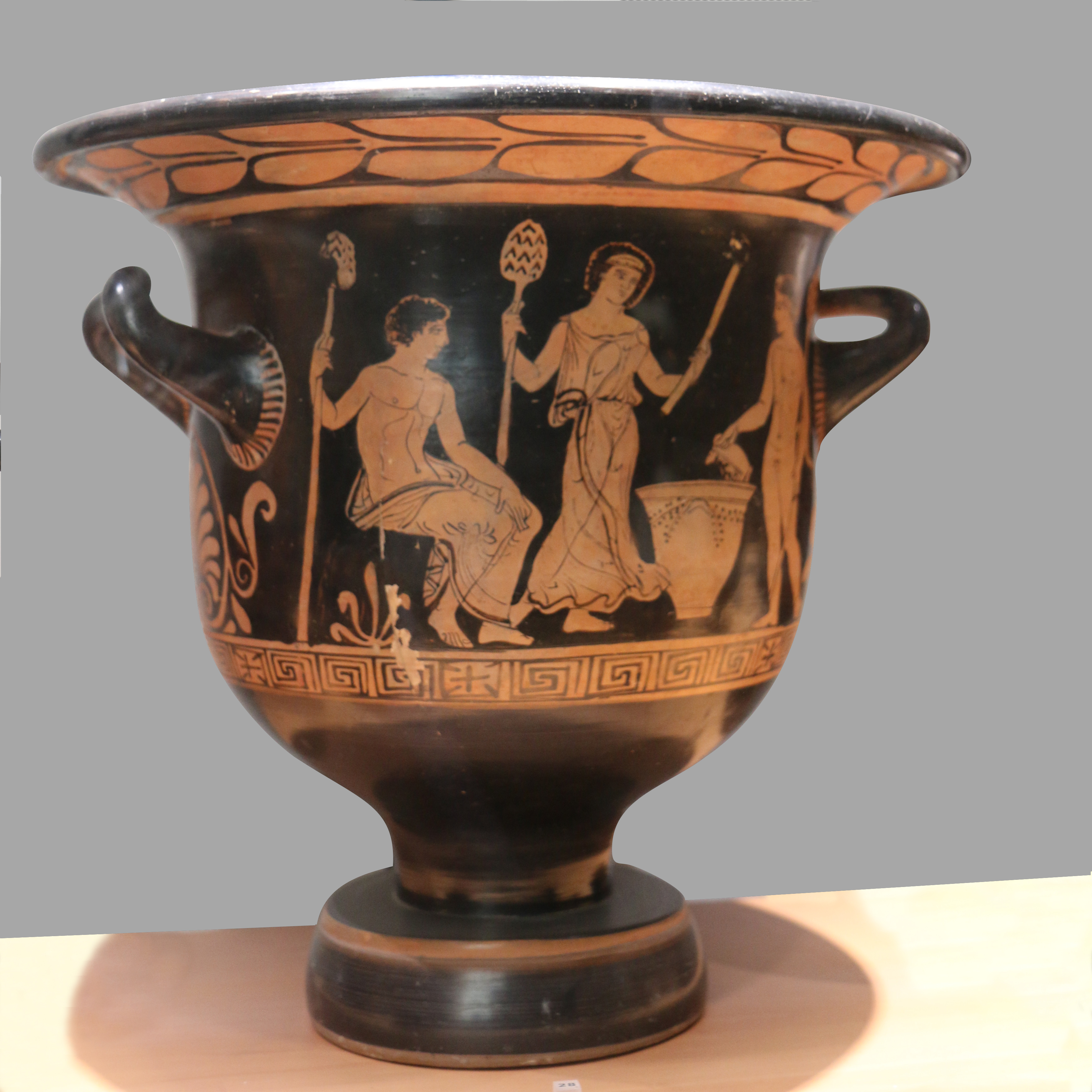
Cratère d'Apulie. Grande-Grèce Premier quart du IVe siècle
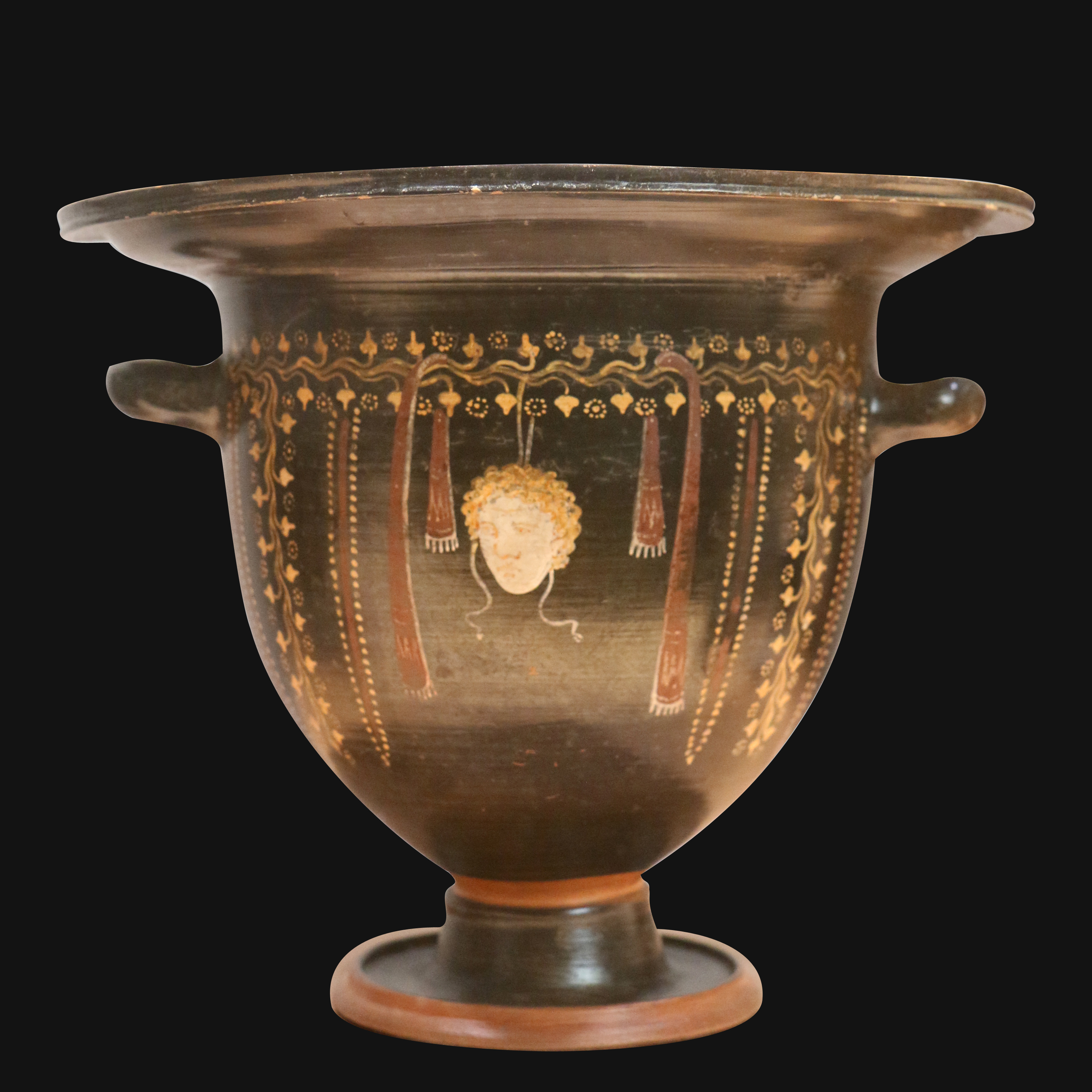
Cratère de style Gnathia. Grande-Grèce (céramique apulienne de Gnathia, polychrome[note 15]. Troisième quart du IVe siècle

### Étrurie
Pour évoquer les cultures de cette région, l'Étrurie, en Italie centrale, figurent différents objets qui couvrent une très longue période : depuis la culture de Villanova (XIe – VIIIe siècle AEC) et les nombreuses solutions que l'art étrusque compose au contact des Grecs. Ceux-ci pratiquent le commerce maritime depuis la Grèce ou depuis la colonisation grecque de la Grande Grèce, dans le sud de la péninsule - avec le côté séduisant de la céramique apulienne à figures rouges, en particulier. La culture étrusque est documentée ici jusqu'à la conquête romaine de l'Étrurie (dans la première moitié du IIIe siècle) et même au delà.

Étrurie
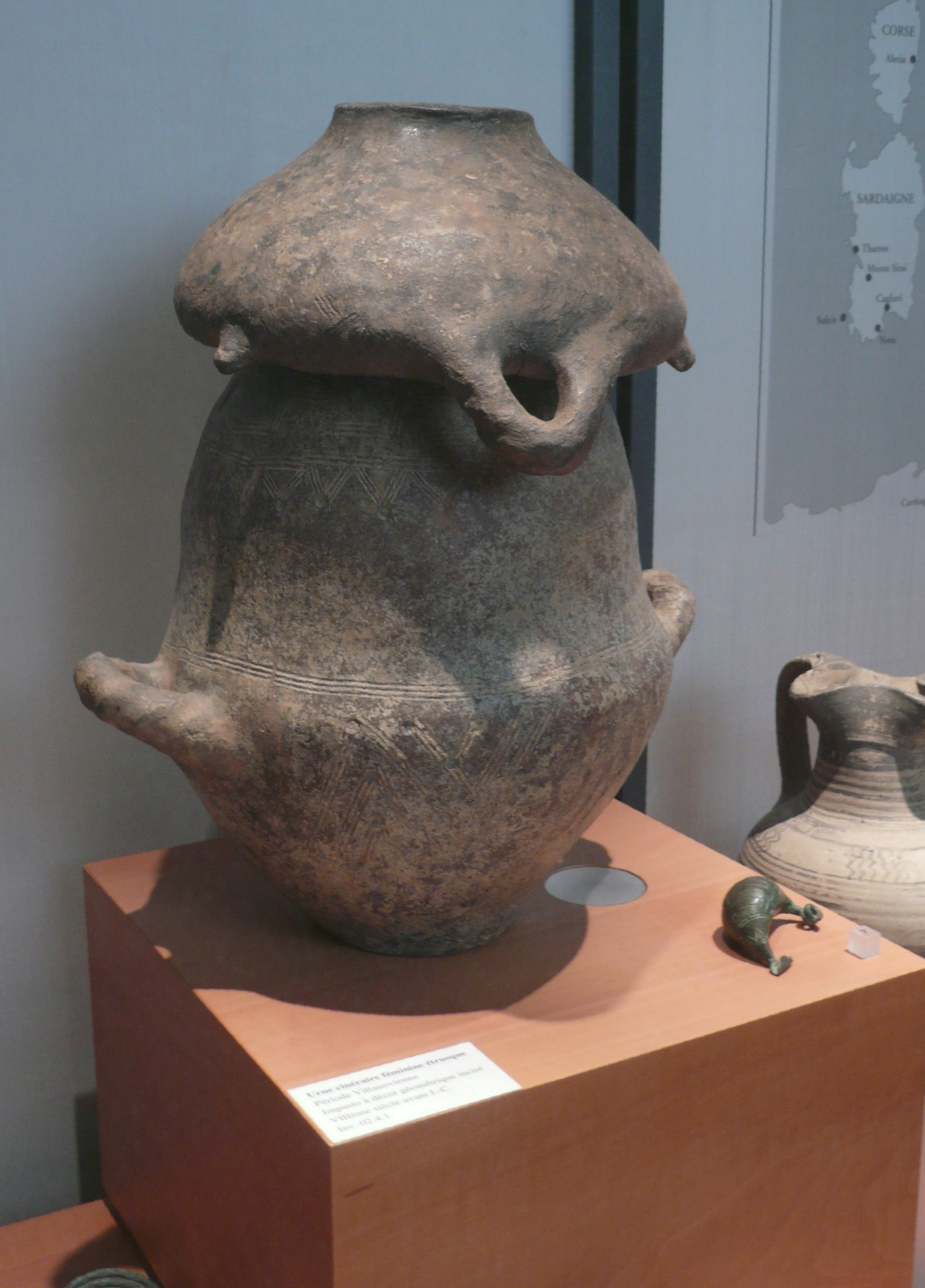
Urne cinéraire villanovienne. Décor géométrique. H. 55 cm. Culture de Villanova XIe – VIIIe siècle AEC
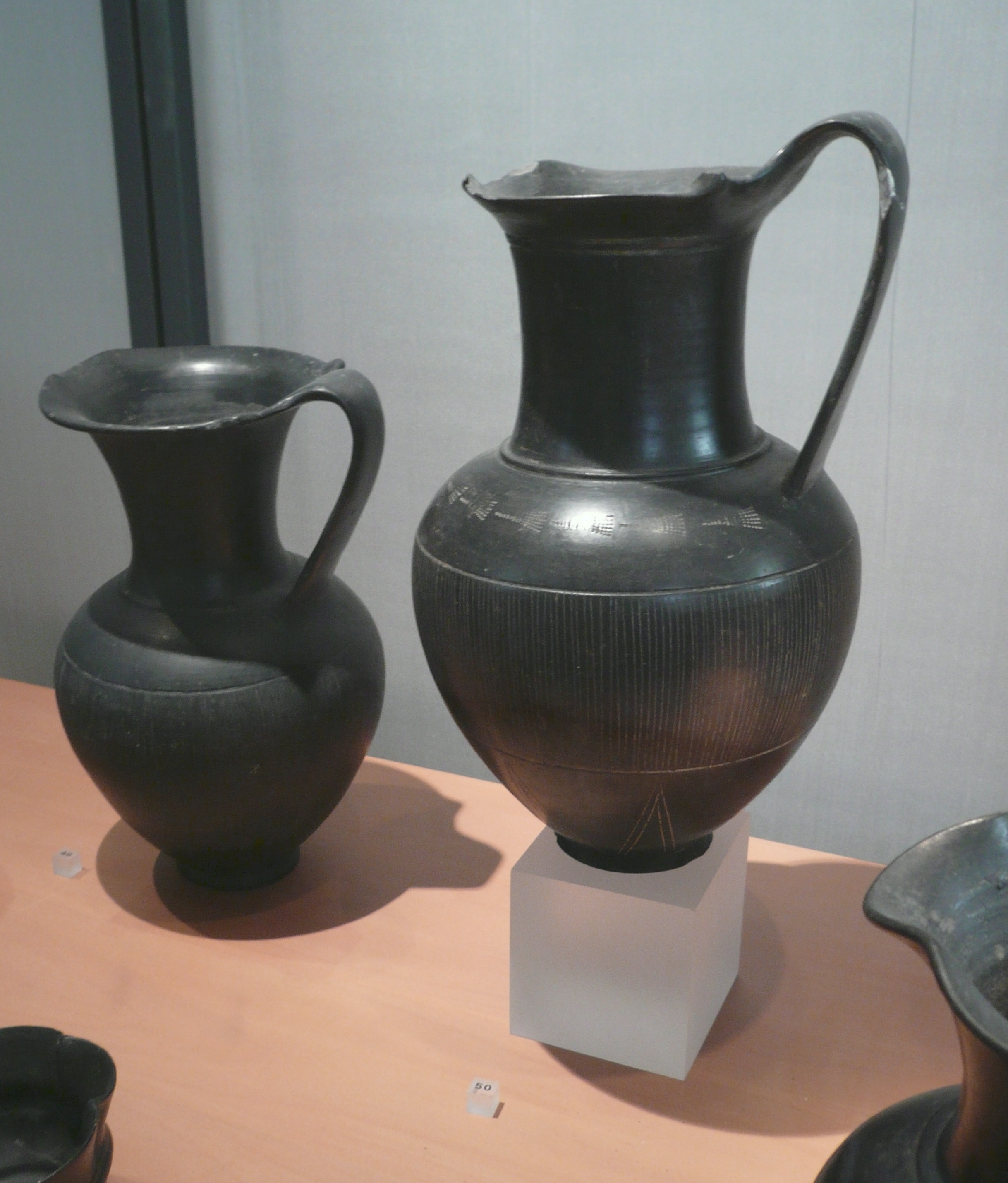
Œnochoés. Terre cuite impasto[note 16]. Décors d'éventails à la roulette dentelée, et incisions. 625-600 AEC
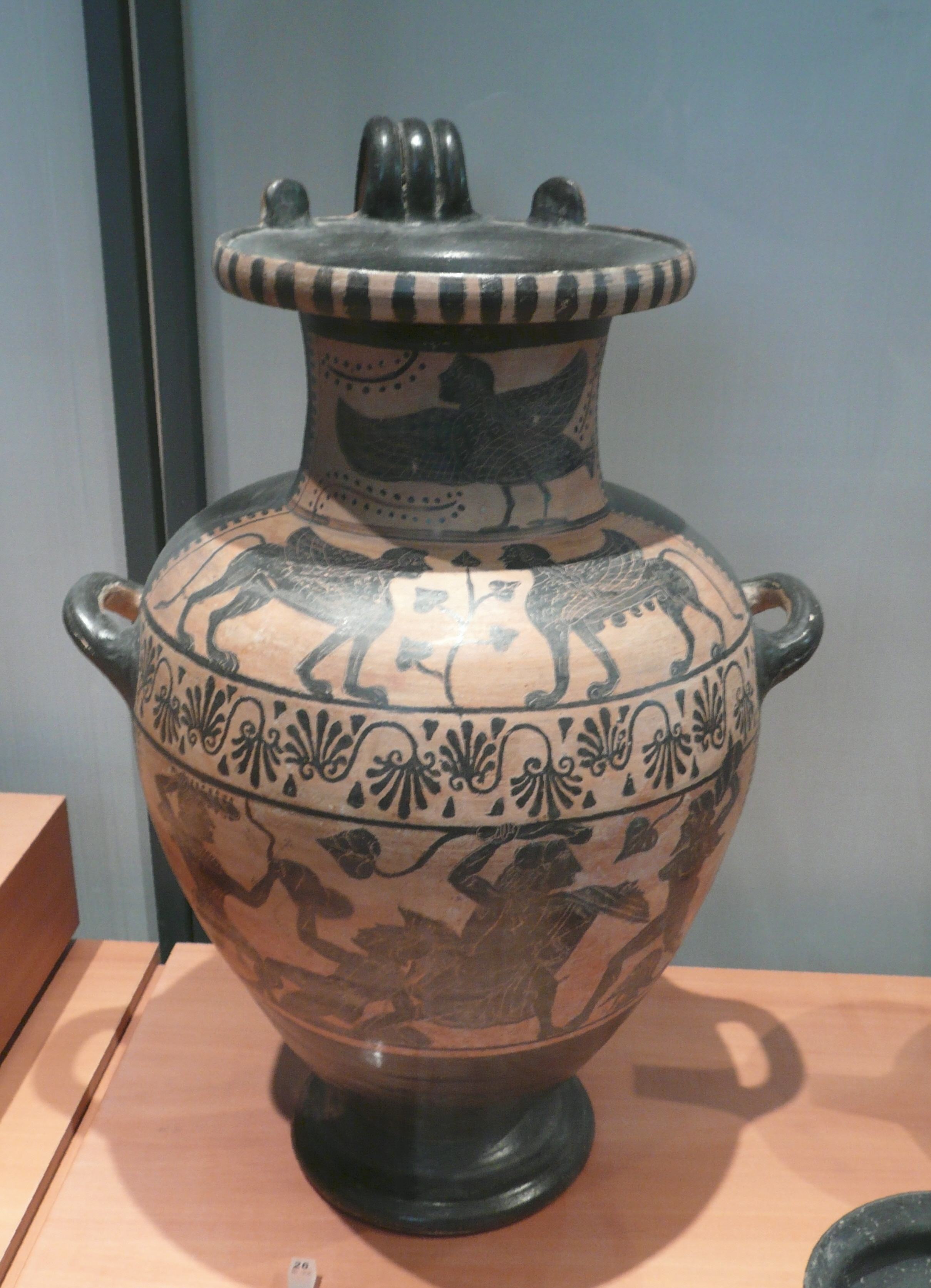
Hydrie à figures noires. Étrurie, début du Ve siècle AEC
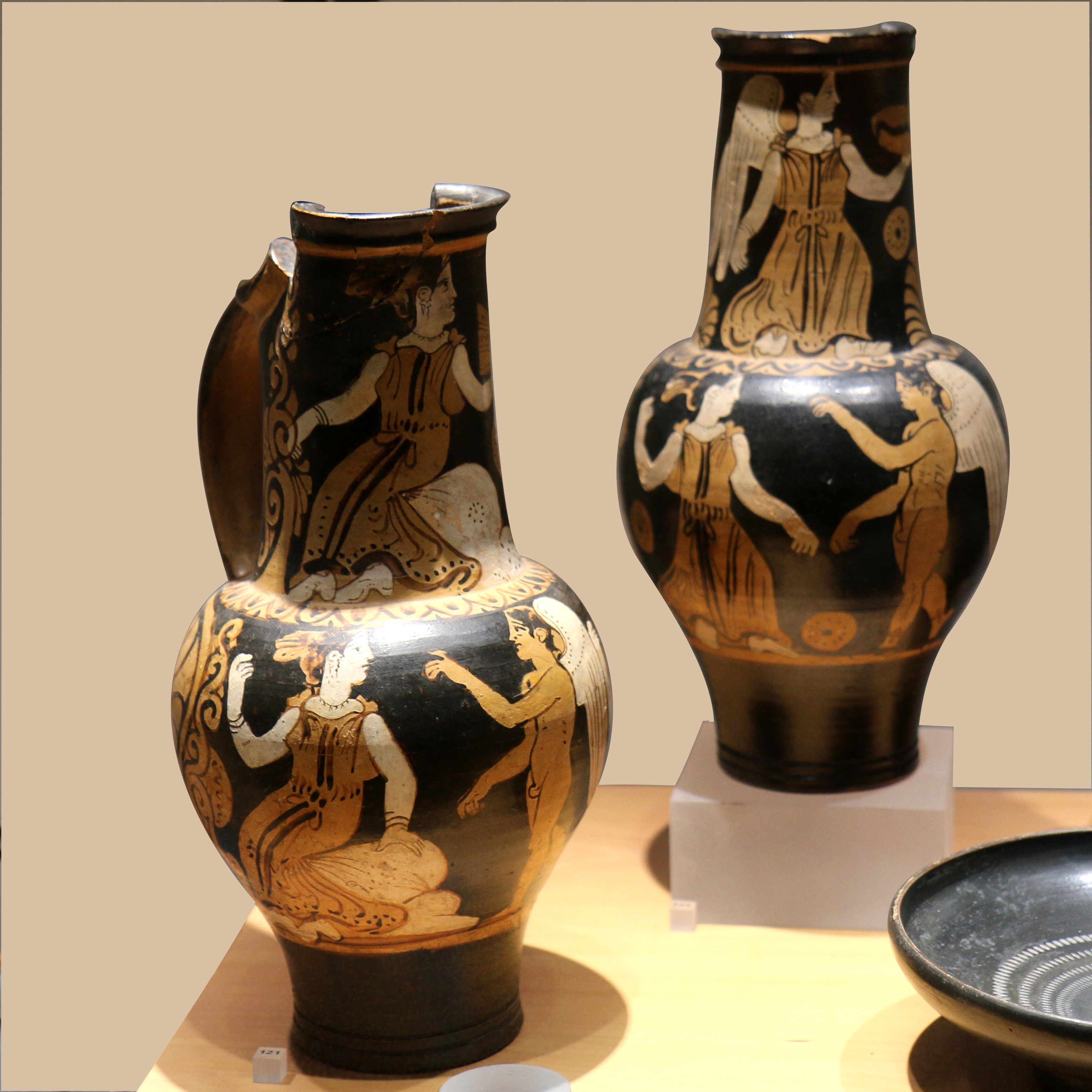
Œnochoés à figures rouges et rehauts blancs. Troisième quart du IVe siècle
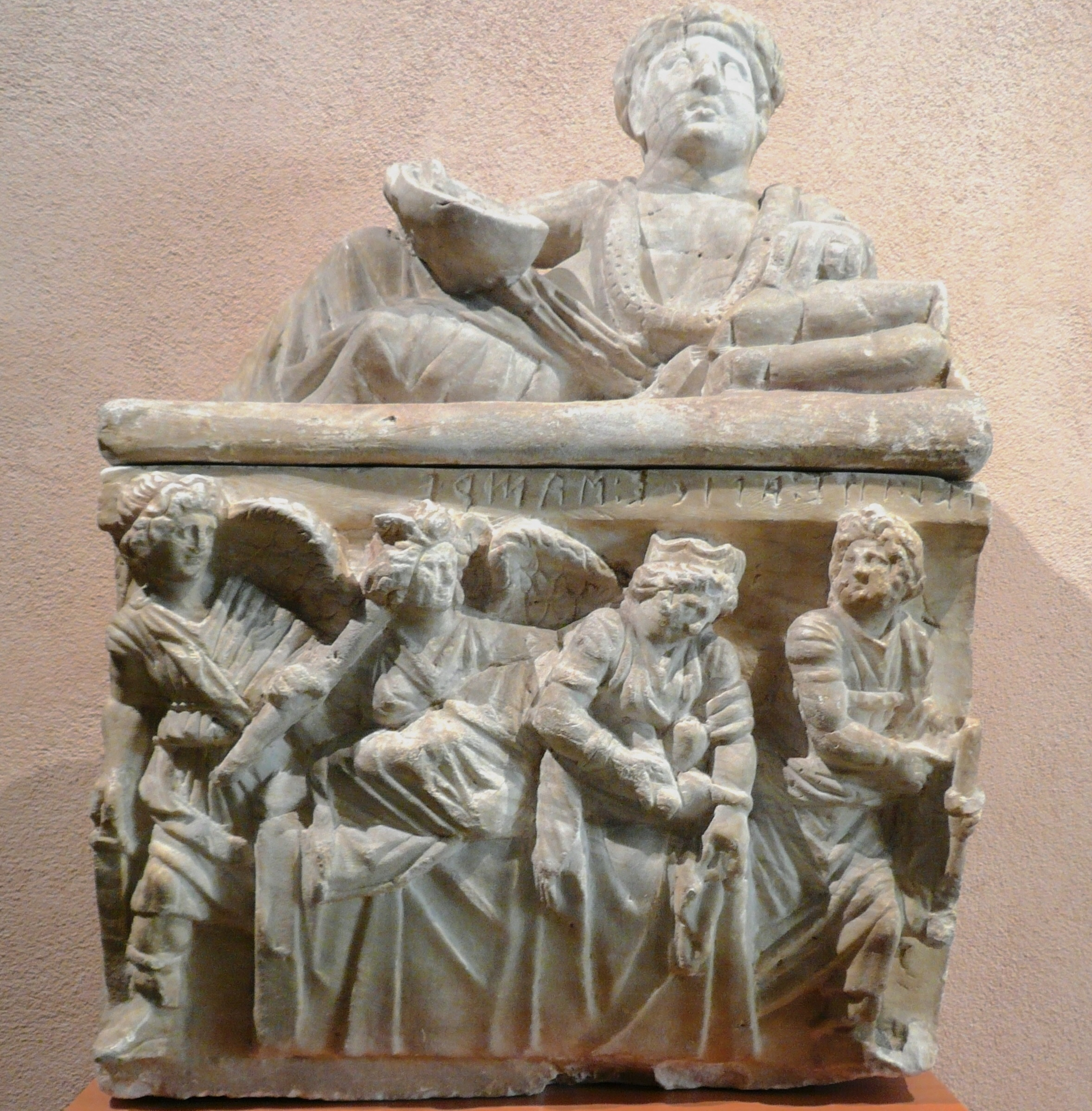
Urne funéraire. Marbre. Chiusi IIe siècle

### Rome
L’exposition se termine par Rome avec une collection de reliefs en marbre, des urnes funéraires, des bronzes et de la verrerie (gourdes, flacons...).
Un fragment de plaque porte deux visages en relief : peut-être des masques portés au théâtre, deux visages de Ménades. En fait, c'est une plaque que l'on suspendait entre des colonnes ou des pilastres autour d'une galerie, un espace de fraîcheur et d'ombre pour aller d'une pièce à l'autre par l'extérieur. Le côté tourné vers le soleil est, sur ce genre de plaque, toujours en grand relief, le côté vers l'ombre, toujours en fin relief. Ce côté-là représente un monstre marin qui sort sa tête hors de l'eau. La connaissance précise de la culture gréco-romaine pourrait laisser entrevoir une raison au choix de ces motifs étranges : peut-être une allusion aux épicuriens et à leur expression, courante à cette époque : « La vie est un théâtre ». La face au soleil représentant la vie, et le côté ombre représenterait le pays des ombres, les Enfers des romains (comme des Grecs).

Rome
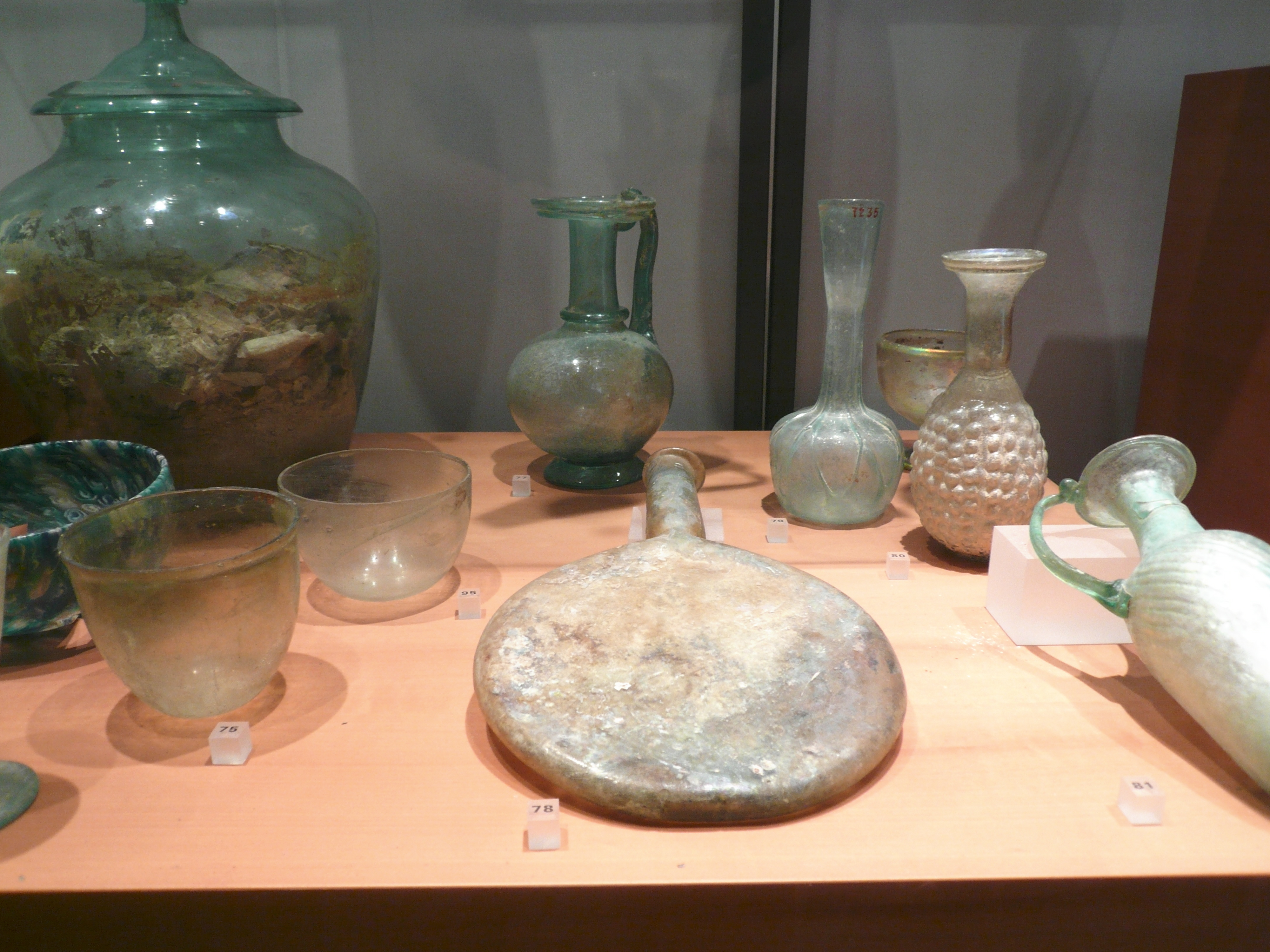
Verres romains : gourde, flacon à onguent, balsamaire
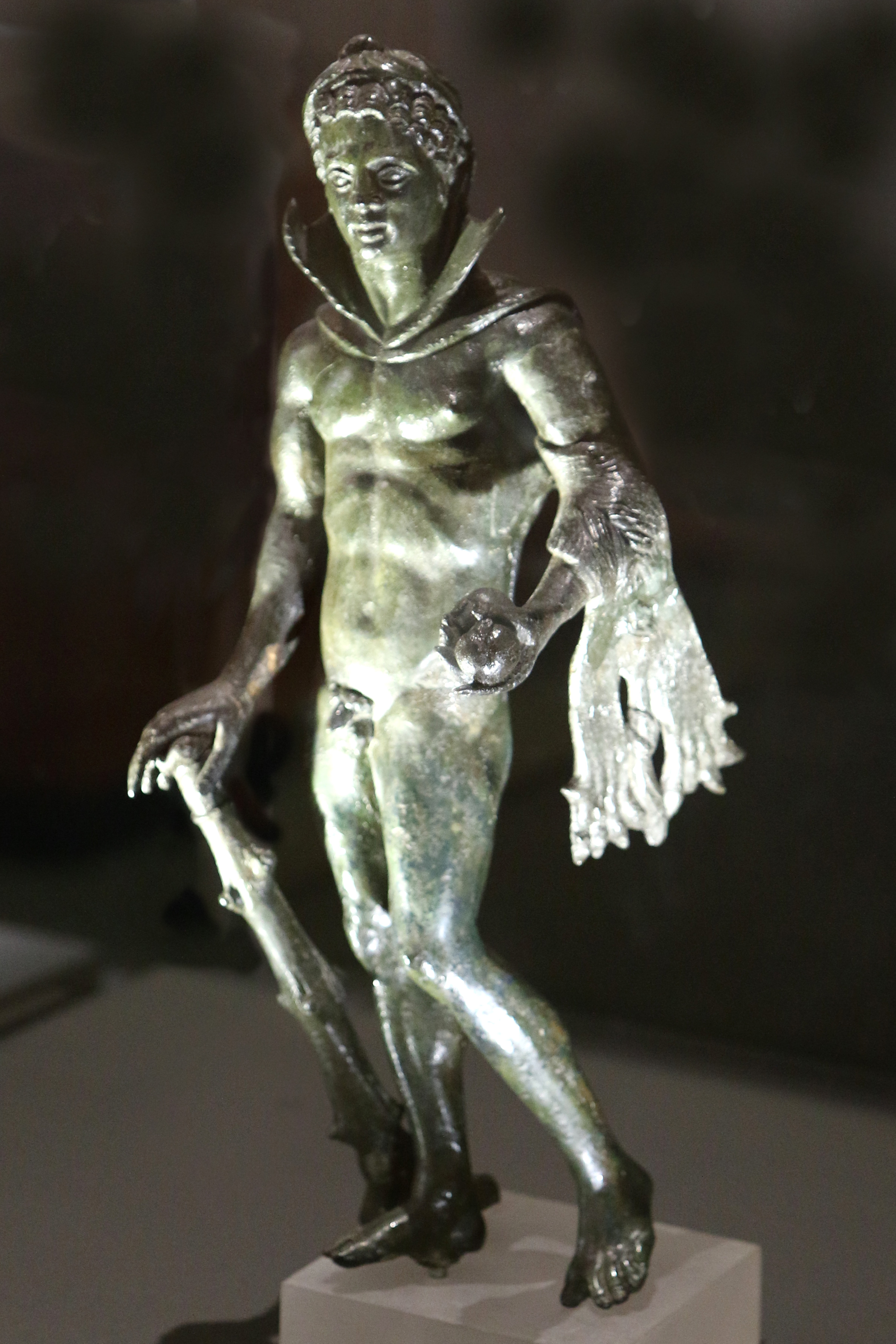
Statuette d'Héraclès tenant les pommes du jardin des Hespérides. Rome impériale. [21].
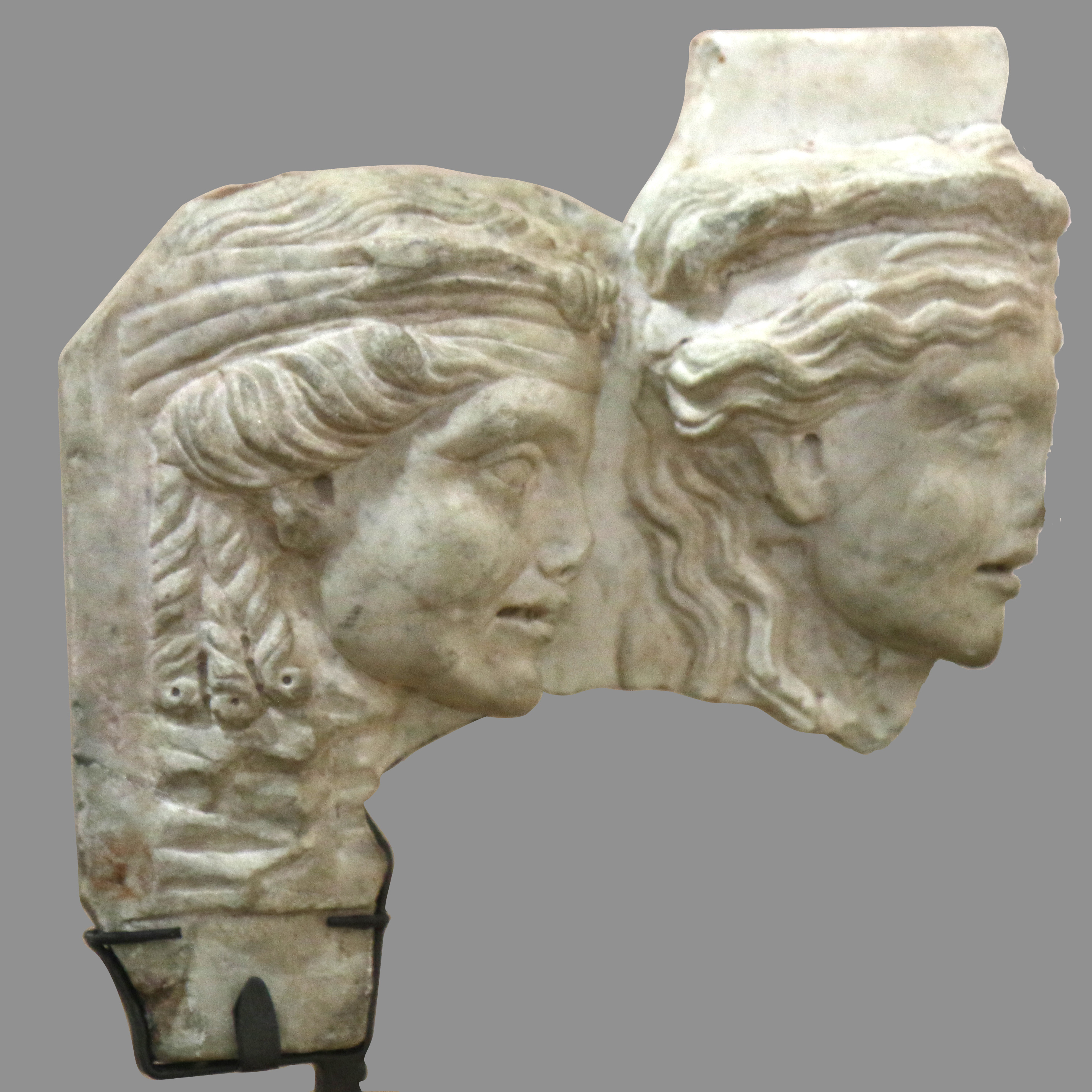
Masques de théâtre : Ménades. Plaque de marbre trouvée à Bouc-Bel-Air au lieu dit « Bouc-Belle-Ombre ». Ier siècle
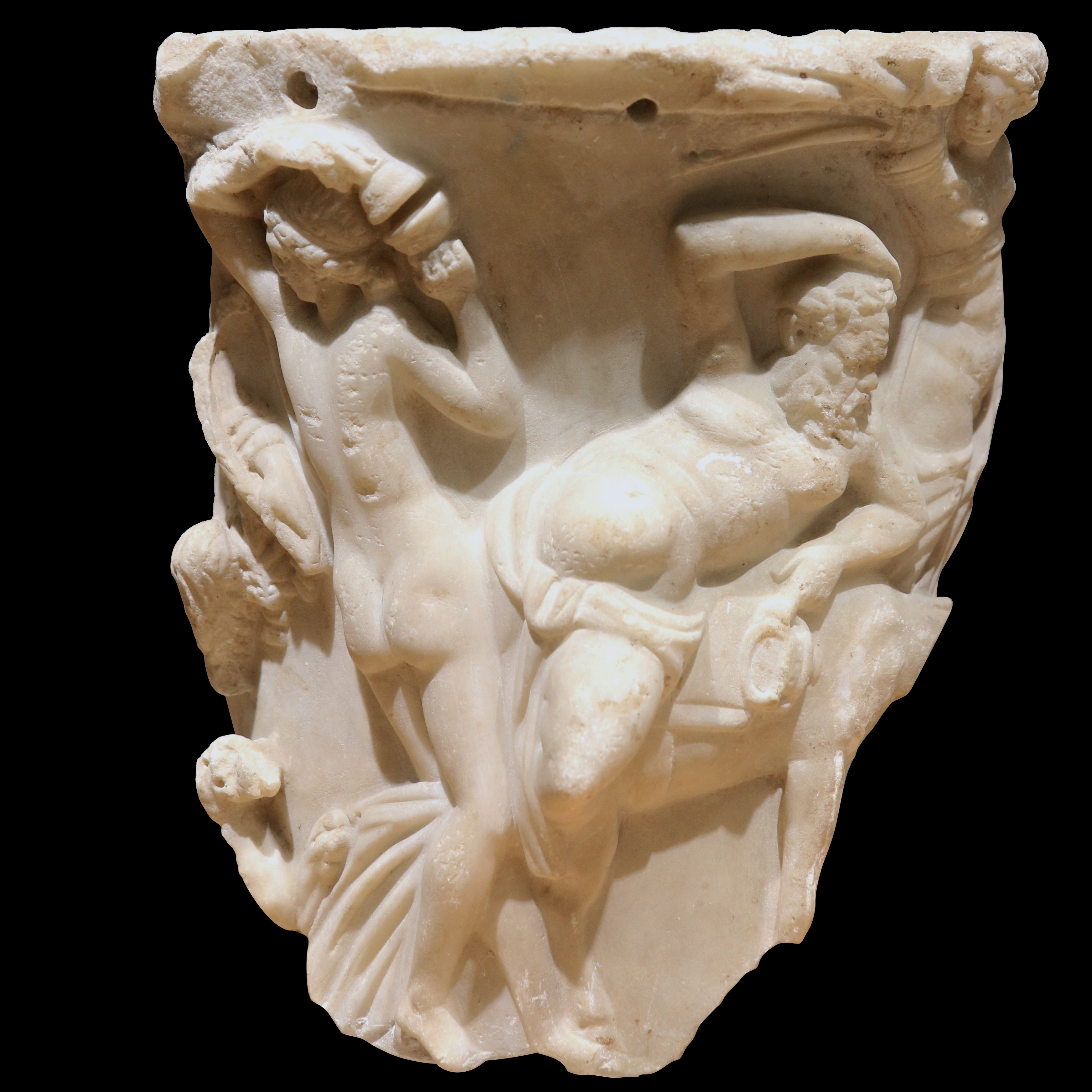
Procession : Satyre (allongé sur le dos d'un âne) et deux Ménades. Fragment de cratère (vase), marbre. Rome impériale, IIe siècle
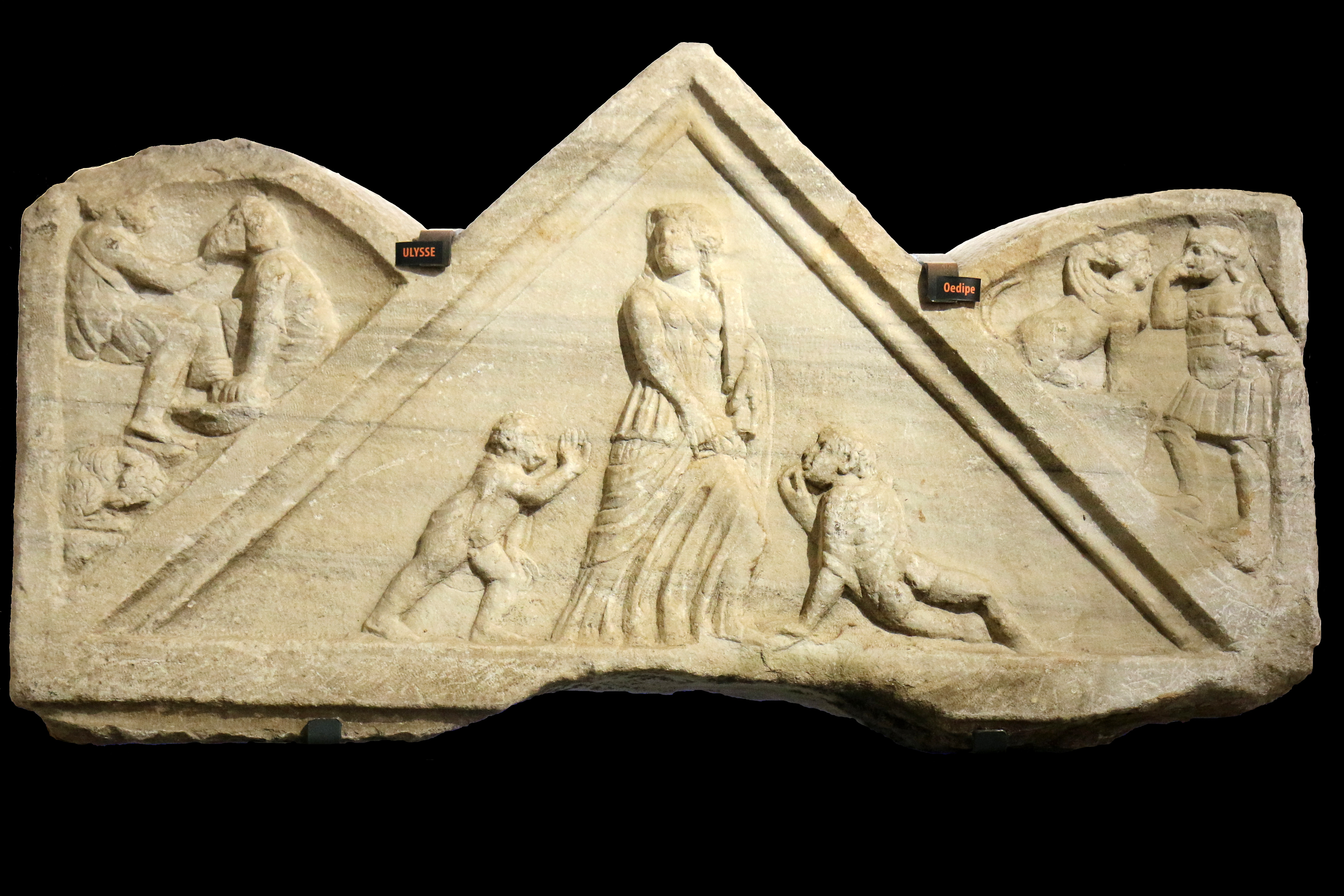
Fronton d'un couvercle de sarcophage. Rome impériale fin IIe /début du  IIIe siècle

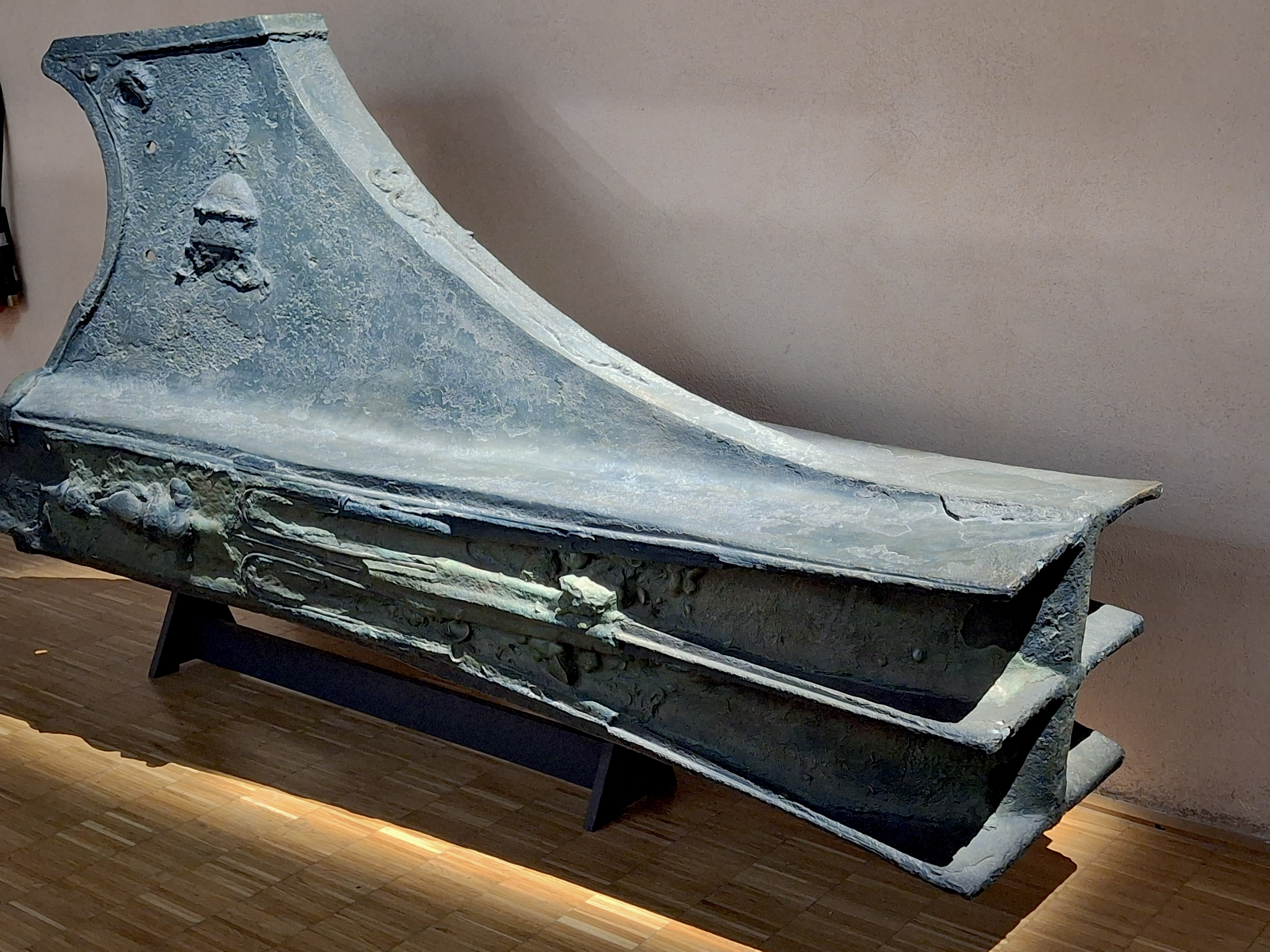
Moulage d’un éperon de bateau de guerre romain ou phénicien à trois lames. Il se trouvait à la proue d’un navire de combat, grec ou phénicien. L’original, en bronze, découvert à Athlit, est conservé au Musée Maritime d’Haifa. Longueur 150 ; largeur 50-70 ; hauteur 80 cm.

Le petit côté d'un couvercle de sarcophage romain présente trois scènes : au centre, Médée épouse abandonnée de Jason médite le meurtre de ses enfants. À gauche : Ulysse, revenu de son très long voyage, est reconnu par sa nourrice Euryclée dans la scène du bain de pied. À droite : Œdipe répond à l'énigme du sphinx.

## Fréquentation
| 2001   | 2002   | 2003   | 2004   | 2005    | 2006   | 2007   | 2008   | 2009   | 2010   | 2011   | 2012    | 2013    | 2014    | 2015    | 2016   | 2017    | 2018    | 2019    | 2020    |
| ------ | ------ | ------ | ------ | ------- | ------ | ------ | ------ | ------ | ------ | ------ | ------- | ------- | ------- | ------- | ------ | ------- | ------- | ------- | ------- |
| 19 599 | 29 460 | 27 422 | 23 922 | 134 513 | 33 686 | 18 973 | 20 257 | 17 998 | 28 693 | 26 631 | 110 394 | 115 581 | 115 131 | 115 044 | 54 872 | 100 432 | 249 447 | 206 281 | 108 726 |